# 日吉町殿田
日吉町殿田（ひよしちょうとのだ）は、京都府南丹市の地名。2006年（平成18年）1月1日の南丹市発足以前は、船井郡日吉町の大字・殿田（とのだ）であった。もともと商店街があったことから、近隣の村と比べ農家が少ないことが特徴として上げられる。キャッチコピーは「ダム湖がつなぐ交流の里」。
本項では現在の地名について日吉町殿田、または殿田として記述する。

## 地理

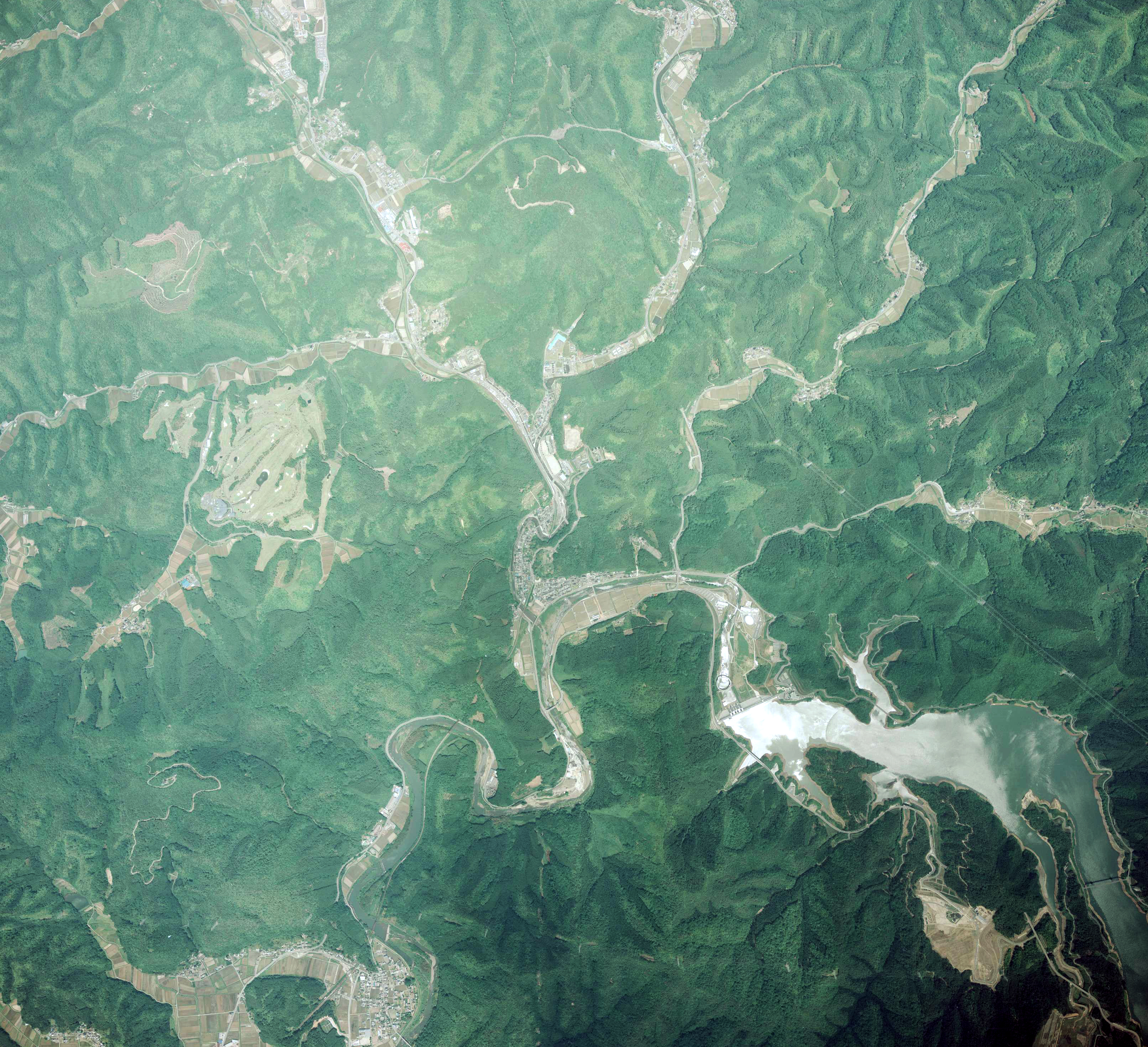
2000年5月30日撮影、日吉町殿田を中心とした日吉町の空中写真。。

日吉町殿田は、南丹市の中部にある世木地区（地域）に位置し、淀川水系の上流・桂川右岸および田原川沿いに集落群を形成する。
世木地区の地形は右手の手のひらに例えられ、親指が桂川本流、人差し指が中世木川、中指が木住川、薬指が田原川、小指が胡麻川で、それら5河川が合流する一帯が日吉町殿田、中世木川沿いが日吉町中世木、木住川上流が日吉町生畑、下流が日吉町木住となり、これら4集落で現在の世木地域を構成している。親指に当たる部分にあった集落（日吉町天若と日吉町中）は、1972年（昭和47年）に着手した日吉ダムの建設で廃村している。
日吉町志和賀との境はアチラで、その語感から二度聞きされることも多いが、れっきとした地名である。アチラは、殿田住民の新田として開拓された場所で、町筋の車橋や小牧の日吉橋から古道で山を越えたところにある。日吉町中との境は小道津で、かつて殿田と中村はひとまとまりの下世木之内とされたが、独立し単独で村を構成するようになった。日吉町田原との境は、東雲稲荷社のある小道。日吉保野田との境は、日吉駅前の藤林橋辺り。園部町船岡との境は、今井生コン先の紅春京都支店園部工場手前のカーブとなっている。
殿田の面積は約3.406km2で、南丹市161地域中54位である。

### 殿田の小字
南丹市が公示している日吉町殿田の小字は次のとおりである。この小字の前に「日吉町殿田」を付けたものが字名となる。
- 旭山 (あさひやま)
- アチラ
- イチバ
- 上ノ山 (うえのやま)
- 氏神谷 (うじがみたに)
- 大貝 (おおがい)
- 大貝井溝 (おおがいいみぞ)
- 尾崎 (おざき)
- 尾崎井溝 (おざきいみぞ)
- 大向 (おむかい)
- 大向井溝 (おむかいいみぞ)
- 大向中井溝 (おむかいなかいみぞ)
- 下大向 (しもおむかい)
- カジヤ谷 (かじやだに)
- 上小牧 (かみこまき)
- 西小牧 (にしこまき)
- 東小牧 (ひがしこまき)
- 小牧井溝 (こまきいみぞ)
- 北谷口 (きたたにぐち)
- 腰林 (こしばやし)
- 城山 (しろやま)
- 新葉 (しんば)
- ダン
- ハジキリ
- ハジキリ井溝 (はじきりいみぞ)
- 東筋 (ひがしすじ)
- 彦部峠 (ひこべとうげ)
- ヒノ谷 (ひのたに)
- 笛吹 (ふえふき)
- 船岡井溝 (ふなおかいみぞ)
- 前田 (まえだ)
- 上前田井溝 (かみまえだいみぞ)
- 町筋 (まちすじ)
- 宮西 (みやにし)
- 向山 (むかいやま)

- 井溝は雨水や湧き水などを排水する通水路に付けられる地目。

### 河川

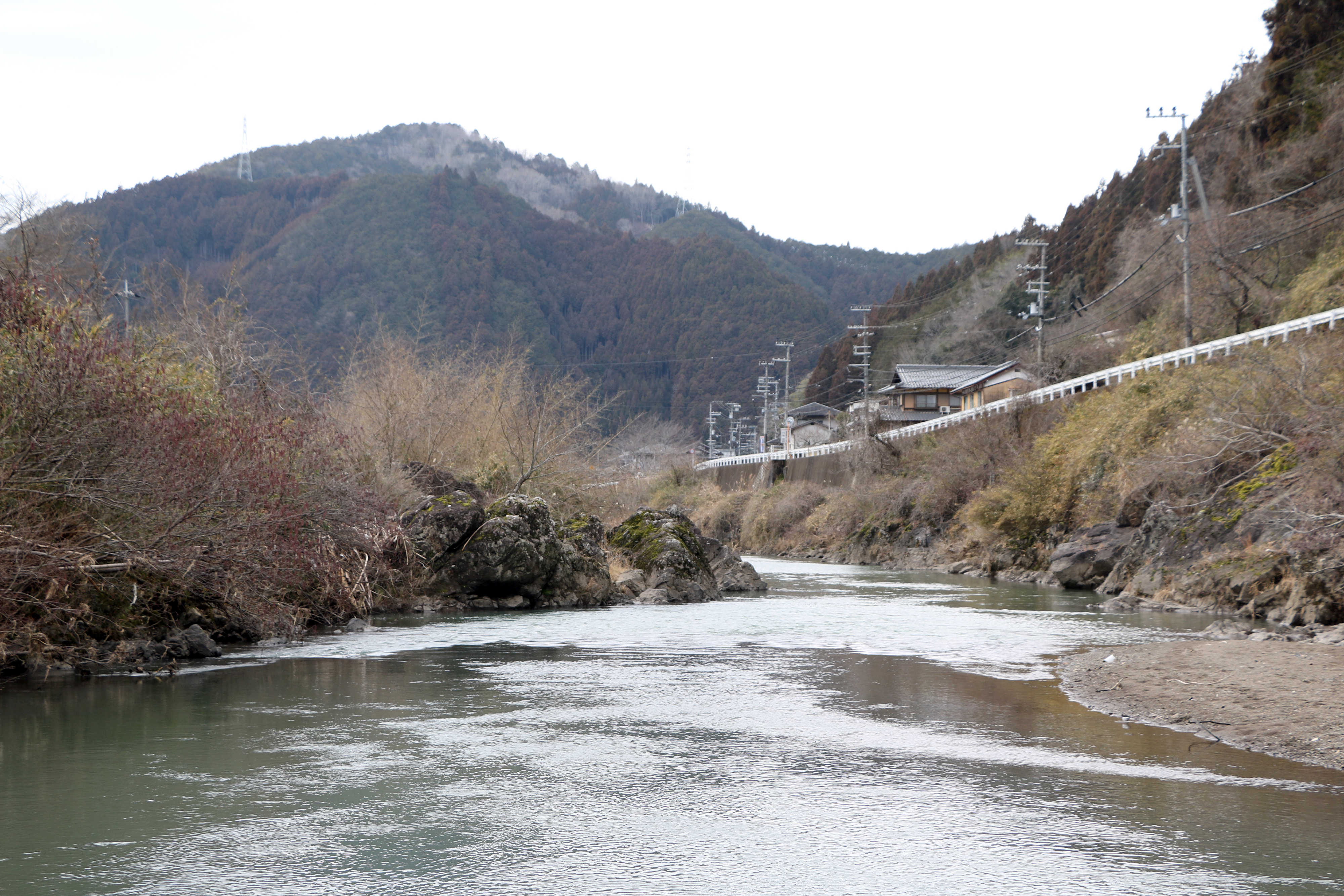
木住川合流直後の桂川（大堰川）。2025年2月2日撮影。

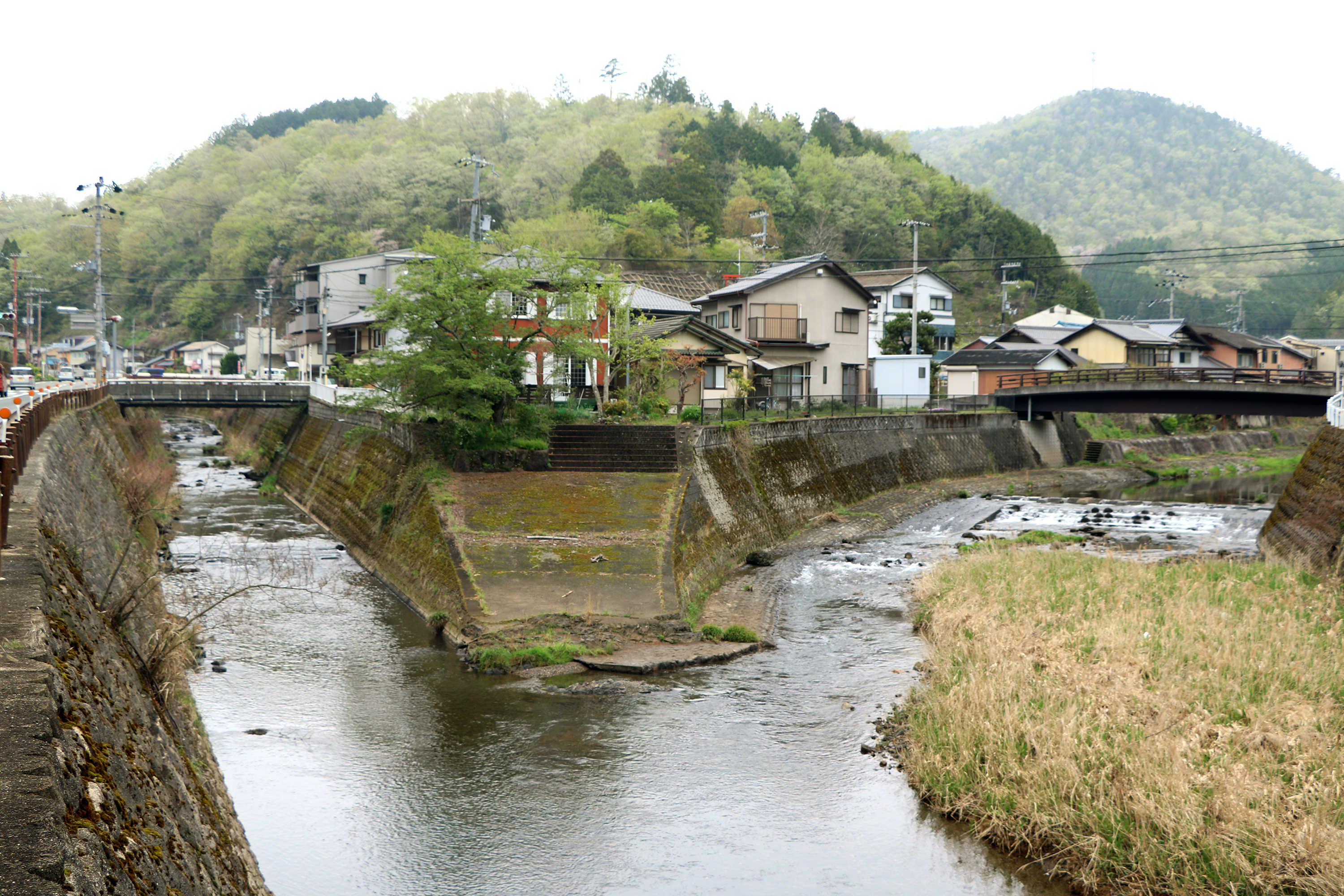
田原川と胡麻川の合流地点に設けられた分流堤（背割堤・瀬割堤）。舟先のような形状をしている。左が胡麻川、右が田原川。2024年4月21日撮影。

- 桂川（かつらがわ）

河川コード – 8606040167
桂川は、殿田東部を流れる淀川水系一次支流の一級河川。古代は葛野河（かどのがわ）と通称し、また大井川・大堰河・西河・葛河（かつらがわ）などとも記されることがあった。現在の殿田では、大堰川と呼称している。大堰川の名称は5世紀以降の渡来人である秦氏が一族をあげて葛野郡（現在の京都市）に大堰（取水堰）を築いて用水開発を行い葛野大堰と呼んだことによるという。かつての殿田では、大川や世木川とも呼称していた。
環境基準の河川A類型（渡月橋より上流）と生物B類型（世木ダムより下流）に指定（1970年9月）されている。豪雨翌日などの増水時、日吉ダムの放流で茶色に濁った桂川の流れと、濁っていない田原川の流れは、合流しても色が混ざることなく2色に別れたまま流れることがある。
日吉ダムの利水補給計画による殿田地点の確保流量は、5月1日―9月30日が5.4m3/sから新庄発電所の使用水量を控除した量または2.67m3/sのいずれか大なる水量、10月1―4月30日が2.0m3/sである。
- 中世木川（なかせきがわ）

河川コード – 8606040303
中世木川は、淀川水系二次支流の一級河川。日吉町中世木の西牧山・東牧山の水を集め西流、日吉町中の京都府道364号中地日吉線の東で大堰川右岸に注ぐ。
- 木住川（こずみがわ）

河川コード – 8606040296
木住川は、淀川水系二次支流の一級河川。日吉町生畑北部山中の水を集め南西流、日吉町木住（こうずみ、こずみ）を貫流し、小道津橋下流で大堰川右岸に注ぐ。
- 田原川（たわらがわ）

河川コード – 8606040249
田原川は、殿田集落群に流れる淀川水系二次支流の一級河川。殿田を含む日吉町の一部の地域は、田原川から水道取水している。環境基準の河川A類型に指定（1996年3月）されている。車橋から曹源寺までの右岸に桜並木がある。104軒が熱失した大火（1941年4月）を教訓に、日吉橋から曹源寺橋の区間には防火用の取水のための階段が18ヵ所ほど設けられている。
- 胡麻川（ごまがわ）

河川コード – 8606040250
胡麻川は、淀川水系三次支流の一級河川。日吉町胡麻平原の分水界で由良川水系の畑川（畑郷川）と、桂川水系の胡麻川に分かれて流下、保野田で志和賀川が流入し、南丹市立殿田小学校前で田原川と合流する。田原川との合流地点には、舟先のような形状の背割堤（瀬割堤）が設けられている。

#### 岩・淵・瀬に付けられた名前
出典: 
- なか岩 – 日吉橋上流
- おりん – 小牧町
- 長渕 – 東町下の桂川
- 高岩 – 旧世木小学校下
- イボ岩 – 天神町下
- 牛岩 – 天神町下
- しろぼう – 天神町下の水泳場だったところ
- 平岩 – 市場の下流
- 赤岩 – 下大向
- 滝の口 – 下大向
- ヤナ瀬 – 園部町船岡との境

### 山

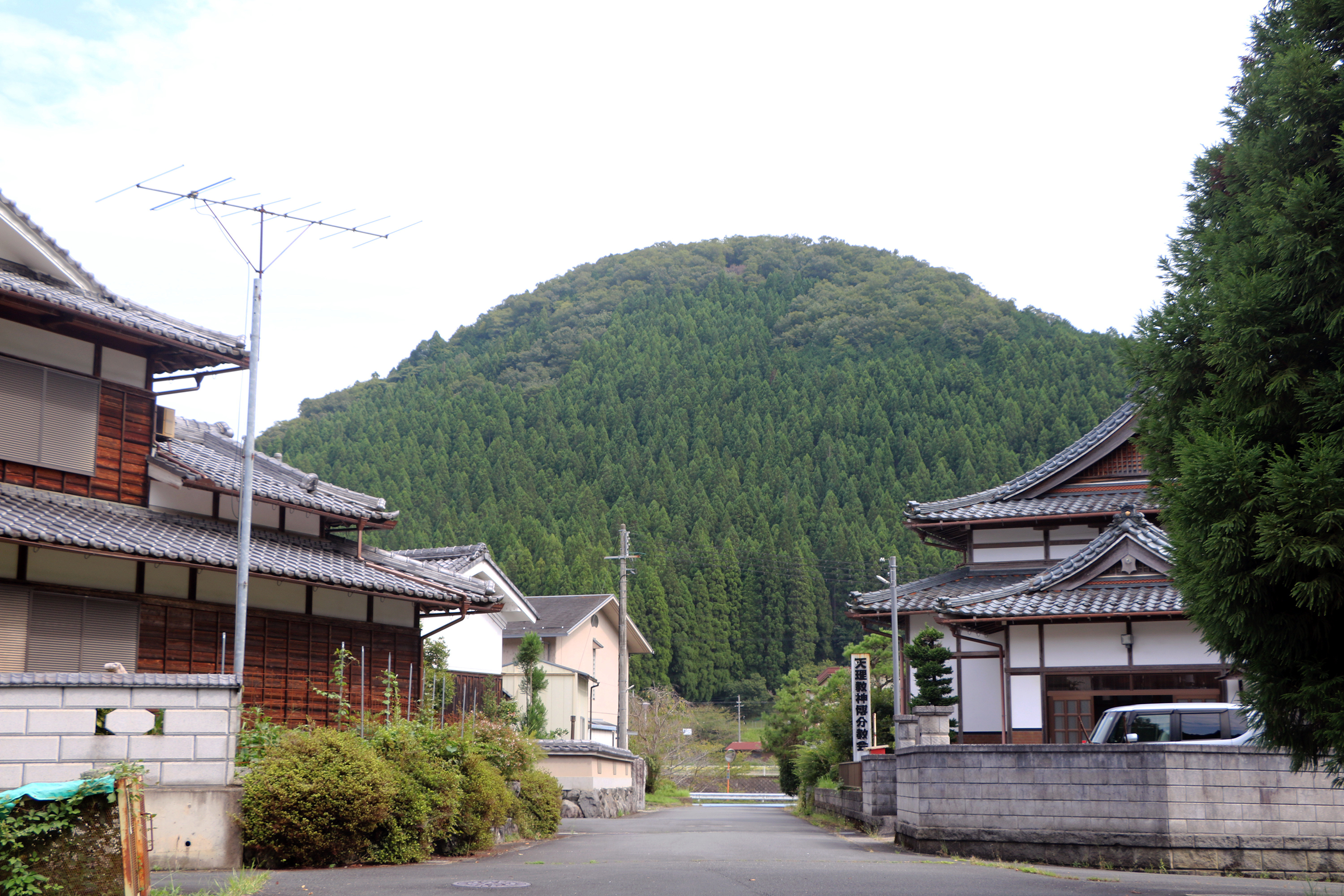
大向山。標高357m。山内に天稚神社や京都府立大学日吉演習林、通信設備、珪石鉱山跡などがある。日吉町殿田前田（殿田ふれあいパーク前）から2024年9月1日に撮影。

殿田地内にあるほとんどの山林が、地域森林計画対象民有林になっている。また、大向山の日吉大橋側と、日吉駅裏から日吉大橋までの山林（小牧山、城山、行者山、前山の範囲）が保安林となっている。
- 大向山（おおむかいやま）
大向山は、殿田の南に位置する標高357mの山[24]。天稚神社から登山道に入り、日吉ダムを上から眺めることができる。下部はスギの植林地だが、上部には雑木林が残っている。山頂付近の日吉ダム側に京都府立大学の日吉演習林があり、マツタケの発生を促進する環境整備などが行われている[25]。
- 城山（しろやま）
城山は、殿田の西にある標高285mの山[26]。山頂付近に城跡がある[27]。
- 行者山（ぎょうしゃさん、ぎょうしゃやま）
- 前山（まえやま）
- 旭山（あさひやま）
- 上ノ山・上野山（うえのやま）
- 小牧山（こまきやま）

### 地層
殿田の地質は秩父古生層に属する輝緑凝灰岩・チャート・頁岩・粘板岩・黒色千枚岩・砂岩で構成されている。丹波層群が基盤を成し、砂岩を特徴とする粘板岩層（殿田層）がある。珪石鉱床もあり、昭和初期から中期にかけて珪石の採掘が大向山で行われている。

#### 河床の緑色岩
大堰川の河床に緑色岩類が見られる。塊状溶岩と枕状溶岩が主で、石灰岩を伴わないところから、比較的深い海底に静かに噴出したものとされ、この噴出形式は殿田型と区分されている。サマリウム-ネオジム法（Sm‑Nd法）による年代測定で、334-339Ma（3億3400万〜3億3900万年前。古生代石炭紀）の値がでている。

#### 殿田活断層

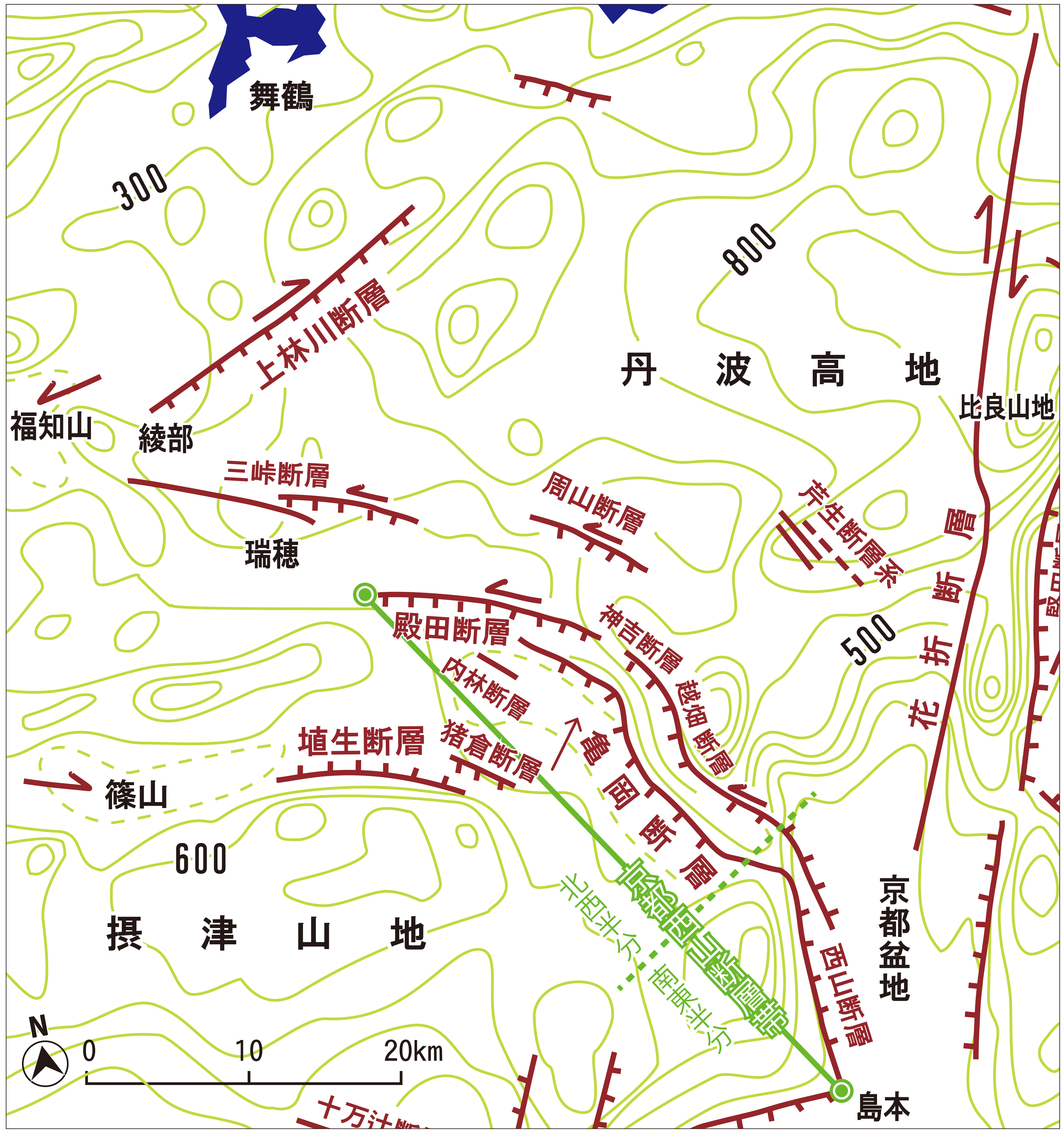
活断層分布図。京丹波町瑞穂町から大阪府島本町まで伸びる約42Kmの活断層帯を「京都西山断層帯」と言い、北西半部（殿田断層、神吉断層、越畑断層、亀岡断層）と、南東半部（樫原断層、西山断層、灰方断層、光明寺断層）に区分されている。殿田断層を含む北西半分は、北東側隆起の逆断層成分をともなう左横ずれが特徴。

船井郡京丹波町中台付近から南丹市日吉町上世木南方にかけて殿田活断層（殿田断層）がある。約15kmにわたって連続した西北西走向の断層で、北側隆起と左ずれの変位が特徴となる。横ずれ地形は日吉町志和賀付近で顕著で、左ずれの累積は約200mとなっている。また、殿田付近では地質境界の右ずれも見られる。縦ずれについては、殿田付近の高位段丘で30–36m、中位段丘で12–15mの変位を見せ、世木林（日吉町天若）では低位段丘を切る低断層崖の発達が見られた。1997年（平成9年）、世木林地区でトレンチ調査が行われ、最新の断層活動が紀元前395年から紀元後100年の間に起こったことや、1万1000年前から現在までの間に3度の活動があったことが判明している。
世木林地区で見られた断層地形やトレンチ地点は日吉ダムの完成で天若湖に水没し、「殿田断層崖（世木林地区）」は京都府レッドデータブックで「消滅」のカテゴリーとなっている。しかし、殿田断層のはぎとり標本とトレンチ調査の結果は、ダム堤内のインフォギャラリーで展示されている。

## 気候
山陰内陸性気候に属している。
夏季の気候
梅雨期から台風期までの夏季は高温多湿で降水量が多い太平洋側気候の特徴を示し、比較的に涼しい高原的気象で昼夜の寒暖の差が大きい。
冬季の気候
冬季は冷え込み日較差が大きい内陸性気候を示す反面、日本海側気候の影響を受けて季節風が吹き、降雪や積雪がみられるが、丹波地方の北部に比べると比較的温暖で降霜・降雪量は少ない。晩秋から冬にかけては時雨れる日が多く、10～30cm程度の積雪がある。

## 植生・生態

### 植生
桂川沿いの平地の大部分が水田雑草群落となっている。特定外来生物のオオカワヂシャ、オオキンケイギク、生態系被害防止外来種のセイタカアワダチソウ、アメリカオニアザミ、シロバナヨウシュチョウセンアサガオ、アメリカセンダングサが確認されている。
山林の植生区分は暖帯常緑広葉樹林（ヤブツバキクラス域）に属しているが、ほとんどがスギ・ヒノキ植林による代償植生となっている。主な樹種は次の通り。
- スギ
スギは1982年（昭和57年）に制定された日吉町の「町の木」で、林業やその運搬で栄えた殿田では、今でも植林されたスギが多く残っている。
- アベマキ
京都府レッドデータブックで「管理維持」のカテゴリーとなっているアベマキ群落が大向山にある[40]。
- ミツバツツジとツツジ
ツツジは1982年（昭和57年）に制定された日吉町の「町の花」。それにあやかり、もとからミツバツツジが殿田の山中に自生していたことから、上ノ山の梅若屋敷跡周辺ではミツバツツジの植樹と保護が続けられている[41]。
- シラカシ
樹高約20m、樹誕1911年～1931年と推定されるシラカシが小牧山観音堂（日吉町神社）にある。枝腐れから幹腐れに進行している[42]。

### 魚類
殿田では、キタノメダカやミナミメダカ、オヤニラミなどが生息している。桂川下流域では見られない由良川水系の魚がいるのは、地殻変動のなごりという。もともと殿田の川は今と違って日本海に流れており、地殻変動による縦ずれで殿田付近の高位段丘を30–36ｍ、中位段丘を12–15ｍ変位させて太平洋側の亀岡盆地に流れこむようになった。太平洋側に流れるようになったのは、約30万年前ごろと考えられている。
特定外来生物のオオクチバス（ブラックバス）が1997年（平成9年）・1998年（平成10年）のモニタリング調査で確認されたが、それ以降では見られない。特定外来生物のブルーギルは断続的に確認されているが、増加傾向にはない。日吉ダムより上流には生息しており、下流である殿田では近年見つかっていない外来生物（国内外来種を含む）として、ゼゼラ、ワタカ、カムルチー、ニゴロブナ、サツキマス（アマゴ）、ワカサギ、オオクチバスがいる。
日吉ダムによる湛水後、緩流域の砂礫底を好むイトモロコなどは減り、水産上有用種であるアユの放流に伴って移入した緩流域から止水域を好む回遊魚のヌマチチブが増加傾向にある。
以下は、1996年（平成8年）～2000年（平成12年）「モニタリング調査（独立行政法人水資源機構）」、2001年（平成13年）～2010年（平成22年）「河川水辺の国勢調査」、2021年（令和3年）「殿田区自治会殿田区集落支援事業推進委員会」により、殿田で確認された魚類である。
在来種
- オイカワ
- カマツカ
- カワムツ
- ヌマムツ
- カワヒガイ
- ズナガニゴイ
- ヤリタナゴ
- イチモンジタナゴ
- アブラボテ
- イトモロコ
- スナヤツメ
- アカザ
- ギギ
- トウヨシノボリ（地方名：ゴリ）
- カワヨシノボリ（地方名：ゴリ）
- オヤニラミ
- ミナミメダカ
- キタノメダカ
- ウナギ

外来種（国内外来種を含む。特定外来生物を除く）
- ゲンゴロウブナ
- アユ（水産物として放流）
- スゴモロコ（アユに混じって移入）
- ヌマチチブ
- ハス

特定外来生物
- ブルーギル
- タイリクバラタナゴ

### 底生動物
日吉ダムの湛水後、石礫底に多く生息する造網性のトビケラ目や、流水域に多く生息する刈取食型のカゲロウ目が増加する傾向が見られる。
1996年（平成8年）～2000年（平成12年）「モニタリング調査」、2001年（平成13年）～2010年（平成22年）「河川水辺の国勢調査」、2018年（平成30年）「生物調査（殿田中学校科学工芸部）」により、171種が確認されている。以下、確認された底生動物の一部。
在来種
- イノプスヤマトビケラ
- ヒメセトトビケラ
- コカクツツトビケラ
- オオシマトビケラ
- トビケラ
- イマニシマダラカゲロウ
- オオシロカゲロウ
- チノマダラカゲロウ
- キイロサナエ
- キイロヤマトンボ
- グンバイトンボ
- ヘビトンボ
- ゲンジボタル
- ヘイケボタル
- コオナガミズスマシ
- トランスクィラナガレ
- スジエビ
- ヒラマキガイモドキ
- オオタニシ
- サワガニ

外来種（生態系被害防止外来種と条件付特定外来生物を除く）
- オオマリコケムシ

生態系被害防止外来種
- サカマキガイ
- タイワンシジミ
- ハブタエモノアラガイ

条件付特定外来生物
- アメリカザリガニ

### 鳥類
樹林性優占の植生のため、森林や林縁を好むヒタキ科やアトリ科などの鳥類が確認されている。また、河川内に草地や中低木がモザイク状に分布することから、ヒヨドリやホオジロなどが確認されている。
1996年（平成8年）～2000年（平成12年）「モニタリング調査」、2001年（平成13年）～2010年（平成22年）「河川水辺の国勢調査」により、95種が確認されている。以下、確認された鳥類の一部。
猛禽類
- オオタカ
- クマタカ
- ハイタカ
- ハヤブサ
- サシバ
- ツミ
- ノスリ
- ハチクマ
- ミサゴ
- アオバズク

水鳥や水辺性の鳥
- オカヨシガモ
- オシドリ
- オナガガモ
- カルガモ
- コガモ
- ヒドリガモ
- マガモ
- カイツブリ
- カワセミ
- ヤマセミ
- カワウ
- アオサギ
- ササゴイ
- ゴイサギ
- コサギ
- ダイサギ
- クイナ
- イソシギ
- オオヨシキリ
- キセキレイ
- セグロセキレイ
- ハクセキレイ

その他（在来種）
- イワツバメ
- カワガラス
- クロツグミ
- コヨシキリ
- サンコウチョウ
- トラツグミ
- ベニマシコ
- ホオジロ
- ヒヨドリ
- ハシブトガラス
- イカルチドリ
- ヤマシギ
- ツツドリ
- ホトトギス
- アオゲラ
- アオバト
- ウミネコ
- ヤマドリ
- ヨタカ

外来種
- コジュケイ
- ドバト

### 両生類
2003年（平成15年）「河川水辺の国勢調査」などにより、以下6種の両生類が確認されている。
在来種
- アズマヒキガエル
- タゴガエル
- トノサマガエル
- ニホンアマガエル
- モリアオガエル
- アカハライモリ

※日吉ダムより上流では、ウシガエル（特定外来生物）が確認されている。

### 爬虫類
2003年（平成15年）「河川水辺の国勢調査」などにより、以下5種の爬虫類が確認されている。
在来種
- ニホンイシガメ
- ニホンカナヘビ
- ニホントカゲ
- ニホンマムシ
- シマヘビ

※日吉ダムより上流では、ミシシッピアカミミガメ（条件付特定外来生物）が確認されている。

### 陸上昆虫類
2003年（平成15年）「河川水辺の国勢調査」により、285種の陸上昆虫類が確認されている。以下、その一部。
在来種
- グンバイトンボ
- ハッチョウトンボ
- コオイムシ
- コガタシマトビケラ
- ヒメセトトビケラ
- ヤマトアオスジベッコウ

外来種
- モンシロチョウ
- シバツトガ
- シロテンハナムグリ
- アズキマメゾウムシ
- イネミズゾウムシ

### 哺乳類
目撃情報などにより、以下7種（飼育動物を除く）の哺乳類が確認されている。
在来種
- イノシシ
- ホンドジカ
- ニホンツキノワグマ
- ヒト

重点対策外来種
- ハクビシン

特定外来生物
- アライグマ
- ヌートリア

## 世帯数・人口
2024年（令和6年）4月1日現在の世帯数と人口、およびエリアごとの殿田人口割合は以下の通りである。
|            | 世帯数  | 人口  | 男    | 女    |
| ---------- | ------- | ----- | ----- | ----- |
| 日吉町殿田 | 150世帯 | 312人 | 149人 | 163人 |

| 範囲     | 人口     | うち、殿田人口の割合 |
| -------- | -------- | -------------------- |
| 南丹市   | 29,805人 | 1.046％              |
| 日吉町   | 4,320人  | 7.222％              |
| 世木地域 | 620人    | 50.322％             |

### 人口の変遷
以下は、国勢調査による小地域集計が始まった1995年以降の人口の推移。
| 1995年（平成7年）  | 509人 | [ 48 ] |  |
| 2000年（平成12年） | 519人 | [ 49 ] |  |
| 2005年（平成17年） | 476人 | [ 50 ] |  |
| 2010年（平成22年） | 438人 | [ 51 ] |  |
| 2015年（平成27年） | 353人 | [ 52 ] |  |
| 2020年（令和2年）  | 345人 | [ 53 ] |  |

### 世帯数の変遷
以下は、明治以前の戸数。
| 1596年（慶長元年） 30戸弱        |
| 1707年（宝永4年） 77戸           |
| 1789年（寛政元年） 94戸（402人） |
| 1872年（明治5年） 110戸          |
| 1888年（明治21年） 115戸         |

以下は、国勢調査による小地域集計が始まった1995年以降の世帯数の推移。
| 1995年（平成7年）  | 175世帯 | [ 48 ] |  |
| 2000年（平成12年） | 205世帯 | [ 49 ] |  |
| 2005年（平成17年） | 212世帯 | [ 50 ] |  |
| 2010年（平成22年） | 203世帯 | [ 51 ] |  |
| 2015年（平成27年） | 158世帯 | [ 52 ] |  |
| 2020年（令和2年）  | 176世帯 | [ 53 ] |  |

### 殿田に多い姓
旧日吉町の世帯別で多い姓は、湯浅・吉田・塩貝でほぼ同数、次に宇野や小林と続く。湯浅、井尻、吉田を「世木の三姓」といい、いずれも外来の有力者で14世紀～15世紀初頭に世木に入った。殿田では人口流動が多い集落特性から極端な偏りはないが、次の順で多い。
- 1.吉田（よしだ）
- 2.井尻（いじり）
- 3.山口（やまぐち）
- 4.中川（なかがわ）

## 自治

### 殿田区自治会
殿田地内の自治は、認可地縁団体（法人）「殿田区自治会」が治めている。2005年（平成17年）に施行した規約では「殿田区」の名称だが、南丹市が設置する行政区との区別を図るため、「殿田区自治会」と表記されることが多い。殿田区自治会では、全会員による直接民主制の区民総会と、年6回ほど開かれる組代表（組長）による間接民主制の組長会により住民総意が図られている。
南丹市にある多くの集落では、区民総会で選ばれる自治会の代表（自治会長）が、南丹市が委嘱する行政区長を慣例として兼ねている。殿田内には2つの行政区（殿田上区・殿田下区）が設置され、それぞれに市から委嘱を受けた区長が存在し、殿田区自治会においては副自治会長的なポジションを担ってきた。2024年（令和6年）の殿田上区・殿田下区の統合により両区長を廃止し、自治会長が行政区長を兼務することになった。
2022年（令和4年）から2年間、自治会運営の見直しが行われた。その一つとして、2023年（令和5年）12月より、殿田区自治会の事務の一部をとのだofficeworksに委託している。

#### 特徴的な取り組み
公募型助成制度
殿田区自治会は、既存団体への既得権益として支出してきた補助金を廃し、住民有志の新設団体や殿田外の団体でも申請可能な公募型助成制度を2024年（令和6年）よりはじめた。補助金に合わせ、情報や場所についても開かれた制度になっている。この制度では、自治会が持つ情報伝達手段（回覧板、全戸配布、屋外掲示板、無線放送など）や自治会管理施設を、「殿田住民にとって特に有益であること」を基準に無料等で利用できる仕組み（申請主義の制度）になっている。
施設のオンライン予約システム
多目的ホールや集会施設、コミュニティ広場などの施設の予約受付をオンラインでも対応できるシステムを導入している。

### 組構成
殿田区自治会のほか、各組（町）で組織を構成し、隣組単位の独立した自治も行われている。殿田区内は大きく２つの範囲に分けられ、その中に計９つの組（町）が存在している。石橋町と下ノ町はかつて別の組だったが、世帯数の減少により合併している。
殿田上
- 旭町（あさひちょう）
- 旭山町（あさひやまちょう）
- 小牧町（こまきちょう）
- 上ノ町（うえのちょう）
- 中ノ町（なかのちょう）

殿田下
- 石橋・下ノ町（いしばし・しものちょう）
- 天神町（てんじんちょう）
- 大堰町（おおいちょう）
- 東町（ひがしちょう）

### 殿田区自治会が加盟する組織
- 日吉町区長会
日吉町区長会は、旧日吉町内にある35行政区の代表で組織する連合会組織で、殿田区自治会も加盟している。南丹市が主催して毎年4月に開催される行政区長への委託事務説明会を指して「日吉町区長会」と呼ぶこともある[64]。
- 世木地域振興会
世木地域振興会は、2006年(平成18年)に設立した旧世木村を範囲とする地域振興組織。殿田区、中世木区（なかせきく）、生畑区（きはたく）、木住区（こうずみく）のほか、地域内の有志によって組織されている[65]。2014年（平成26年）に世木地域振興会の里づくり委員会で各区のキャッチコピーが考案され、殿田区は「ダム湖がつなぐ交流の里」に決定した。

### 地縁由来の有志組織
殿田区自治会とは別に、地縁を由来とする団体が活動している。
- 殿田区子ども会
殿田に住む子どもおよびその保護者で組織された任意団体。中世木区子ども会と合同で活動している[66]。
- 消防団
南丹市から委嘱を受けた住民らが、非常勤特別職の地方公務員として組織する集まり。殿田にあるのは、南丹市消防団日吉支団第1分団第1班[67]。略称は「殿田班」。
- 消防協力隊
日吉町全体の元消防団員で組織された団体[68]。
- 南丹船井防犯協会殿田支部
殿田に置かれた南丹船井防犯協会の支部。年末警戒パトロールなど、防犯啓発活動を行っている。
- 殿田セーフティネット
府民協働防犯ステーション「殿田セーフティネット」は、殿田駐在所の呼びかけで、単位PTAや殿田区自治会など12団体で2011年（平成23年）8月29日に構成された組織[69][70]。子どもたちの見守りや特殊詐欺の被害防止活動など、自主的な地域防犯活動の取り組みが認められ、2019年（令和元年）には南丹船井防犯協会の総会で「京都府防犯まちづくり賞」（京都府知事賞）を受けている[71]。
- 大向営農組合

農事組合法人大向営農組合の前進となる組合が、1995年（平成7年）に設立。その後、2007年（平成19年）に農家27軒で、集落型農業法人として設立。農作業の受託、黒豆栽培、貸農園（大向なごみ農園）、加工品（納豆餅、弁当、巻寿司等）販売などを行っている。区域内農用地面積は6.3ha。2011年（平成23年）に豊かなむらづくり全国表彰事業で近畿農政局長賞を受賞している。
同組合の加工部は法人設立前の2001年（平成13年）、組合の女性たちで、日吉町で栽培されていた壬生菜を使った漬物を作りはじめたところからスタートした。2007年の法人化と合わせ、本格的に弁当などを生産する加工部となった。加工部が作っていた「日吉の味覚弁当」は、京都府（健康対策課）の「健康ばんざい京のおばんざい弁当」としての認可を2009年（平成21年）に受けていた。2013年（平成25年）より、地域の伝統食や特産品を使って地域振興を図る京都丹波・日吉伝統の味プロジェクトの構成団体となっている。
- 殿田農家組合
殿田の農家による組合。かつて毎年11月ごろに催されていた殿田いなか祭りで、運営の中心を担っていた[73]。
- 殿田水利組合
- 日吉神社氏子総代会
- 殿田商友会[78]
- 殿田を美しくする会
花きや花ぼくを育てることにより、町内の美化や生活環境を整備することを目的に1995年（平成7年）12月に有志45人で発足[79]。発足時に府道沿いにサクラやサツキを植樹し、翌年の1996年（平成8年）に市道殿田旭山線、2009年（平成21年）2月に日吉ダム周辺施設にサクラを植樹している。定例活動として、殿田から日吉駅まで沿道、日吉ダム周辺、老人福祉施設（はぎの里）前、南丹市役所日吉支所前などにパンジーやペチュニアなど季節ごとの花を育てている[79]。また、年間800本の苗を育成して配布を行っていた[79]。2009年（平成21年）には、環境省の地域環境美化功績者として表彰を受けている[80][81]。
- 美鈴会
- あけぼの会
- 自遊自感
- パンジー
- バンジー企画
高齢者を対象とした交流事業や、高齢者による地域貢献事業の企画運営を行う任意団体。会員互助の老人会とは違い、非会員の高齢者も対象に事業を企てるのが特徴。名称は、ババア・シジイをもじったもの。2023年（令和5年）、バンジー企画の発足により、旧来から続く老人会（長寿会）は解散した。
- 草刈り隊
川草刈りなどの作業を請け負っている住民有志の任意団体。
- 殿田ボランティアグループ
南丹市日吉殿田コミュニティ広場（交流広場 殿田ふれあいパーク）や梅若家旧墓所などの清掃活動を無償で行う住民有志グループ。
- 殿田おたすけ隊
殿田区自治会の特別委員会として設置された殿田区集落支援事業推進委員会の活動をきっかけに、2023年（令和5年）2月11日に発足した住民共助を目的とする任意団体[82]。障害者や高齢者、病人を対象に、御用聞きや軽作業、送迎などのサービスを行っている[82]。
- 殿田ゲートボール同好会
南丹市日吉殿田コミュニティ広場（交流広場 殿田ふれあいパーク）を拠点に練習するゲートボールの競技団体。
- 劇団 殿田の案山子
2005年（平成17年）に発足した、殿田住民を中心に組織する演劇集団[83]。
- 殿田の歴史を考える会
地域住民の有志で2014年（平成26年）に設立し、殿田の歴史を冊子にまとめる活動や、歴史資源を活かした取り組みを行っている任意団体。
- 世木の伝統芸能を守る会
地域住民の有志で2015年（平成27年）に設立し、能楽の梅若家にゆかりある史跡の保存および活用と、小学生を対象にした能楽体験などを行っている任意団体[84][85]。
- 梅若家屋敷跡保存会
上ノ山にある梅若家屋敷跡を整備、保存する目的で組織された任意団体[86]。
- とのだofficeworks
殿田区自治会の事務を請け負うことを主目的とし、移住者らで2023年（令和5年）に発足した任意団体。自治会の下部組織ではないため、主体的な企画も行う[61]。

### 解散した組織
- 在日本朝鮮人連盟 日吉町殿田支部
- 労務組合
炭づくりをアチラで行っていた[87]。
- 青年団
- 日吉町殿田老人会「長寿会」
南丹市老人クラブ連合会（市老連）に加盟していた単位クラブ。2023年（令和5年）に解散。

### 地縁由来の委嘱人材
組織とは別に、殿田区自治会からの推選を受け、行政機関や社会福祉協議会より委嘱を受けた住民が活動している。
- 民生委員・児童委員
慣例により南丹市では、民生委員と児童委員は兼務している。
- ふれあい委員
南丹市社会福祉協議会からの委嘱を受け、殿田内の福祉的な地域の困り事の解消のために活動する委員。住民の孤立解消を目的とした、ふれあい・いきいきサロンの開催などを企画している。
- 環境美化推進委員
ごみ集積所やリサイクルステーションの管理などを行っている。

## 歴史・史跡

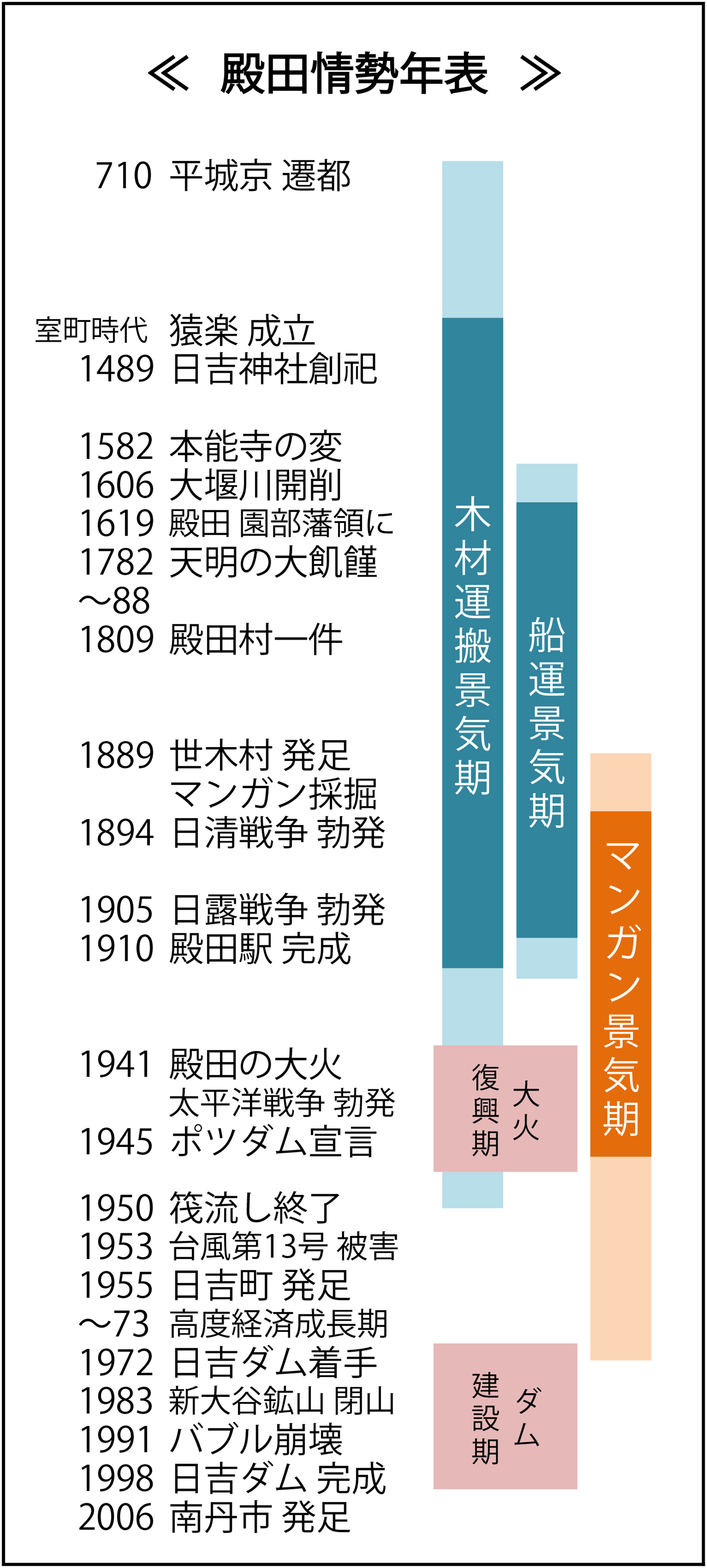
日吉町殿田に関する年表710～2006年。

### 沿革
- 701年（大宝元年） – 大宝律令により船井郡内10郷の一つとして田原郷がつくられ、世木村の範囲（現在の殿田・木住・中・中世木・天若・生畑）、胡麻郷村の範囲、五ヶ荘村の範囲がひとまとまりの区域となった[88]。
- 平安時代（784年～1180年） – このころから現在の殿田・木住・中世木・天若・生畑中の6区域を世木庄（郷）と称しているという[89]。
- 1351年（観応2年） – 古文書[90]に初めて世木の地名が現れ、佐々木秀綱が足利義詮より世木郷を与えられたとある[91]。南北朝時代（1336年～1392年）、世木郷の一村として殿田がある。
- 江戸時代（1603年～1868年） – 丹波国船井郡の村として殿田村がある[11]。1619年（元和5年）に園部藩領となった[11]。村高は元禄郷帳251石余、天保郷帳300石余、旧高旧領取調帳286石余[54]。
- 1871年（明治4年） – 園部県を経て京都府に所属[54]
- 1889年（明治22年） – 町村制の施行により、殿田村・天若村・中村・中世木村・生畑村・木住村の区域をもって世木村が発足[92]。殿田は世木村の大字名となる[11]。
- 1955年（昭和30年） –  五ヶ荘村・胡麻郷村・世木村が合併し、日吉町が発足[93]。殿田は日吉町の大字となる[11]。
- 2006年（平成18年） – 日吉町・園部町・美山町・八木町の4町合併による南丹市誕生に伴い、南丹市日吉町殿田となる[3]。
- 2024年（令和6年） – 南丹市による行政区分であった殿田上区と殿田下区を、住民からの要望により廃止。行政区分としても殿田区に統一される[60]。

### 筏流し
白鳳時代（645～710年）に上流の周山廃寺（現在の京都市右京区京北にあった古代寺院）の造営に際して上桂川で筏流しが行われた記録がある。平城京の寺院建築にも丹波地方の材木が使われていたことから、奈良時代には上流から下流への筏流しが行なわれていたと考えられている。
長岡京・平安京の造営のために、大堰川の水運を利用して材木が多量に京都へ運ばれた。
近世初期、筏流しの流通が増えたことに伴って、中継点となる筏問屋が成立したといわれている。宇津（京都市右京区）・上世木（日吉町）・殿田・保津（亀岡市）・山本（亀岡市）の5カ所に筏問屋が設けられている。殿田では、上流部から伐り出された木材が集められて大筏に組み替えられた。筏は殿田を出たのち、下流の船岡（園部町）・鳥羽（八木町）・保津・山本などの中継地を経て京都まで運ばれた。洛西の嵯峨・梅津・桂は、丹波材の揚陸地となり、「三ヶ所材木屋」として特に江戸時代に隆盛をみせることになる。そのころの運賃は、殿田から保津まで3人で2日間かけて運ぶのに銀9分、保津から嵐山まで3人で運ぶのに銀4匁2分だった。
桂川の筏流しは、明治～大正期の山陰本線の開通やトラック輸送の普及で次第に衰退。世木ダム建設着手による分断で1950年（昭和25年）ごろ一度完全に絶たれた世木の筏流しだが、2009年（平成21年）7月26日、森林・環境ネットワークが主催する子ども向けの催しで、ヒノキを運ぶ4連の筏が小道津（日吉町中）から500m下流（殿田）まで流れた。約60年ぶりの筏流し復活には、特定非営利活動法人プロジェクト保津川と保津川遊船企業組合が協力した。
南丹市が収蔵する「丹波日吉の山樵及び筏関連用具115点」は、京都府暫定登録文化財（有形民俗文化財）になっている。
- 山方と保津・山本の対立
筏問屋は、52ヶ村（のちに84ヶ村）といわれる山方（筏の荷主）から輸送を委託されている立場のため、力関係で言えば山方が優位だった。しかし、保津川の筏流しを独占している保津・山本は徐々に発言力を増した。1696年（元禄9年）、山方は、運賃の直接支払者になることにより運賃の引き下げ交渉を行うねらいで、「運賃の支払を奥に受け取りに来るように」という指示を保津・山本にしている。これに対して保津・山本は「昔からの三ヶ所材木屋で指賃を受け取りたい」と送付し、山方が運賃の直接支払者になることを拒んでいる[100]。同年、運賃に関して山方と保津・山本が対立する。山方の主張は、殿田の筏士（指子、差子ともいう）が保津・山本まで筏を運ぶ場合と、保津・山本の筏士が嵯峨まで運ぶ運賃を比べると、輸送区間が短いにもかかわらず、保津・山本の方が2倍以上高額ではないかというものだった。これに対し保津・山本は、運賃には上流の筏士の宿泊費や荒川造の費用を含み、保津渓谷の通行は容易ではないと反論している[100]。山方は筏を大きくすることも訴えが、京都奉行所の裁定により、1682年（天和2年）の規格となった。その後も度々対立するようになり、ときには強硬手段に及ぶこともあった[100]。

### 世木城
世木城（関城）は、湯浅五郎兵衛（幕末の勤皇派志士）の先祖が旭山に構えたとされる城。湯浅家は1393年（明徳4年）、紀伊守護湯浅有重の子孫である湯浅宗朝が世木庄を賜って紀伊国阿氏河荘から丹波国旭山（上ノ山）に移り住んだ、後の木住の郷士である。世木城は湯浅家の屋敷と砦（物見櫓）の一群を指すのではないかと考えられている。旭山の山頂には、円形に整地された所が2ヵ所あり、そこからは大堰川の上流と下流、田原川、胡麻川方面の様子がよく見える。だが、一説によれば、世木城は世木林にあったとも言われている。
- 世木城の戦い
1538年11月10日（天文7年10月19日）、丹波守護細川晴元に背いた丹波守護代内藤国貞（ないとうくにさだ）のいる八木城を、波多野秀忠・三好政長の連合軍が攻め込んだ。12月1日（11月10日）、八木城陥落。国貞は城を捨てて逃げだし、1545年（天文14年3月）に湯浅宗貞（ゆあさむねさだ）を頼って世木城に入った。9月3日（7月27日）、波多野秀忠は晴元の支援で三好政長・三好範長たちの援軍を得て、国貞が籠城する世木城を攻めた。世木城は落城、国貞は降伏した[101]。

1570年（元亀元年）には、湯浅宗貞が世木城を畳んで木住に帰農した。

### 殿田城
殿田城（とのだじょう）は、曹源寺の西背後にある城山（標高約280ｍ）にあったとされる城で、明智光秀が築いた砦跡と伝わっている。三方急峻な城山には、尾根に沿って整備された平地30～40ｍの城趾が広がっている。土塁や、高低差2mの堀切、片堀切、縦堀を伴う空堀などがある。殿田城跡周辺は、埋蔵文化財包蔵地になっている。城跡への山道は整備されていない。

### 丹波猿楽 梅若家

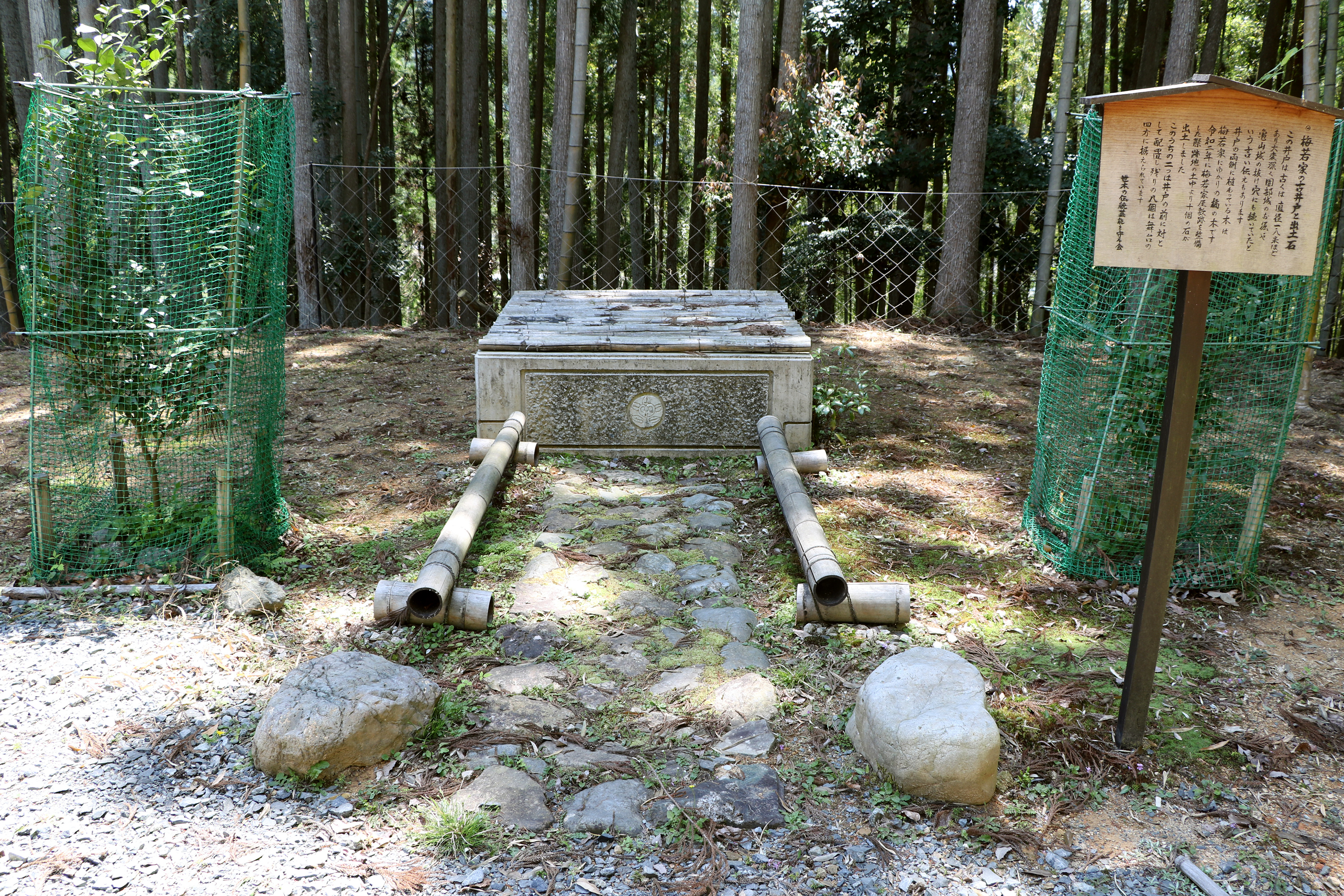
梅若家屋敷跡に現存している古井戸。直径1.8ｍほどで、園部城や亀山城に通じる抜け穴だったという言い伝えがある。井戸の両側には梅若家の家紋である橘の木が植えられている。正面には、2020年（令和2年）に屋敷跡を整備した際に出土した石10個のうち2つが置かれている。残り8つは、屋敷跡に盛土で作った舞台の四方に据えられている。2024年4月29日撮影。

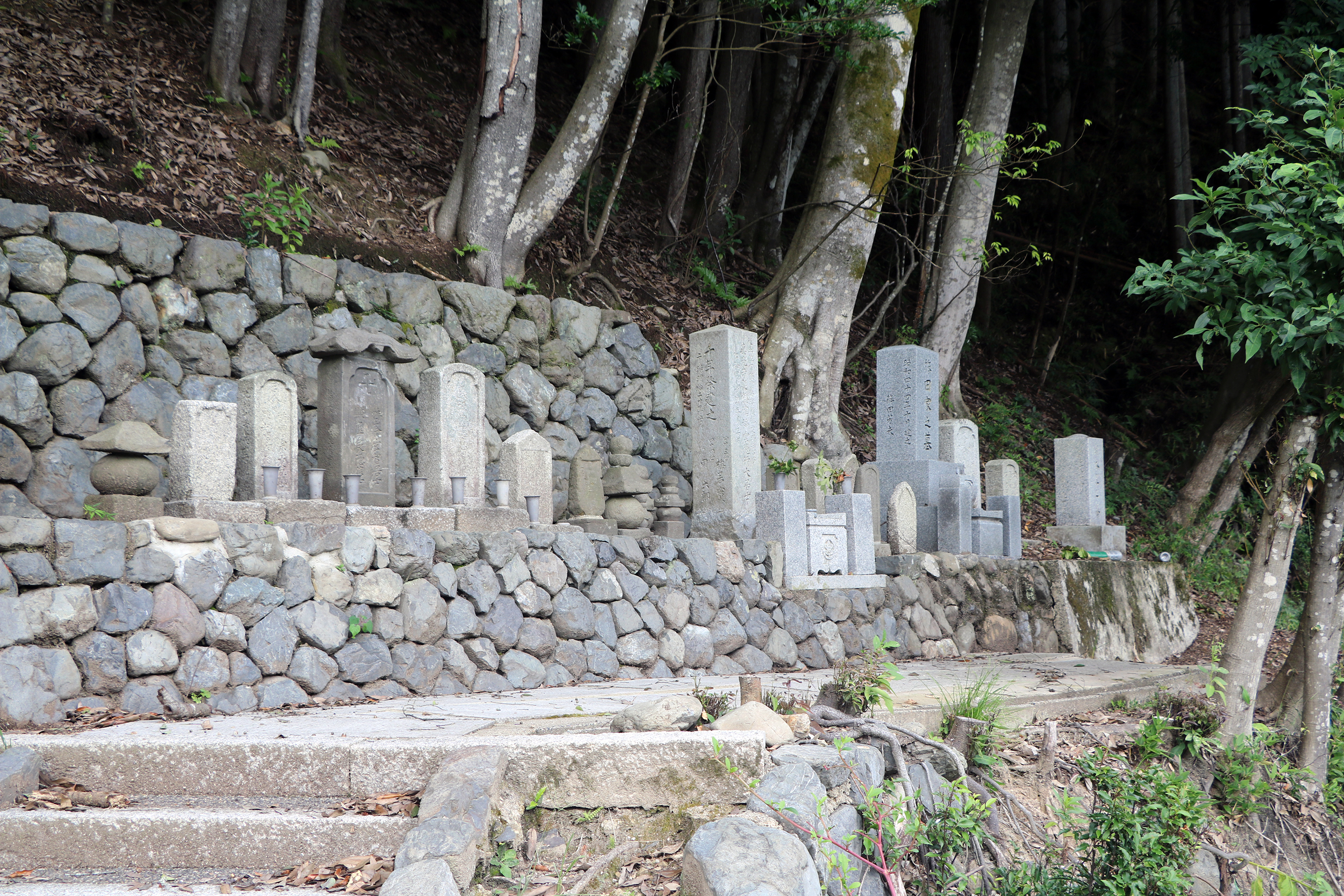
1975年10月に建立された梅若家旧墓所。日吉町殿田東筋、南丹警察署殿田駐在所前の石段を上った先にある。2024年9月1日に撮影。

猿楽の梅若家の系譜は、奈良時代の橘諸兄（たちばなのもろえ）からとされている。橘諸兄から九世を数える橘友時は梅津氏の元祖とされ、梅津村（現在の京都市右京区梅津）に住居を構えた。友時は朝廷より大志麻（現在の綾部市大志麻）を拝領し、承平年間（931-938年）に子孫が移り住んだとあり、一門は綾部周辺から和知、美山、周山、殿田に散在し、室町時代の初期まで丹波守や若狭守などの役職に就いたとされている。
国丹波に移り住んだ梅津家が猿楽を始めた時期は明らかになっていないが、室町時代の看聞御記の1416年（応永23年）3月9日の条に「仙洞に猿楽あり梅若仕」とある。1481年（文明13年）、三十七世梅津景久（かげひさ）が後土御門天皇の前で 芦刈を舞って、若の字を賜り、梅津一族はこのときから梅若に改姓した。
景久の子・直久（なおひさ）は、上林（現在の美山町宮脇）に住み、尾張の織田家に仕えた。直久の子で声の良さから"妙音太夫"と呼ばれた三十九世梅若広長（ひろなが）は元武士で、本能寺の変で明智光秀方に付き、山崎の戦いで負傷して亡くなった。広長は、梅若家の菩提寺である曹源寺に葬られている。
光秀が羽柴秀吉に敗れた後、一時梅若家は没落したが、四十世の梅若氏盛（隠居後に玄祥）が細川幽斎の推挙によって徳川家康に仕えることになる。これにより、梅若家は徳川家の能楽師となり、能楽観世座のツレ方を務め、徳川家康から100石を与えられたといわれ、上稗生村（現在の日吉町生畑）117石余を江戸時代を通じて知行した。氏盛（うじもり）は、大坂冬の陣で茶臼山を舞っている。
- 梅若家屋敷跡
四十一世梅若氏久（うじひさ）が上ノ山に作った梅若家の屋敷は[108]、「世木の御殿」と呼ばれていた[109]。屋敷跡地では、日吉町の花であったツツジにあやかってミツバツツジが植樹されている[41]。屋敷跡に現存している古井戸は直径1.8mで、正面には梅若家の家紋になっているタチバナが植えられている。
- 梅若家旧墓所
殿田地内に残る梅若家の墓標。1975年（昭和50年）10月には、「丹波猿楽梅若家旧墓所」の碑を五十五世梅若六郎が建立している。墓所の中央には1887年（明治20年）、梅若実（五十二世梅若六郎）が、梅若の始祖「梅津兵庫頭友時」の千年祭を記念して「従五位下梅津兵庫頭橘友時碑」を建立した[110]。殿田ボランティアグループが墓所の清掃などを行っている。
- 梅若家の菩提寺
殿田地内にある曹源寺は、梅若家の菩提寺で[111]、三十九世梅若広長がいた時代に創建されている。
- 梅若稲荷跡
上野山トンネルの横、東町踏切そばの坂道（追手門道）を登ったところに、梅若家鎮守の稲荷跡の石組みが残っている[112]。

### 鮎の道
世木上流の山国八村で獲れた鮎は「世木の鮎」と呼ばれた。6月から9月までの農閑期、世木の多くの人が鮎に関係した。鮎を獲るアユトリ、鮎を運送するアユモチなどである。アユモチは50～70匹を入れたアユモチオケ（水を張った桶）を天秤棒で担ぎ活きたまま、約26kmの道のりを何度も水を入れ替えながら嵯峨鳥居本の鮎問屋まで運んだ。世木林から嵯峨鳥居本までの道のりは「鮎の道」と呼ばれていた。
室町時代の中期から朝廷に山国八村の御用鮎が献上されるようになり、明治初期まで献上鮎の制度が続いた。献上鮎は、天日干しされた乾物だった
山陰線の開通後は、殿田の料亭「錦水亭」の店主・村上氏が漁師から友釣りの鮎を買い付け、殿田駅から京都へ汽車で運んでいた。1時間半ほどの道中、鮎は大きな桶に入れられ、手じゃく水を動かして鮮度を保ったという。1950年（昭和25年）に天若のダム建設が始まると「世木の鮎」は姿を消した。
南丹市が収蔵する「大堰川上流域の漁撈用具76点」は、京都府暫定登録文化財（有形民俗文化財）になっている。

### 船運の発展
角倉了以（本姓:吉田、幼名:与七）による1606年（慶長11年）の大堰川開削によって、殿田から嵯峨までの30数kmの水路が完成した。発展した船運によって、千把や柴などの当地の産品が京の都へ運ばれた。殿田に数ヵ所あった船着場（浜）では、物資を積荷していた。
殿田にあった浜
- 桂川 – 3ヵ所：小道津浜、寺坂浜（成就院の下）、啓治浜（啓次浜）
- 田原川 – 6ヵ所[115]

大堰川開削前の1596年（慶長元年）時点では30戸ない村だっが、船運による繁栄で近隣から人が移り住み、1707年（宝永4年）には77戸、1789年（寛政元年）には94戸・402人の町になった。1799年（寛政11年）の丹波国大絵図には殿田について「山城嵯峨より殿田まで通船あり」と注されている。嵐山の千光寺の碑文には「嵐山から世木まで」と書かれている。
明治時代まで船が運行していたが、他の交通機関の発達によって船着き場の役目を終え、今では岩しか残っていない。

### 上河内・松尾・藁無との山論
1752年（宝歴2年）、殿田村と、現在の園部町船岡にあたる上河内村・松尾村・藁無村の三ヵ村との間に山論が起きた。発端は、三ヵ村の入会山（共同利用の山）であった斧本山（よきもとやま）に、殿田村の住民たちが境界を越え、新たな道を作って芝草を刈り取ったことによる。殿田村は斧本山に「はかの尾」と名付け、「いぼ石」の道境まで自村分と主張した。
三ヵ村は殿田村に問いただして、数回にわたって双方の村役人らの間で話し合いが行われたが解決に至らず、奉行所に訴えることになった。
三ヵ村が主張したのが、1707年（宝永7年）の岡田村との山論において、京都町奉行所より下された裁許の結果である。このときは奉行が検分を行い、係争地以外も東西南北の山境を確認して裁許を下したものである。この争論時には村境を示す絵図が作成された。殿田村との山論でもこの絵図も証拠のひとつとして利用されたであろう。殿田村と三ヵ村の争論の結末は史料を欠き明らかになっていない。

### 殿田村一件
1809年（文化6年）に殿田村で起きた、藩政の末端であった庄屋や町年寄による村政疑惑に対して村民から園部藩に改革を訴えた一件がある。
殿田村は、水運業により船井郡で最も高額所得の村だったが、天明の大飢饉（1782～1788年）以来不況が深刻化。村民は、減らない高税（最高時７割）に苦しんだ。百姓たちは新田開拓費・庄屋事務費・村落行事明細などで村政に不信感を抱き、「役人が杜撰な記帳で役得を稼いでいる」と言って税滞納が長期化し高額となっていた。
一揆には至らず、船越喜平次を中心とした代官添役の庄屋が村役人と百姓の仲介役を務めて和解・落着した。

### 伊能忠敬測量隊
伊能忠敬第8次測量隊の永井甚左衛門を隊長とする支隊が1814年（文化11年）4月13日、丹波国測量道中の殿田村で井尻五郎兵衛・井尻甚七の家に止宿した。殿田村以降の支隊経路は、浮井村、細川下村、小野郷上村、紫竹大門村千束、京都神泉苑町だった。

### 弓
源頼政などとの関わりか、丹波国は古から弓が盛んで、殿田でも明治時代まで弓場や馬場が多くあり、今でも地名として残っている。明治時代に始まった京都・平安神宮の時代祭で行列の最後尾となる桑船弓箭組列は、初回の1895年（明治28年）から1942年（昭和17年）まで世木村の住民で構成された中八幡神社の八幡講の男子が中心となり勤めていた。その名残で、今でも南丹市立殿田中学校の校章に三本の矢が使われている。

### マンガン景気
日吉町域のマンガン鉱は「殿田マンガン」と呼ばれ、殿田駅（現在の日吉駅）周辺には、マンガンの選鉱所や、労働者のための飯場(はんば)があった。マンガン景気で、殿田駅前の料亭では、鉱石の取り引きや接待で昼間から三味線の音が聞こえたという。
丹波盆地、三陸海岸地帯、宇和島は日本におけるマンガン三大産地とされていた。丹波マンガンは、不純物のリンや硫黄が少ないことから、戦争拡大による重火器の増加と産業発展により採掘が拡大し、日本一の採掘量と鉱山数になった。殿田鉱山など277ヵ所ほどの鉱山数があり、旧日吉町、旧美山町、旧京北町、旧丹波町で、1889年（明治22年）から1983年（昭和58年）までに1万5,000～2万の坑道が掘られた。丹波マンガンの鉱山労働者は3,000人に及んだ。日吉町でも鉱山労働者の多くが被差別部落の人たちで、朝鮮人や中国人の動員、山林を持たず農地も少なく生活の糧を求める地元住民も働いた。日吉町には、帝国マンガン集鉱所があった。山陰線を丹波マンガン産地に寄せるために設けられたのが殿田駅で、駅にマンガンの集積所が作られた。駅前には選鉱所ができ、日本通運や丹波貨物が鉄道で運送した。
朝鮮の解放後、1945年（昭和20年）にマンガン労働者の飯場を拠点として在日本朝鮮人連盟が結成され、連盟の日吉町殿田支部でも活動があった。外国から安価なマンガンの輸入が増え、丹波マンガンの鉱山はしだいに衰退し、最後に残った新大谷鉱山（北桑田郡京北町。現在の京都市右京区）も1983年（昭和58年）に閉山した。

### 殿田駅
殿田駅（現・日吉駅）は1910年（明治43年）8月25日、園部・綾部間の鉄道開通に合わせて開業した。当初、殿田前田にあった旧世木村役場前につくられる計画だった。しかし、大堰川と田原川の合流点にあたるため見送られ、胡麻川の流れを東に寄せ変え、広場をつくり、現在の場所に駅舎が建設された。当時は、マンガンや薪、木材、電柱、珪石などを中心に貨物の取り扱い量が多いのが特徴の駅だった。
1996年（平成8年）、胡麻駅との間に鍼灸大学前駅が開業するのに合わせて、殿田駅は日吉駅に改称した。現在、胡麻方面から南丹市立殿田中学校への通学経路としても使われている。
- 小鶴線（未成線）
殿田駅から、美山町鶴ヶ岡を経由し、福井県小浜市の小浜駅までを結ぶ計画もあったが、1980年（昭和55年）の国鉄再建法に伴って建設予算が凍結され、1987年（昭和62年）の鉄道敷設法廃止で正式に廃案となり、未着工のまま未成線となった[131]。

### 防空壕

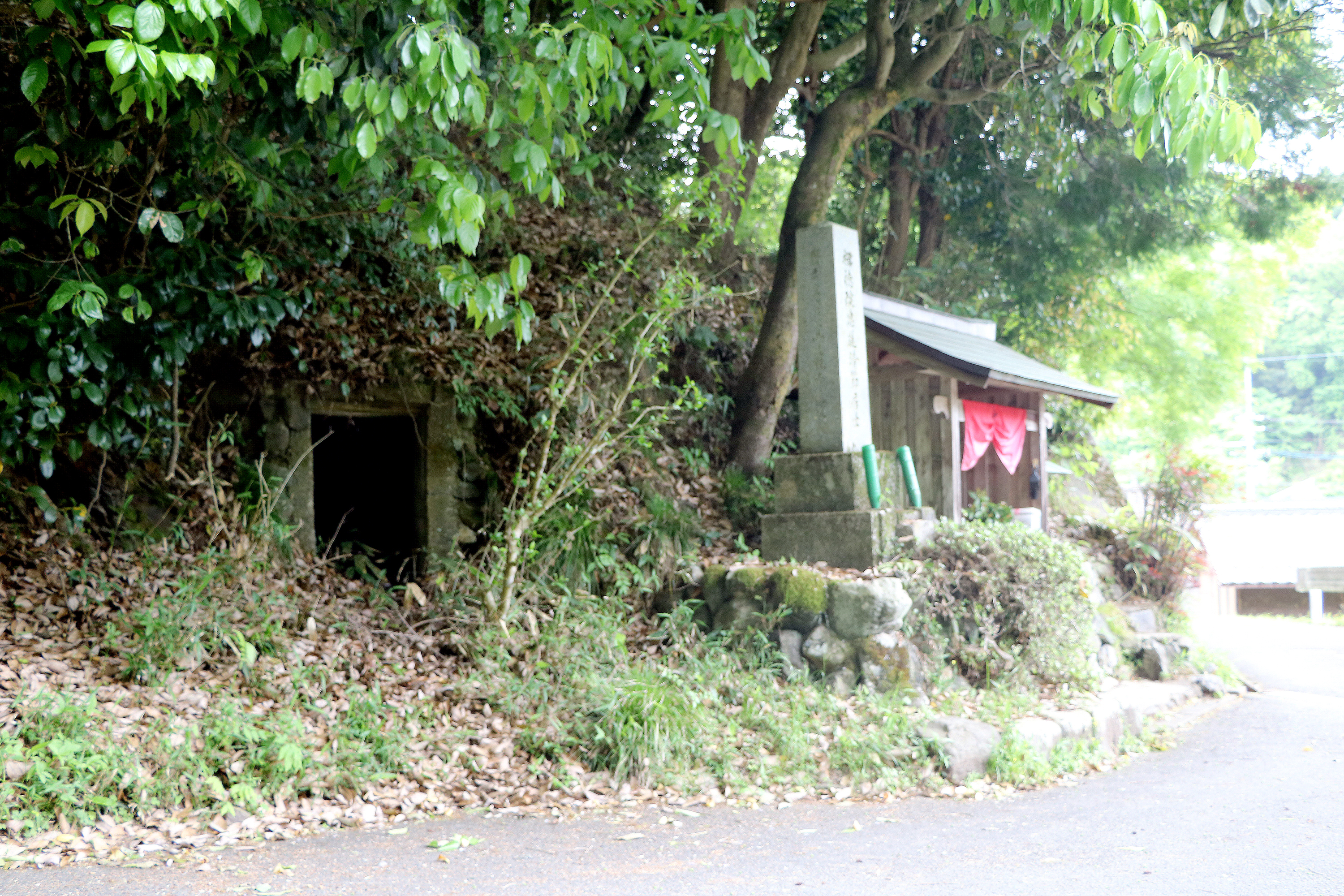
日吉神社の参道に残る防空壕。2024年5月9日撮影。

小牧山の日吉神社の山道入口（殿田西小牧）にある地蔵の裏に防空壕が残っている。防空壕の横、地蔵との間には、禪徳院忠道清節居士と彫られた碑がある。

### 天若従軍記念の碑
天稚神社の境内に従軍記念の石碑と、その隣に天若の従軍者20名の名前が刻まれた石碑がある。1896年（明治29年）4月3日の建立と彫られている。

### 世木村忠魂碑
1919年（大正8年）に建立された忠魂碑が、成就院の隣接地にある。世木村忠魂碑または日吉町世木地区忠魂碑と呼ばれている。南丹市内に22ある忠魂碑の中で6番目に古い。忠魂碑を挟むように4基の石碑があり、明治の戦死者7名、昭和の戦死者113名の名が刻まれている。そのなかで、太平洋戦争前後の殿田出身戦死者は30名。

### 珪石の採掘
殿田地区の炉材珪石鉱床は1930年（昭和5年）前後または1937年（昭和12年）ごろに開発されたといわれている。殿田の地質は秩父古生層に属する輝緑凝灰岩・チャート・頁岩・粘板岩・黒色千枚岩・砂岩で構成されている。殿田にあるのは、丹波の他地区の鉱床と同じく、上盤のチャート層と下盤の輝緑凝灰岩層との間の、レンズ状ないし層状の鉱床である。丹波赤白珪石の酒梨市島地区・多紀郁地区・芦淵川合地区の鉱床群に比べて鉱石の品質が悪く、鉱量も乏しかった。しかし、大向山や、その近くの船岡山は、鉱床の規模が大きく、品位も良好のため、殿田地区のほかの鉱床が休山や終山するなか、開発当時から断続しながらも稼行が続けられていた。殿田地区で最大の鉱量だった大向山では1953年（昭和28年）ごろ、山口薫三郎が露天掘りや坑道掘りで稼行し、労務者8名で月産150t、日新耐火工業株式会社に送鉱されていた。その後、閉山した。

### 殿田の大火

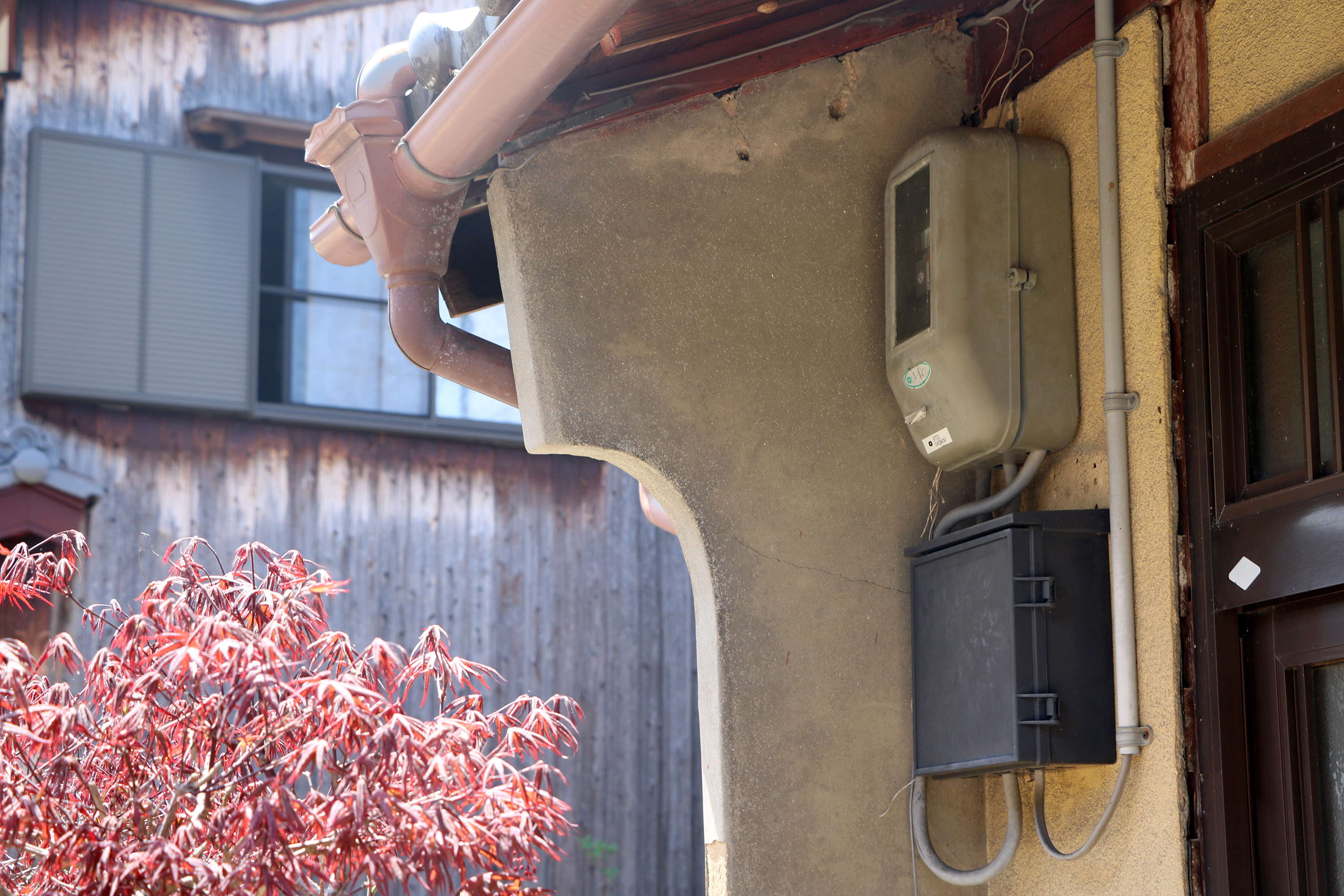
殿田の大火を教訓に、防火対策として家屋の両側に設置が義務付けられた袖壁（そでかべ）。2024年4月14日撮影。

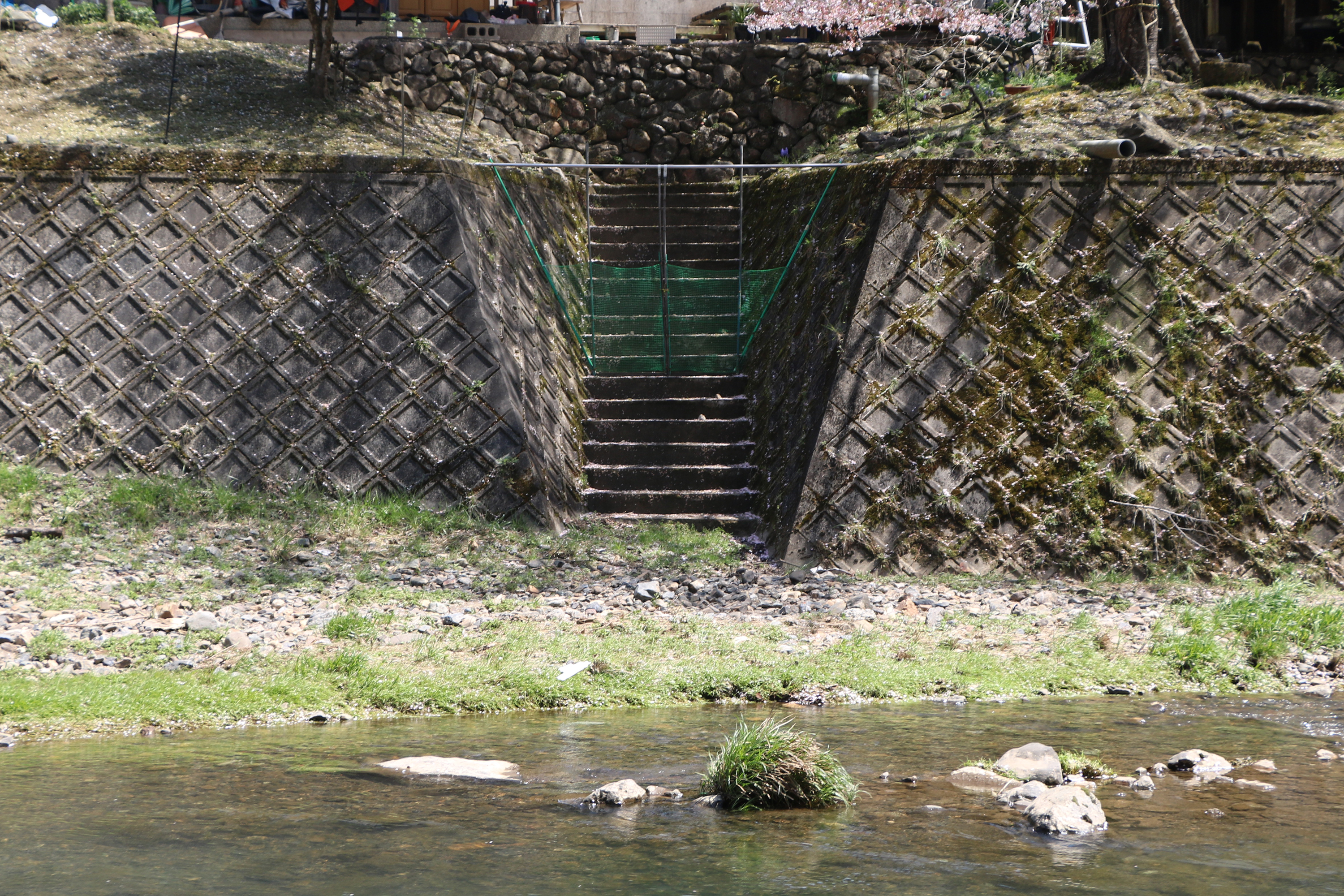
大火を教訓に防火対策として設けられた「避難道」から田原川へと続く階段の一つ。2024年4月14日撮影。

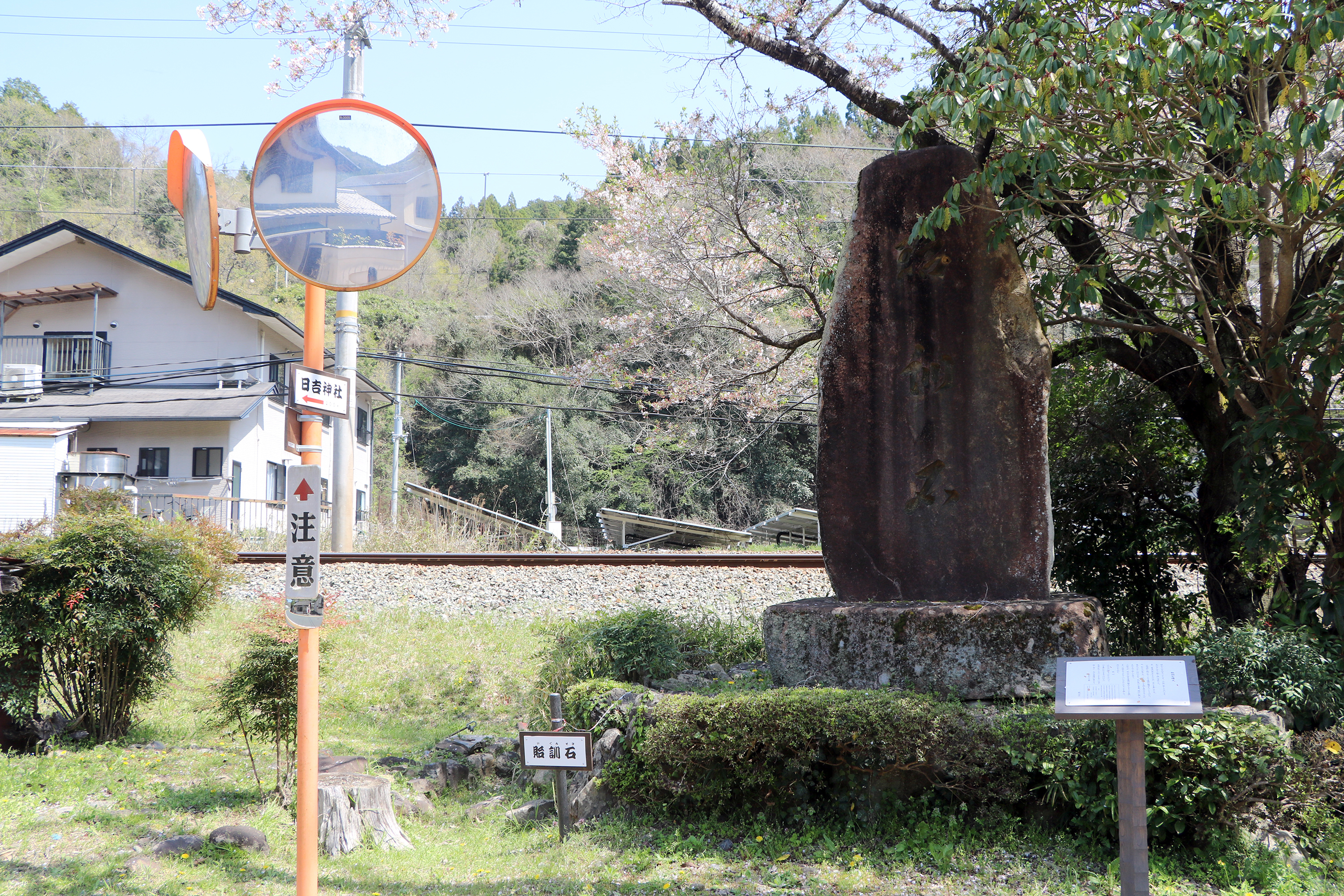
殿田の大火から一年後、1942年（昭和17年）に建てられた石碑（大火の記念碑）。日吉町殿田小牧。2024年4月14日撮影。

1941年（昭和16年）4月27日（日）、当時130軒ほどの殿田で、その大半となる104軒が熱失し600人を超える被災者を出す火災が発生した。この火災で、園部町船岡に続く山林50haも延焼した。出火の原因は、12時38分に殿田駅を出発した京都駅行の蒸気機関車が殿田小牧町を通過した際、汽車の煙突から出た火の粉が路線そばにあった散髪屋の茅葺き屋根に落ち、強風にあおられて燃え上がったとされている。住居を失った人たちは、世木国民学校や青年道場、神習教敬神廣春支教会、丹波教会殿田会堂、親戚縁者宅などに避難した。復興で義捐金が集まったものの資材の不足もあって、町の形が整うまで3年ほどかかったという。
- 防火設備の義務化
大火を教訓として殿田では家屋を建築する際に「隣家に面する側に防火設備を設ける」ことになり、具体的な条件が義務化した。
  - 1.袖壁（そでかべ）という外壁を両側に付ける[137]。
  - 2.屋根の軒も木に火が付かないよう土で塗り込める[137]。
  - 3.家は道から二尺（75.8cm）引いて建てる[112]。
  - 4.数軒おきに田原川に避難ができて消防車も通れる道を造る[137]。
- 貽訓石（いくんせき）
大火から一年後の1942年（昭和17年）春、祖先が子孫のために残す教えを意味する貽訓石が小牧町の出火跡に建てられた[137]。碑文には次のことが記されている。

```
“此の火滅すと雖も、且つは放心する勿れ　無災を恃まず、用意の深きを恃め
[
137
]
”
```

- 語りべ人形
「殿田の大火」の証言を伝えるために作られた高さ50cmほどの6体の人形。殿田の歴史を考える会からの依頼で日吉町在住の人形作家・空閑早百合によって2023年（令和5年）に制作されたもの。小学6年生で大火を経験した住民の話がモデルとなっている。住民を対象に、人形を使った証言朗読会が行われている[138]。

### 日吉ダム建設に伴う移転
1961年（昭和36年）に建設省は宮村ダム構想（のちの日吉ダム）を発表し、188世帯が水没することに住民は反対して日吉ダム対策協議会天若同盟を結成した。24年間の反対運動の末、1984年（昭和59年）9月に補償交渉が妥結した。1987年（昭和62年）に日吉ダム離村式が開かれる。1988年（昭和63年）日吉ダム着工（竣工は1998年（平成10年））、ダム湖（天若湖）に水没する宮村、世木林、沢田、楽河、上世木の5集落と、隣接地の中村、小茅の2集落の家など154世帯約500人が移転した。集団移転先の一つが殿田の一画（前田と旭山）である。ほかでは、南丹市日吉町保野田（上保野田）、南丹市園部町小山東町平成台、亀岡市千代川町日吉台が主な移転先となっている。
殿田に移転した主な社寺などは、天稚神社、平尾寺、盛林寺、墓碑（ヒノ谷墓園）。他所には、日吉町中にあった八幡神社が、日吉台から少し離れた亀岡市大井町小金岐に氏神として移転。上世木にあった小雨若神社は日吉町保野田に移転している。
- 天若湖アートプロジェクト
天若湖アートプロジェクトは、日吉ダム建設によってできた天若湖（ダム湖）の場所に住んでいた人たちの思いや、社会の在り方についてアートを通して考える取り組みである[139]。京都造形芸術大学の大学生の提案で2005年（平成17年）から始まり[140]、毎年夏に行われるメインプログラムの「あかりがつなぐ記憶」では、天若湖に水没した5つの集落（宮村、世木林、沢田、楽河、上世木）にあった約120家の灯りをLEDライトで再現している[73]。同プロジェクトの一環で、殿田西小牧にあった旧・日吉郵便局の建物が「殿田郵便局ギャラリー」として活用されたこともある。

### 令和の田原川流出事故
殿田は令和に入ってから二度、重油や廃液の流出事故で水道が断水している。流出原因となった両事業者からの住民への賠償などはなく、流域の自治会による抗議などが行われた。

#### 重油流出事故（令和第一流出事故）
農業用温水施設のタンクから田原川支流の深山川上流に重油が流出する事故が、2020年（令和2年）10月21日に発生。田原川から取水している殿田・片野・和田の3浄水場が停止した。

#### 工場廃液流出事故（令和第二流出事故）
日吉町殿田浄水場取水箇所上流の田原川沿いにある製紙業工場から廃液が流出する事故が、2022年（令和4年）2月24日に発生。事故を起こしたのは神奈川県茅ヶ崎市に本社を持つ段ボール製造工場で、流出した廃液には銅などの重金属が含まれるインク成分が混じっていた。この事故により、殿田浄水場の給水区域（日吉町殿田、保野田、志和賀など）で水道が7日間断水した。ほかにも3小中学校での給食提供中止や、道の駅「スプリングスひよし」の温泉施設などの休業の影響があった。

### 地名の由来
不明。

#### 近隣の殿田
殿田中心部から直線で3kmほどのところ、園部町佐切の小字に、殿田の地名がある。日吉町殿田との関係は不明。

## 伝承

### 大道法師の足跡
大道法師はダイダラボッチとも呼ばれ、富士山や琵琶湖を作ったなどと伝わる伝説の巨人。南丹市立殿田中学校裏山の山頂、殿田側は旭山、木住側は七郎ヶ谷とイワシヶ谷という地名の当たりに、「世木の砦」とも呼ばれ、木住トンネル付近まで広がる平らな場所がある。そこにあった大きな沼地の窪みは、大道法師が丹波を通った時に踏んだ足跡と伝わっている。この時、大道法師は船岡方面からきて田原に向かって歩いたとされている。この沼には木が一本もなく、どんな日照りでも乾くことがなかったという。かつて松山だったこともあるが、今は松も枯れ倒木と雑草におおわれている。現在、大きな沼地を見ることはできないが、小さな水溜まりがいくつもある。

### 仏坂の阿弥陀石
車橋西側の山中に、「南無阿弥陀仏」と書かれた石碑がある。山賊に殺された人を悼んで村人が建てたとされ、石には殺された人が化けて出たと思い山賊が刀で切りつけた跡が残っている。

### 世木の関助
「世木の関助（かんすけ）」こと山口関助廣政は慶安年間（1648～1652年）に殿田で生まれ、身長六尺二寸余り（約190cm）の大男で、怪力で知られ渡っていた。志和賀の山口村で山口熊太郎の先祖の家に白炭運搬の人夫として居候、その時に娘を嫁にして山口姓をもらったとある。関助に関する逸話がいくつも残っている。
- 俵を背負った牛を持ちあげた。
園部藩の藩主・小出（こいで）が参勤交代で江戸から帰途、園部町内を通っていた時、五斗俵2個を背負った牛を農夫が牽き進んできて立往生となった時の話。殿様の同心役が大声でしかるも牛は徘徊するだけのところ、関助が進み出て俵を負ったままの牛を両手で持ち上げ道端に避けて行列が通れるようにした。これには関助が雄牛に米俵2俵を積んで園部へ出る際に立壁で厄神参拝の小出と出会った時に起こったできごととしての言い伝えがある。関助18歳、これによって関助は小出家に仕えることになったとある[146]。
- 竹を引き抜いた。
園部藩で竹藪を開墾する際、各地から多くの人足が集められが、殿田からは関助ただ一人。しかも、他の人足が働いている時も一向に仕事せずにいたことから、人々が不思議に思って咎めたところ、やおら身を起こして竹藪の竹を難なく引き抜いた。これには役人や周りの人も大変驚き、これを聞いた小出が、関助の怪力を愛でて藩のお抱えにしたという[146]。
- 紀州からの申し出
江戸で力競べが行われた際も関助の右に出る者はなく、これを見た紀州が小出に関助を譲り受けたいと申し出たという[146]。
- 関助の長刀奉納
関助没後の1723年（享保8年）3月、嫡子の山口勘兵衛門は関助が所持していた三尺五寸（約110cm）の長刀一振りを園部の生身天満宮に奉納した[146]。その刀は現在も生身天満宮蔵に保管されている。また、殿田の小牧山観音堂と行者山にも各一振り、長刀を奉納したとあるが、今では見ることができない。

### 孕み猿の祟り・猿の禁猟
世木村殿田の上野山（旭山）の中腹に、丹波猿楽で有名な梅若実延の屋敷があった。ある大雪の日、実延が庭を眺めていると、松の陰に大きな猿がうずくまっていた。早速弓で矢を射かけようとすると、大猿は実延に向けてしきりに自分の腹を指さし、慈悲を乞うような素振りを見せた。だが実延はそれを無視して矢を放ち、大猿を射殺した。そして死体を縁側に運び、よく見てみると、大猿は妊娠していることがわかった。以来、梅若家には不幸が続くようになり、遂に没落して江戸に移り住んだという。
この話には続きがあり、篠田市兵衛が五十二世梅若六郎に伝えた話として梅若実日記に猿のことが次のように記されている。
```
“梅若家のご先祖、当地の山で年老いた猿を鉄砲で撃った時から身体に痛みを覚えるようになり、それが原因で丹波から江戸までの勤めが難しくなり江戸に引き移ることになってしまいました。土地の守り神、山王権現（日吉神社）の怒りに触れたのだと、その時から村一帯では今に至るまで猿の猟を禁じているのだと聞いています
[
150
]
”
```

### 梅若の井戸は城の抜け穴
口伝では、旭山の梅若家屋敷跡に残る古井戸は園部城や亀山城とつながる抜け穴だという。

### 継岩の白大蛇
江戸時代、船岡上河内に千手間惣八という長者（金持ち）の油屋がいた。ある日、殿田へ油を売りに行った帰り、継岩あたりまで来たとき、髪の長い、透き通る様な色白の美女が現われ、「この小重箱を、川下の金輪ヶ渕のカナゴ岩まで届けておくれ、決して途中で開けたり、カナゴ岩に取りにくるところを見届けてはなりません」といって継岩の中に消えていった。惣八は、あまりの不思議に怖くなり、言われた通りに、カナゴ岩の上に小重箱を置き、わき目もふらずに家に帰った。それからしばらくして、惣八の店へ、毎日毎日、同時刻、同数量だけ、酒を買いに来る、みすぼらしい乞食坊主がいた。惣八は不思議に思い、ある日とうとうその跡をつけて行った。金輪ヶ渕のカナゴ岩まで来た乞食坊主は、その岩に消え、静かであった渕の底から、突然大きな水音と共に、白鯰が現われ、しかも先ほどの乞食坊主の声で「千手間惣八よー、おまえの長者もこれで終わりじゃー。わしはこの渕に古くから住む白鯰であるぞ、小重箱を手渡した美女は継岩に住む白大蛇じゃー。おまえは見てはならぬ正体を見てしもうたー」と再び渕に姿を消し、川面は静まりかえった。その後、千手間家は没落し、大正時代に船岡から消えてしまったという。
- 継岩

殿田と園部町船岡の境付近（桂川左岸。山陰本線第一大堰川橋梁よりやや上流）に、継ぎ目が入った大岩がある。
- カナゴ岩とスッポン岩

カナゴ岩は、山陰本線船岡第二大堰川橋梁（桂川）の上流（園部町船岡）にある。この辺りの水は涸れたことがなく、旱魃の時は渕に棲む白鯰に頼めば雨を降らせてくれるという伝承がある。別の伝承として、カナゴ岩の横のスッポン岩に大きなスッポンが棲んでいたが、ある時、新八という商人が捕獲し、するとそれから新八の店は徐々に廃れていったという話がある。

## 交通（道路・散策道・山道）

### 道路

#### 府道
主要地方道
- 京都府道19号園部平屋線

事前通行規制区間 – 園部町船岡から日吉町殿田までの区間3km。殿田新葉と園部町船岡吉坂に垂直式の交通遮断機が設置されている。#事前通行規制を参照。
電光掲示板 – 桂川右岸（日吉大橋付近）にLED道路情報板のHLM7形が設置されている。
石垣と生垣 – スプリングスひよしから日吉大橋までの約1km区間（大向山側）に、石垣とその上に設けられた生垣がある。生垣には、シモツケ、ビョウヤナギ、レンゲツツジ、ミツバツツジ、キリシマツツジ、ユキヤナギなどの低木と、小高木のヒサカキが使われ、樹木名の看板が設けられている。
- 京都府道50号京都日吉美山線

府道19号との重複区間 – 小道津大橋付近の三叉路（日吉町中）から殿田交差点まで。
街路樹 – サルスベリ
街路灯 – 殿田区間なし。南丹市立殿田中学校前の信号機から尾﨑橋前の信号機までの約350m区間に殿田商友会が防犯灯を設置していたが、京都府の管理河川・田原川の上空を横断して電線が張られていたことから生じる河川占用の問題と、電気代、修繕代などの経費の問題により維持管理が困難となり撤去された。現在、商友会設置の防犯灯の跡として鉄の支柱が残っている。
殿田トンネル – 府道80号との重複区間にある、殿田東筋と殿田東小牧を繋ぐトンネル。1999年（平成11年）3月竣工、全長300m、幅員10m、高さ4.7m、片側一車線、トンネル等級D。トンネル内ラジオ再放送設備と無線補助設備がある。吉村建設工業株式会社・株式会社第一土木・株式会社国元組の共同企業体によって、新オーストリアトンネル工法（NATM工法）で施工された。トンネルの北側（殿田橋付近）に縦型の電光掲示板が設置されている。
地下横断歩道 – 府道による集落の分断を防ぐため、府道下に東筋および前田の東西を結ぶ地下横断歩道が設けられている。名称不明。
- 京都府道80号日吉京丹波線（旧称：日吉丹波線）

府道50号との重複区間 – 殿田交差点から保野田踏切付近（日吉町保野田）まで
昔の府道
- 京都府道殿田綾部線
殿田駅（現在の日吉駅）前を起点に何鹿郡綾部町（現在の綾部市）に至る道。山陰街道の側街道であった園部綾部街道が1903年（明治36年）1月に京都（仮定）府道綾部街道（京都府庁─何鹿郡役所）になる[162]。1920年（大正9年）4月1日の大正道路法の施行により、京都府道殿田綾部線になる[163]。道路法施行の直前の3月まで府道認定から漏れており、内務省の調査で府道に指定されるに至ったという[162]。
- 京都府道殿田八木線[163]
- 京都府道殿田愛宕線[164]

#### 市道
丹波梅若の道　市道殿田線の殿田踏切から前田橋南側の交差点までの約850mと、市道殿田町筋線の町筋三叉路から小道津橋までの約850mの計1.7kmの市道区間は、殿田区集落支援事業推進委員会の提案により、殿田の歴史と文化街道「丹波梅若の道」の愛称が付けられた。愛称の決定は、2023年（令和5年）9月26日に南丹市園部文化会館「アスエルそのべ」であった梅若家一門による“里帰り公演”に合わせて発表された。
LEDの街路灯　市道の街路灯は全てLED照明で、電気代は殿田区自治会が負担している。
以下、殿田にある南丹市道。
- 殿田線
  - けた下制限 – 第二殿田川橋梁との交差部分の通行は、高4m制限になっている。
  - カラーライン – 通学路にもなっている曹源寺橋から殿田踏切までの区間の路側部には、黄色のゾーン線が引かれている[167]。
- 殿田町筋線
  - 可搬式速度違反自動取締装置（オービス）による速度取締りが行われることがある[167]。
- 日吉駅前片野線
- 殿田旭山線[79]
- 殿田志和賀線[168]

#### 信号機
府道にある信号機
大向の殿田交差点、大向橋北詰、新旭橋西詰、尾﨑橋西詰の4ヵ所
市道にある信号機
殿田線と殿田町筋線が交わるT字路

#### 橋

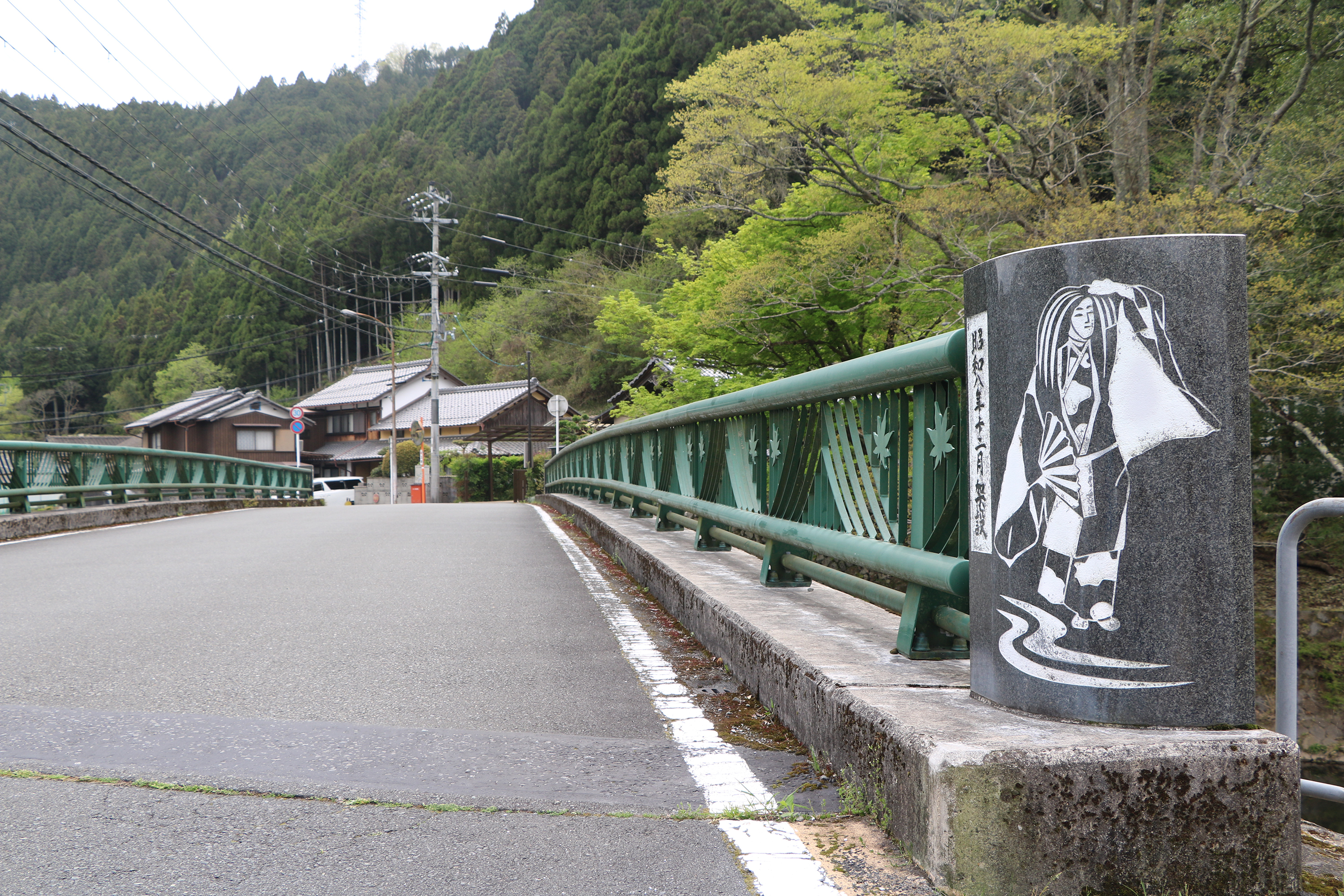
田原川に架かる、曹源寺橋。梅若家の菩提寺にちなみ、欄干柱には能の絵が4種類描かれている。2024年4月18日撮影。

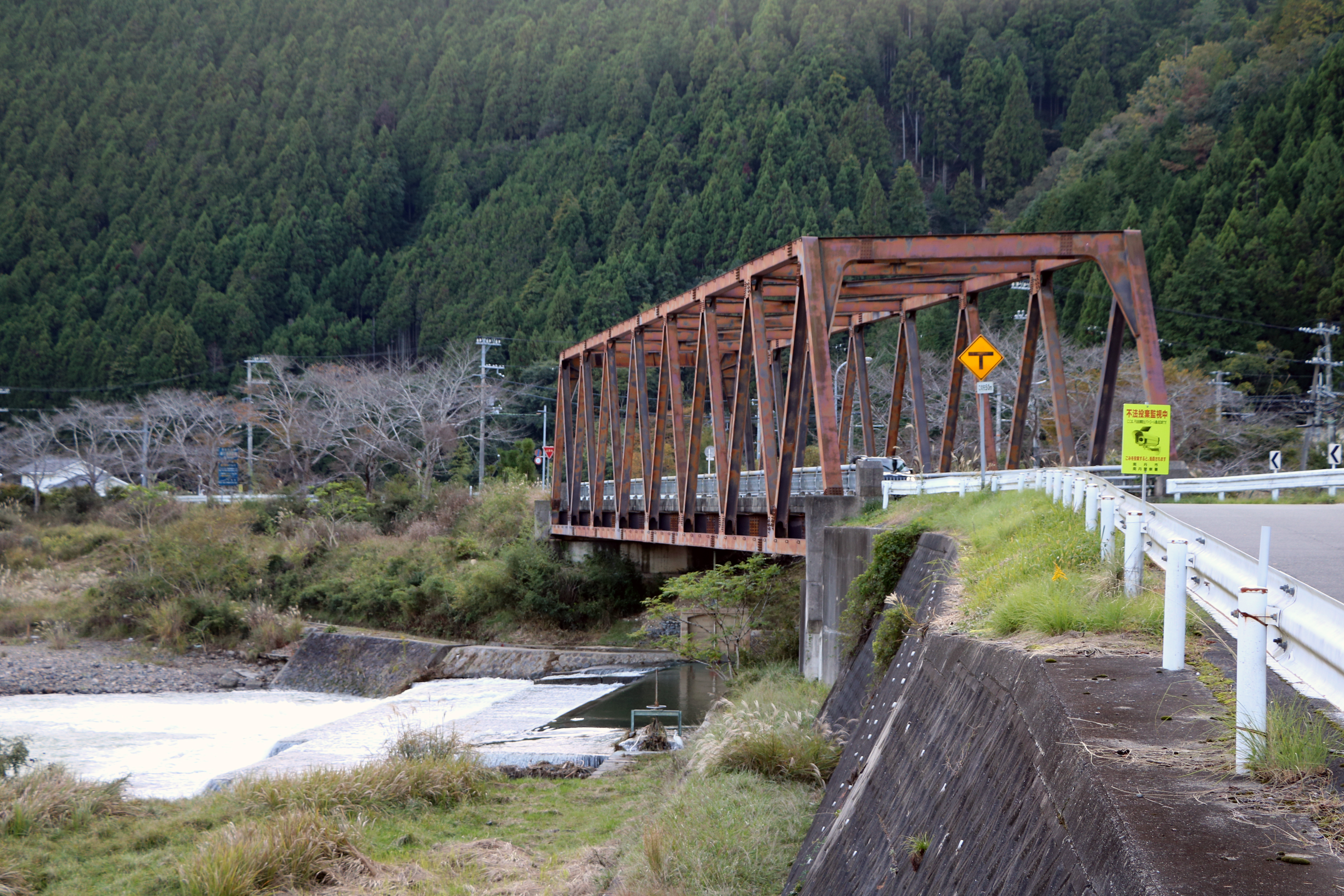
桂川合流地の田原川に架かる前田橋。ワーレントラス構造。2024年11月4日撮影。

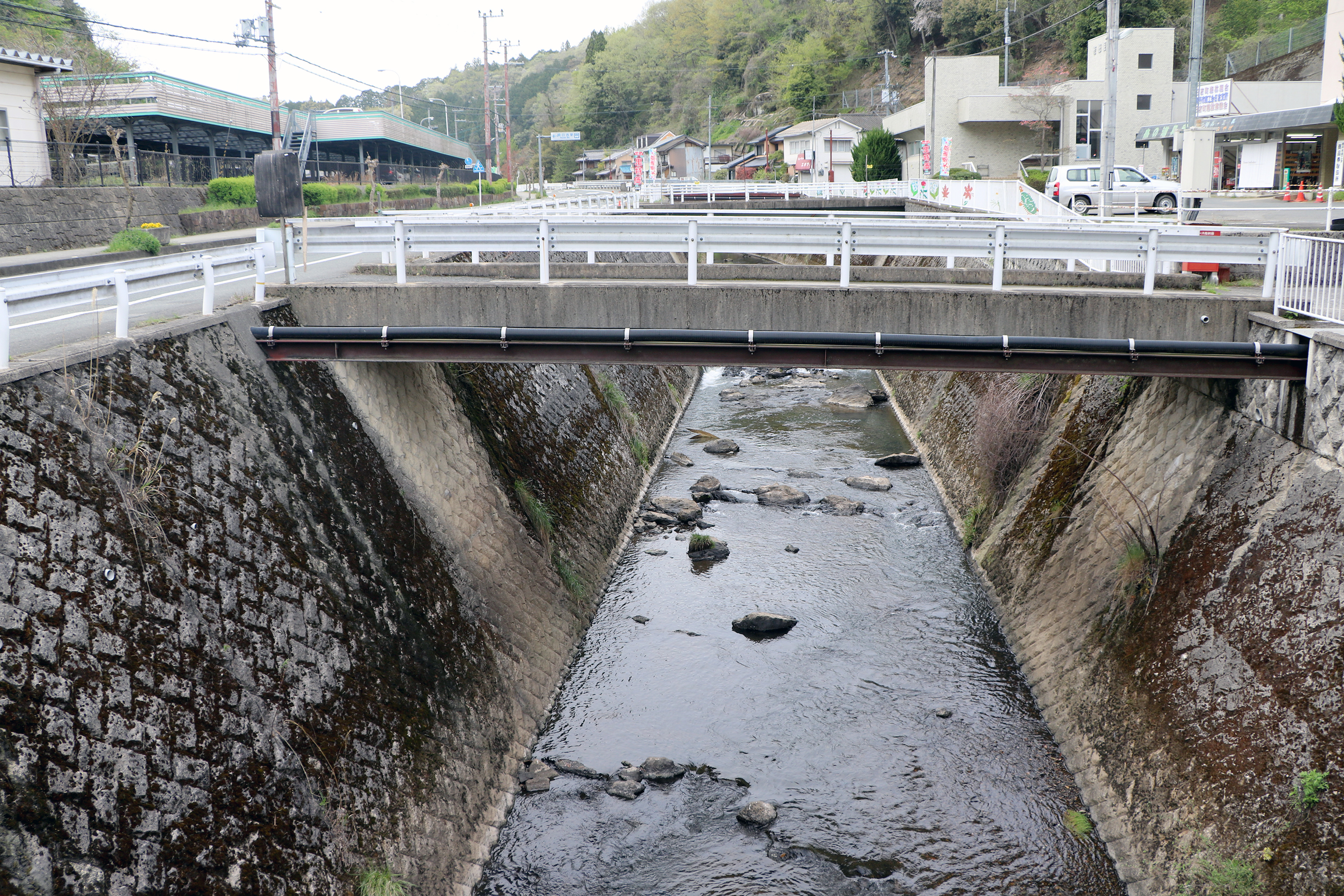
日吉駅前区間に15本の個人橋が連なる胡麻川。殿田駅（現在の日吉駅）を建設するために胡麻川の流れは東側に寄せ変えられた。2024年4月21日、BEL-MAISON新生橋より上流を撮影。左が日吉駅

桂川（大堰川）
- 大向橋（おむかいはし）
2000年（平成12年）10月に架設されたガーダー橋。道路橋と歩道橋が分離して架けられている。
- 日吉大橋（ひよしおおはし）
1990年（平成2年）9月に架設されたガーダー橋。上部構造に、フィンガージョイント型の伸縮継手が3ヵ所設けられている。橋の東詰にかつてあった木彫の門には、「地域に開かれた日吉ダム」や「歓迎 ようこそ日吉町へ」などと書かれた看板が付けられていた。

木住川
木住川にある橋のうち次の3本は、橋の中心に日吉町殿田と別大字の境があり、橋の住所を示す際には左岸地を適応するため、正式には殿田の橋ではない。
- 笛吹橋（ふえふきはし）
1988年（昭和63年）7月に架設されたガーダー橋。上部構造の伸縮継手は、フィンガージョイント型。左岸が日吉町木住、右岸が殿田となっている。
- 宮の平橋（みやのひらばし）
1988年（昭和63年）8月に架設されたガーダー橋。上部構造の伸縮継手は、フィンガージョイント型。左岸が日吉町中、右岸が殿田となっている。
- 小道津橋（ことづはし）
1991年（平成3年）7月に架設されたガーダー橋。上部構造の伸縮継手は、簡易鋼製型。左岸が日吉町中、右岸が殿田となっている。

田原川
- 大貝橋（おおがいばし）
1996年（平成8年）5月に架設された単純鈑桁橋（ガーダー橋）。海岸線からの距離は25m。建設時、桁端部にタールエポキシ樹脂塗料が使われた[169]。
- 新旭橋（しんあさひばし）
1977年（昭和52年）3月に架設されたガーダー橋。上部構造の伸縮継手は、簡易鋼製型。
- 殿田橋（とのだはし）
1997年（平成9年）3月に架設されたガーダー橋。上部構造の伸縮継手は、フィンガージョイント型。
- 日吉橋（ひよしはし）
1936年（昭和11年）8月に架設されたガーダー橋。上部構造に、フィンガージョイント型の伸縮継手が4ヵ所設けられている。重量制限12t。
- 車橋
- 曹源寺橋（そうげんじばし）
1933年（昭和8年）12月に架設された橋。重量制限12t。梅若家の菩提寺・曹源寺の門前に架かり、欄干柱には、丹波猿楽にあやかって切り絵風の能の絵が四種類（玉鬘、鵜飼、田村、百万）あしらわれている[109]。
現在の橋の少し下流に、旧・曹源寺橋と思われる欄干が残っている。欄干に書かれた架設年は、現・曹源寺橋に書かれたものと同じ1933年（昭和8年）12月。
- 前田橋（まえだばし）
1988年（昭和63年）3月に架設された単純トラス橋（ワーレントラス）。上部構造の伸縮継手は、フィンガージョイント型。海岸線からの距離は35m。水資源開発公団の発注で株式会社巴組鐵工所が施工。発注時（1986年）の名称は田原川橋（たわらばし）だった[170]。

胡麻川
胡麻川隣接の南丹市役所日吉支所（南丹市日吉町保野田）から胡麻側の合流地点までの約450mの区間に15本の小橋が架かる。ほんどが個人所有の橋である。15本のうち殿田区間は5本で、名称表記があるのはBEL-MAISON新生橋と尾﨑橋の2本。
- 名称不明 – 旧まるやま前
- 名称不明 – 吉田医院前
- 名称不明 – 船越宅前
- BEL-MAISON新生橋
橋の上にごみ回収用のコンテナが設置されている。コンテナ付近に捨てられたごみがしばし見られ、川ごみの発生源となっている。対策としてマンション（BEL-MAISON新生）に監視カメラが設置された。
- 尾﨑橋（おざきばし）
1971年（昭和46年）3月に架設された橋。公示の地名は尾崎だが、欄干にある橋名には「﨑」の字が使われている。尾﨑橋がある横断歩道には、「園部町へ二里十二丁（9.16km）」と書かれた元欄干の道標がある。

#### 有料道路 最寄りの乗り降り口
西日本高速道路（NEXCO西日本）
- E9京都縦貫自動車道（国道478号）園部IC – 府道19号と園部町曽我谷で接続

### 散策道

#### 近畿自然歩道

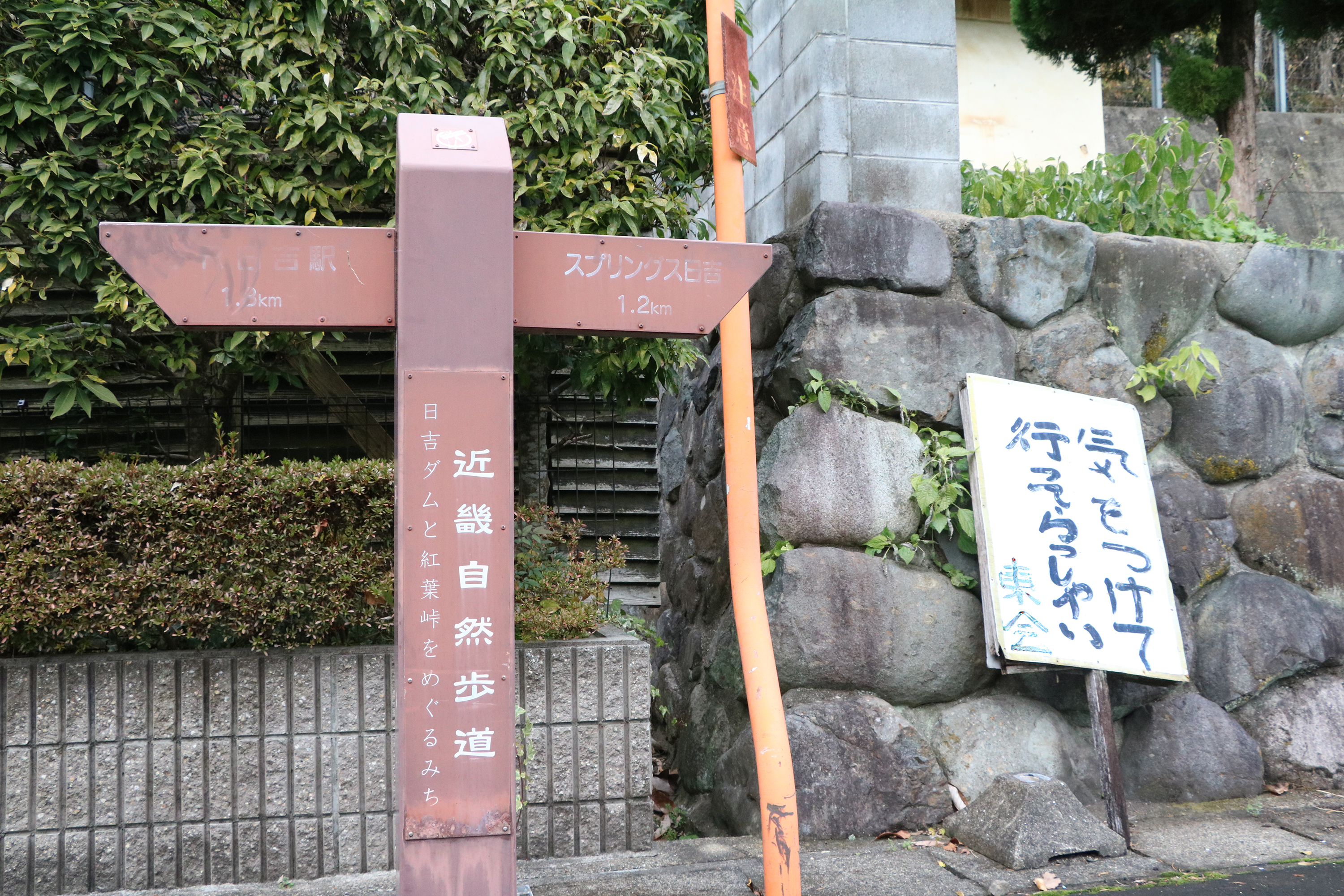
日吉町殿田東筋に建てられた近畿自然歩道・日吉ダムと紅葉峠をめぐるみちの道標。2021年12月撮影

- 日吉ダムと紅葉峠をめぐるみち

近畿自然歩道丹後・大阪ルートの区間で、日吉町駅から日吉ダムや紅葉峠を通り、南丹市八木町氷所にある東所バス停に至るまでの約18.1km。日吉駅から小道津までの区間は、五箇荘の里をめぐるみちと同じ。
難易度:3分の2（一般）
- 五箇荘の里をめぐるみち

近畿自然歩道丹後・大阪ルートの区間で、日吉町四ツ谷の四ツ谷バス停から、渓川筏乗、笛吹神社を通り日吉駅に至るまでの約11.5km。殿田区間は、小道津橋から梅若家旧墓所、日吉体験の森、殿田小学校を経由する日吉駅までの約2.4km。
難易度:3分の2（一般）

#### 丹波散策の道
丹波散策の道は、京都府が府民から公募し、それを基に亀岡市と南丹市、京丹波町、京都市北西部の3市1町をめぐる総延長約250Kmを指定した散策道。殿田区間は、日吉町田原との境から殿田踏切を渡って丹波梅若の道を経由し、園部町船岡に至るまでの約2.5Km。そのうち、近畿自然歩道との重複区間は尾﨑橋から新旭橋まで。

#### 木目調のガードレール
近畿自然歩道や丹波散策の道になっている、尾崎橋から新旭橋までの胡麻川および田原川の右岸と、殿田小学校から新旭橋までの田原川左岸に設けられたガードレールは木目調の塗装が施されている。

### 山道
- 仏坂 – 車橋からアチラまでの峠道。「南無阿弥陀仏」と書かれた石碑があることから「仏坂」と呼ばれている。
- 追手門道 – 東踏切から梅若家屋敷跡に向かう坂道。山道入口に梅若家周辺散策マップ看板が設置されている[85]。
- 櫓門道 – 東町からの梅若家屋敷に向かう坂道に櫓門道という名が付けられていたが、今は道が塞がっている。
- 吉坂峠 – 殿田と園部町船岡を繋ぐ峠。新前山トンネル（JR山陰本線）の西にある[173]。

## 交通サービス

### 鉄道
西日本旅客鉄道（JR）山陰本線
JR山陰本線は、船岡駅方面から新前田トンネルを抜けて殿田に入る。トンネル出口から第二殿田川橋梁までは、桂川に沿って高4m以上の盛土にレールが敷かれている。そのあと田原川・胡麻川に沿いながら進み、殿田を抜けて日吉駅に至る。
1910年（明治43年）の園部・綾部間鉄道開通時に、鉄道開通記念樹として、日吉橋近くの田原川左岸にハナキササゲ（梓）が植えられた。
府道19号の日吉大橋手前（園部町船岡側）と殿田交差点付近（大向営農組合前）、府道50号の日吉駅直前に胡麻駅と書かれた道路標識があるが、最寄り駅は日吉駅（日吉町保野田）で、その次は鍼灸大学前駅、胡麻駅と続く。

#### 橋梁

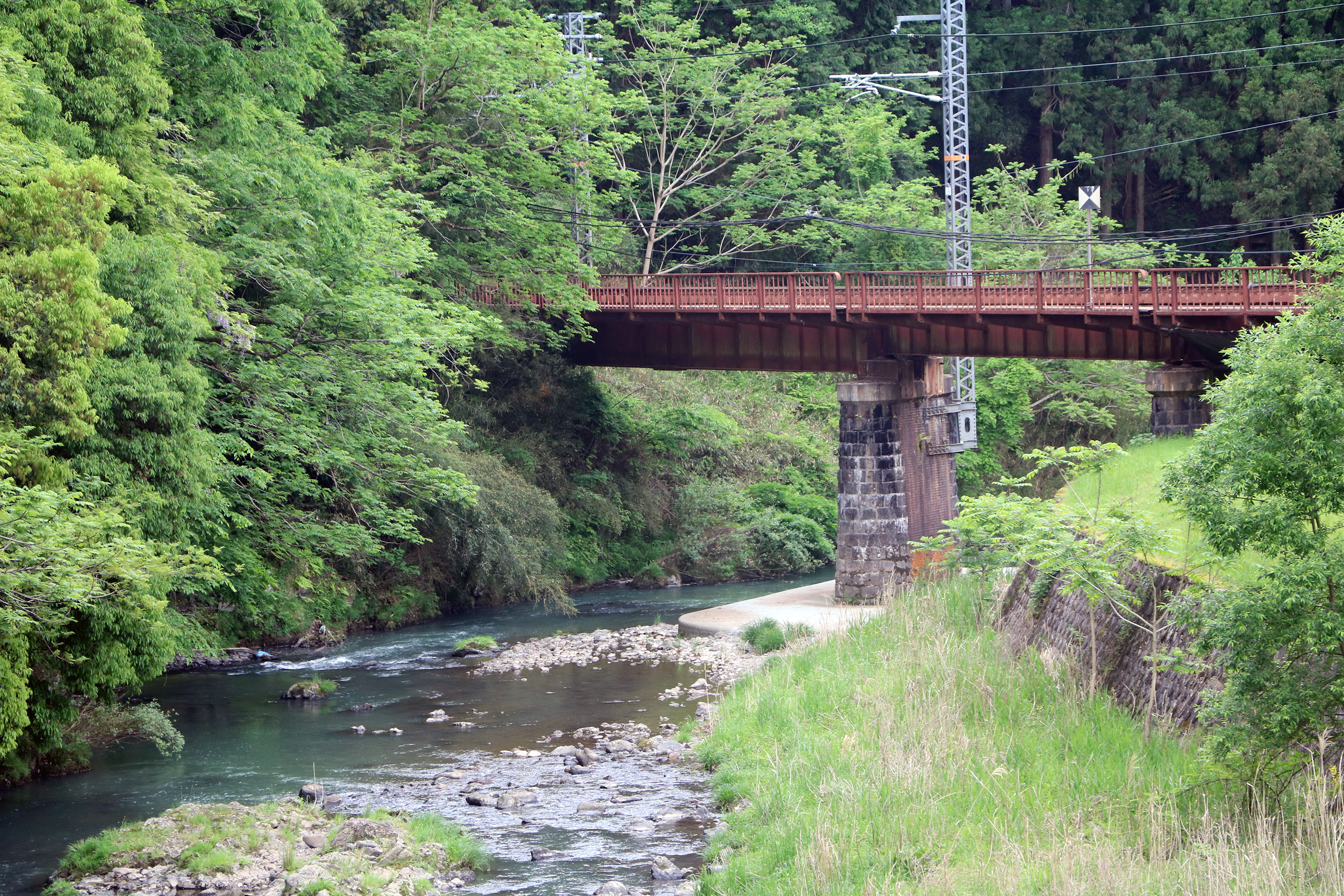
田原川に架かる第一殿田川橋梁。高架下の田原川で川遊びをする子どももいる。2024年5月9日撮影。

- 名称不明 – 殿田北谷口
レンガ造りアーチ橋。山陰線と府道50号を突き抜けて胡麻川右岸に注ぐ水路に架けられている[175]。
- 第一殿田川橋梁 – 殿田東小牧
単線上路ガーダー橋
- 第二殿田川橋梁 – 殿田前田
単線上路ガーダー橋

#### 踏切保安装置
- 殿田踏切

京都駅からの距離 – 42k967m
種類 – 第1種甲
遮断機 – 直腕形 4基
警報灯 – 全方向型1対、両面型1対
警報音 – 電子音式
横断制限高 – 4.5m
- 東町踏切

京都駅からの距離 – 42k475m
種類 – 第1種甲
遮断機 – 直腕形 2基
警報灯 – 全方向型1対、両面型1対、片面型2対
警報音 – 電子音式
横断制限高 – 4.5m

#### トンネル

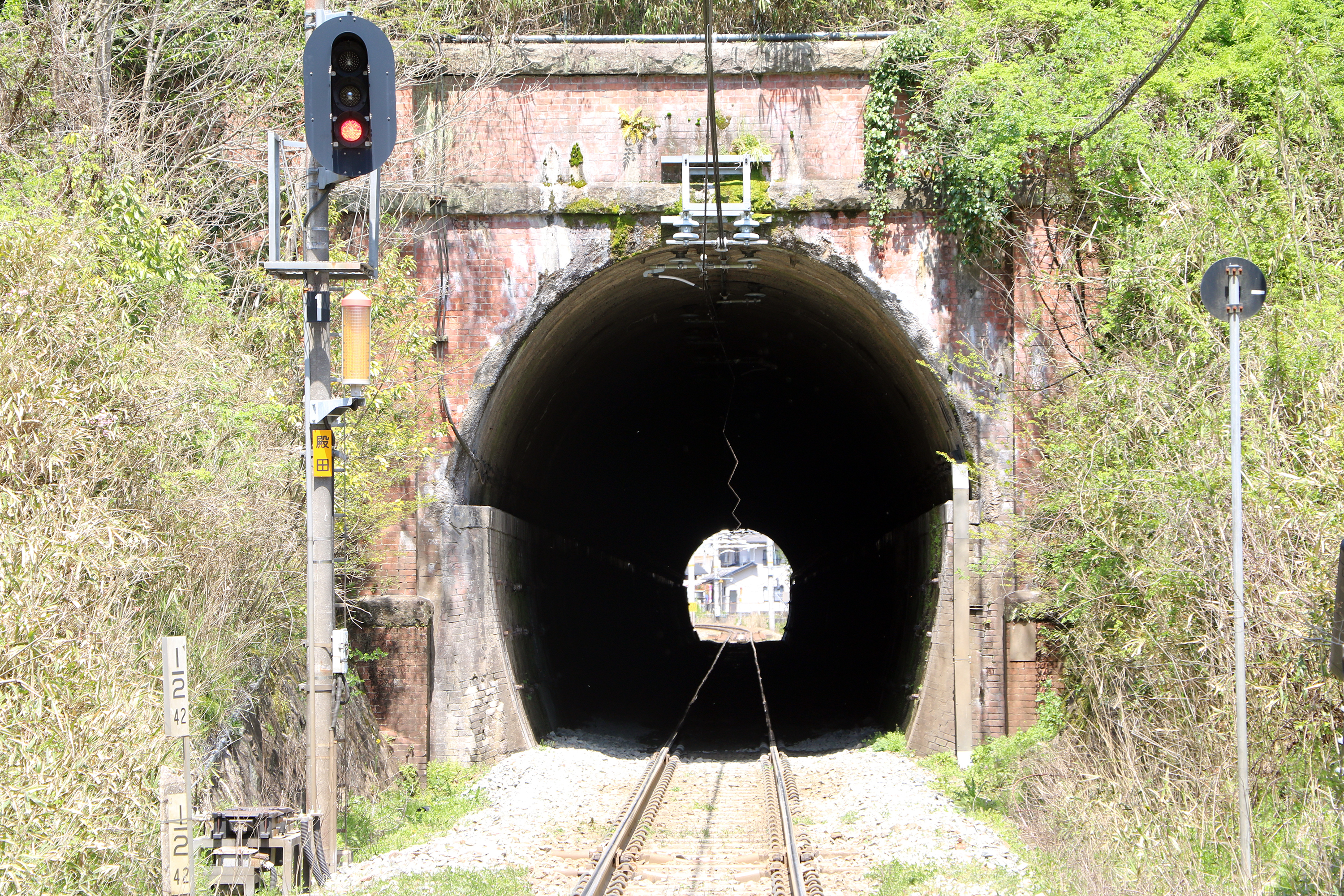
上野山トンネル（日吉町殿田）。山陰本線東町踏切より2024年4月14日撮影。

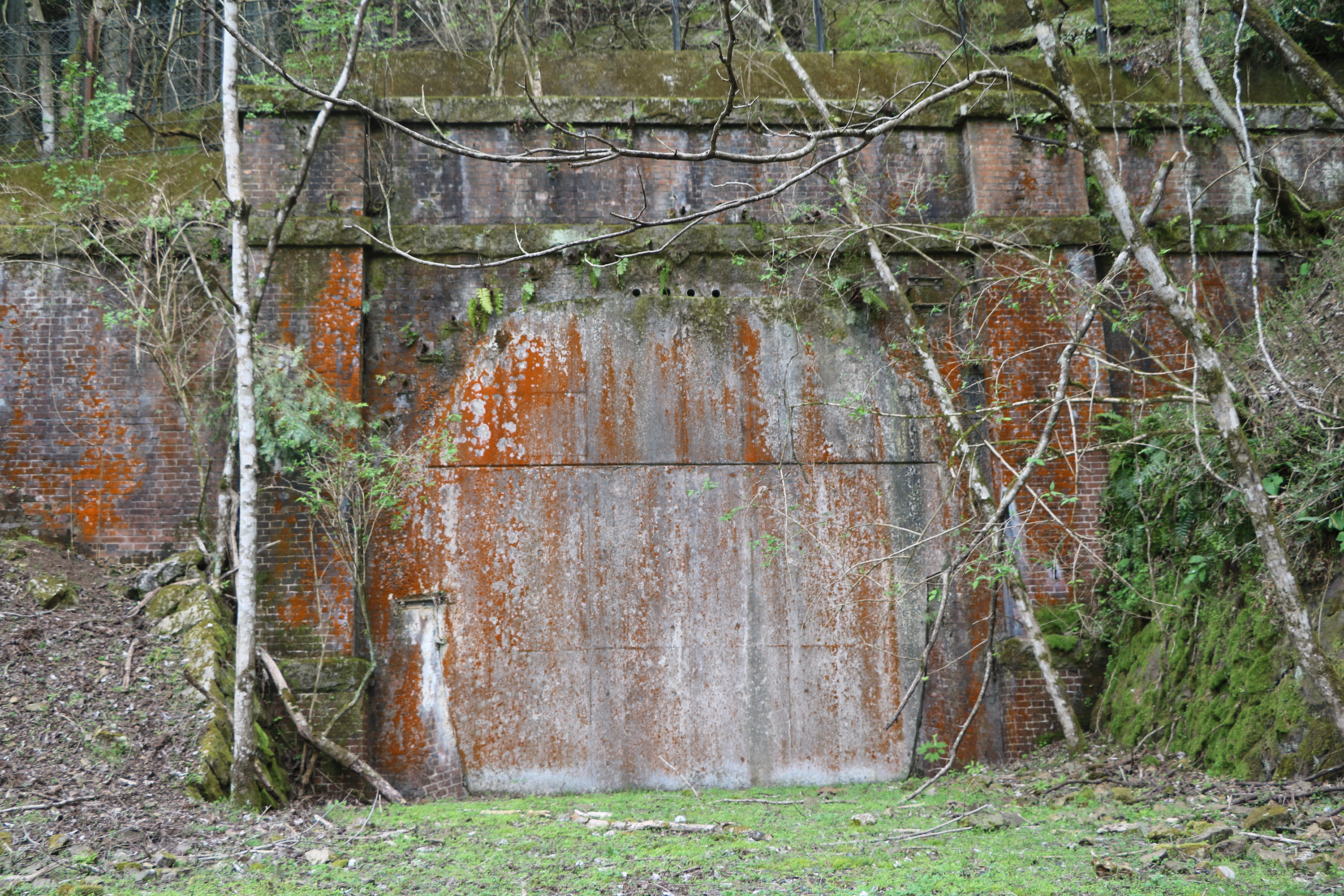
旧・新前山トンネル（日吉町殿田側）の鎖された坑口。2024年4月19日撮影。

- 上野山トンネル
上野山トンネルは、馬蹄型アーチ状になっている単線の鉄道トンネル。全長177m。煉瓦はイギリス積み。ポータルには、付柱、笠石、帯石が備えられている。1910年（明治43年）8月25日の京都線（現在の山陰本線）園部駅・綾部駅間の鉄道開通時からほぼそのままの状態で現在も使われている。1996年（平成8年）3月16日に園部駅・福知山駅間が電化し、巻厚の上部が削られてコンクリートで補強し、架線（電線）が取り付けられた。架線が低いため、上野山トンネルを通過する電車はパンタグラフを折りたたんだ低い位置の状態で走行する。
- 新前山トンネル
新前山トンネルは、1983年（昭和58年）に着工、1987年（昭和62年）に開通した単線トンネル[176]。不動建設株式会社が施工し、工事には狭軌のBL機関車が使われた[177]。
- 旧・新前山トンネル（封鎖）
旧・新前山トンネルは、1987年（昭和62年）に封鎖。現在の新前山トンネルと勝貫隧道の間に設けられた馬蹄型アーチ状になっている単線鉄道トンネルで、今でも跡を見ることができる。煉瓦はイギリス積みで、巻厚4層。ポータルには、ピラスター、笠石、帯石が備えられている。「新前」の文字跡があることから「旧・新前山トンネル」と呼ばれるが、ここより古い「前山トンネル」の存在が確認されていないため、ここを「前山トンネル」や「旧前山トンネル」と呼ぶこともある。現在、坑口はコンクリートで塞がれ、上部に3つの空気穴が開いている。旧・新前山トンネルを南西に出たところ、園部町船岡側にレールやトラス橋の跡が残っている。

### 路線バス
南丹市営バス
殿田内を南丹市営バスの世木線、日吉ダム線、美山園部線、五ヶ荘線が運行している。道の駅スプリングスひよしが休業の場合、日吉ダム線は運休する。日吉ダム線のうち、日吉駅 - 府民の森ひよし間を1日1往復している府民の森往復便は、デマンド型交通である。日曜日および祝日の美山園部線は、殿田町バス停には向かわず、スプリングスひよしや小道津を経由する。
山一サービス
有限会社山一サービスが園部大橋 - 園部駅経由 - 明治国際医療大学間を運行している。かつての京阪京都交通の明治国際医療大学線（45系統）で、2024年（令和6年）4月から山一サービスの運行路線となった。
京阪京都交通
京阪京都交通株式会社が桂駅東口（阪急電鉄） - 京都縦貫自動車道経由 - 明治国際医療大学間の明治国際医療大学線（77系統）は殿田内を走行するが、殿田に停車するバス停はない。

#### バス停・系統番号
2023年（令和5年）4月より、南丹市営バスおよびぐるりんバスの各路線に系統番号が附番された。先頭に付けられたアルファベットは経由地を示し、Hが日吉駅、Sが園部駅のこと。

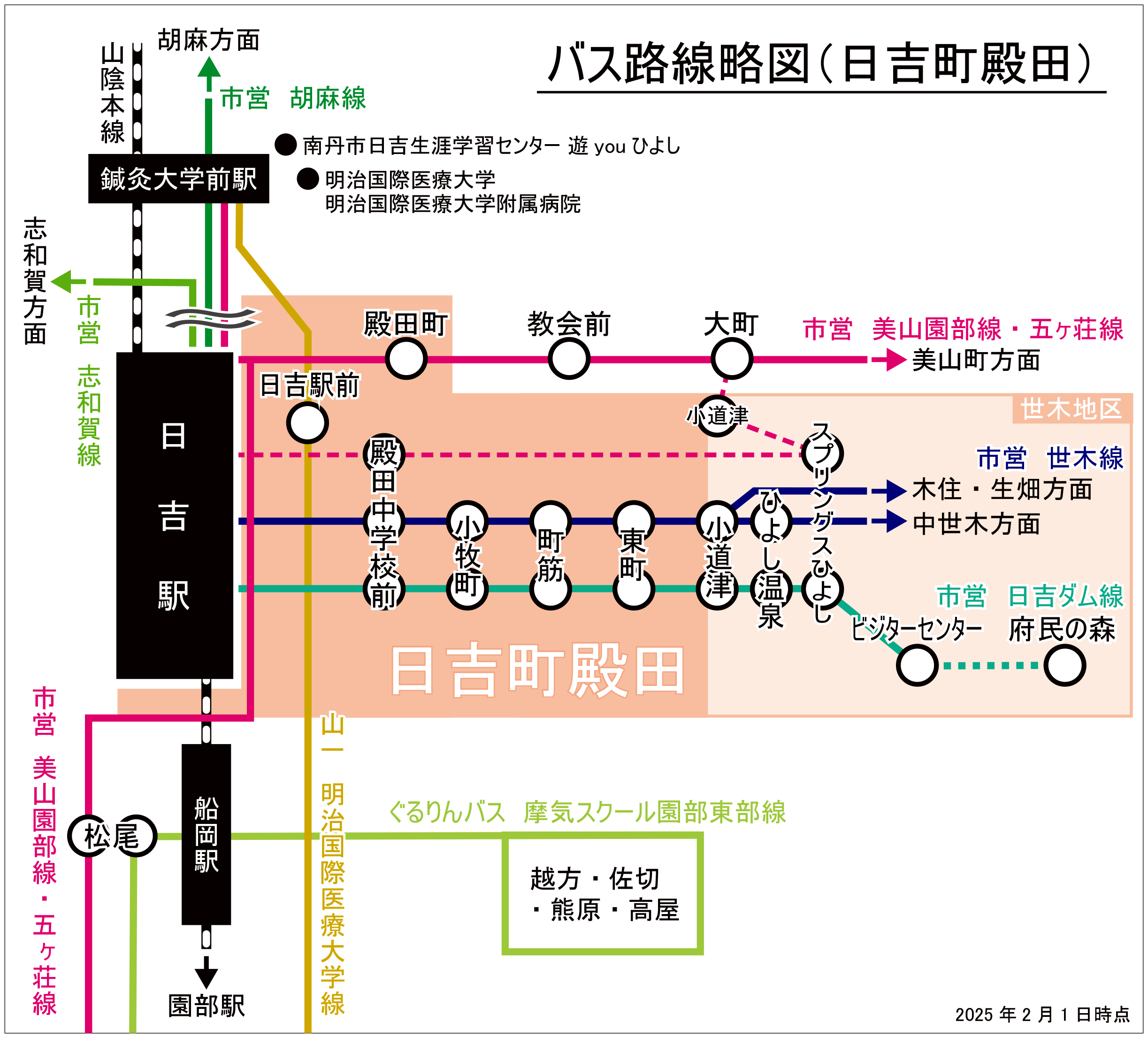
日吉町殿田のバス路線略図。2025年2月時点。

各線の系統番号と殿田内にあるバス停は次のとおり。
- 世木線 – 南丹市営バス
系統番号：H14、H15
  - 殿田中学校前バス停
  - 小牧町バス停
  - 町筋バス停
  - 東町バス停
- 日吉ダム線 – 南丹市営バス
系統番号：H16
  - 殿田中学校前バス停
  - 小牧町バス停
  - 町筋バス停
  - 東町バス停
- 美山園部線 – 南丹市営バス
系統番号：S60 、H60、H61、H62
  - 殿田町バス停（月曜日-土曜日）
  - 殿田中学校前バス停（日曜日・祝日）
- 五ヶ荘線 – 南丹市営バス
系統番号：S60 、H60、H61、H62
  - 殿田町バス停（月曜日-土曜日）
- 明治国際医療大学線 – 山一サービス
  - 日吉駅前バス停

### 外出支援サービス
殿田おたすけ隊による、移動困難者のための外出支援サービスが行われている。

## 施設

### 南丹市設置

#### 集会・観光・体育などの施設

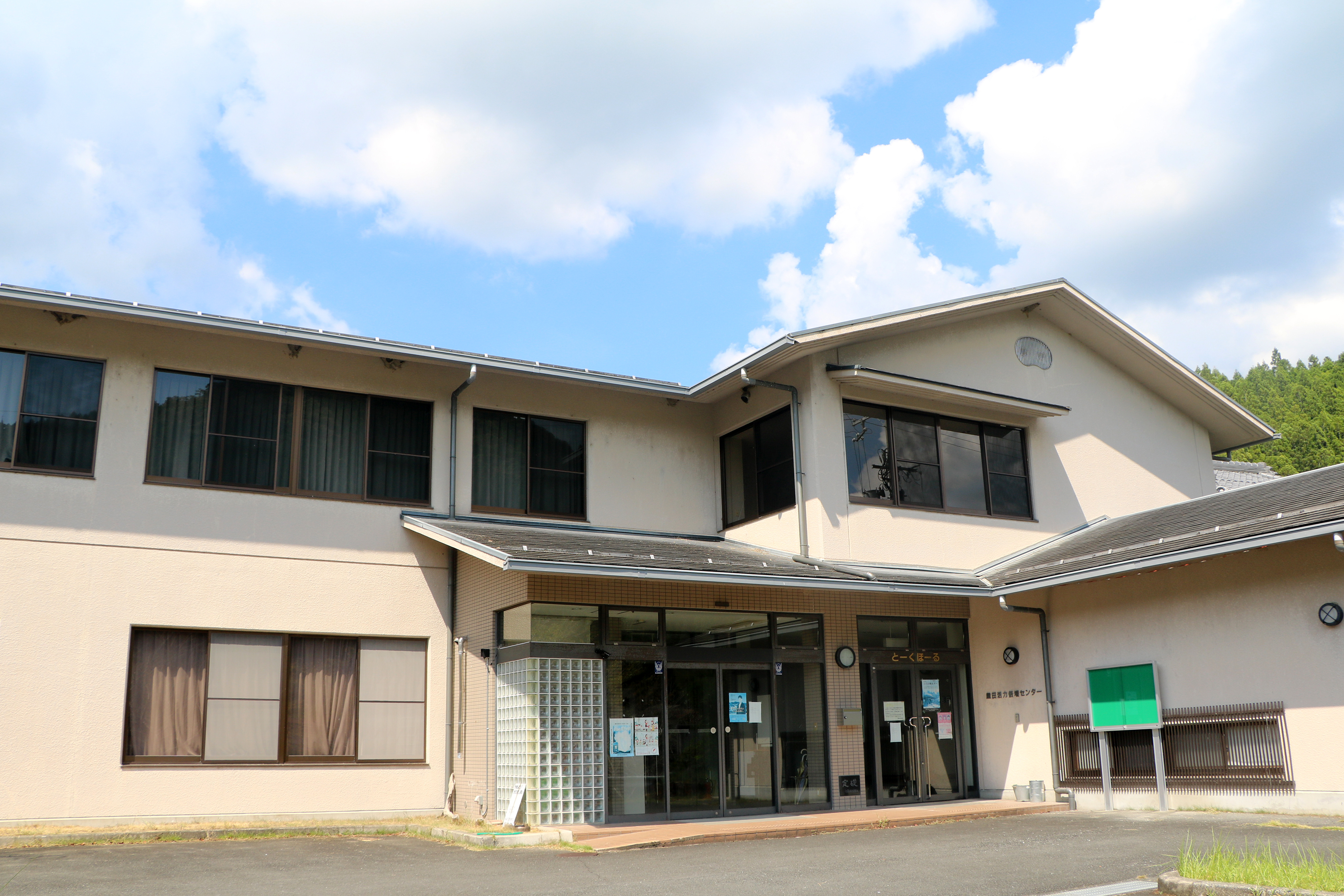
日吉町殿田交流センター（左）、日吉殿田活力倍増センター（右）、殿田とーくほーる（上）。住民は3施設をひとくくりにして「とーくほーる」と呼称する。世木地区内にある各区（自治会）の屋内管理施設のうち最大規模のため、世木地区全体の集会などは、およそここで行われる。2024年9月12日撮影。

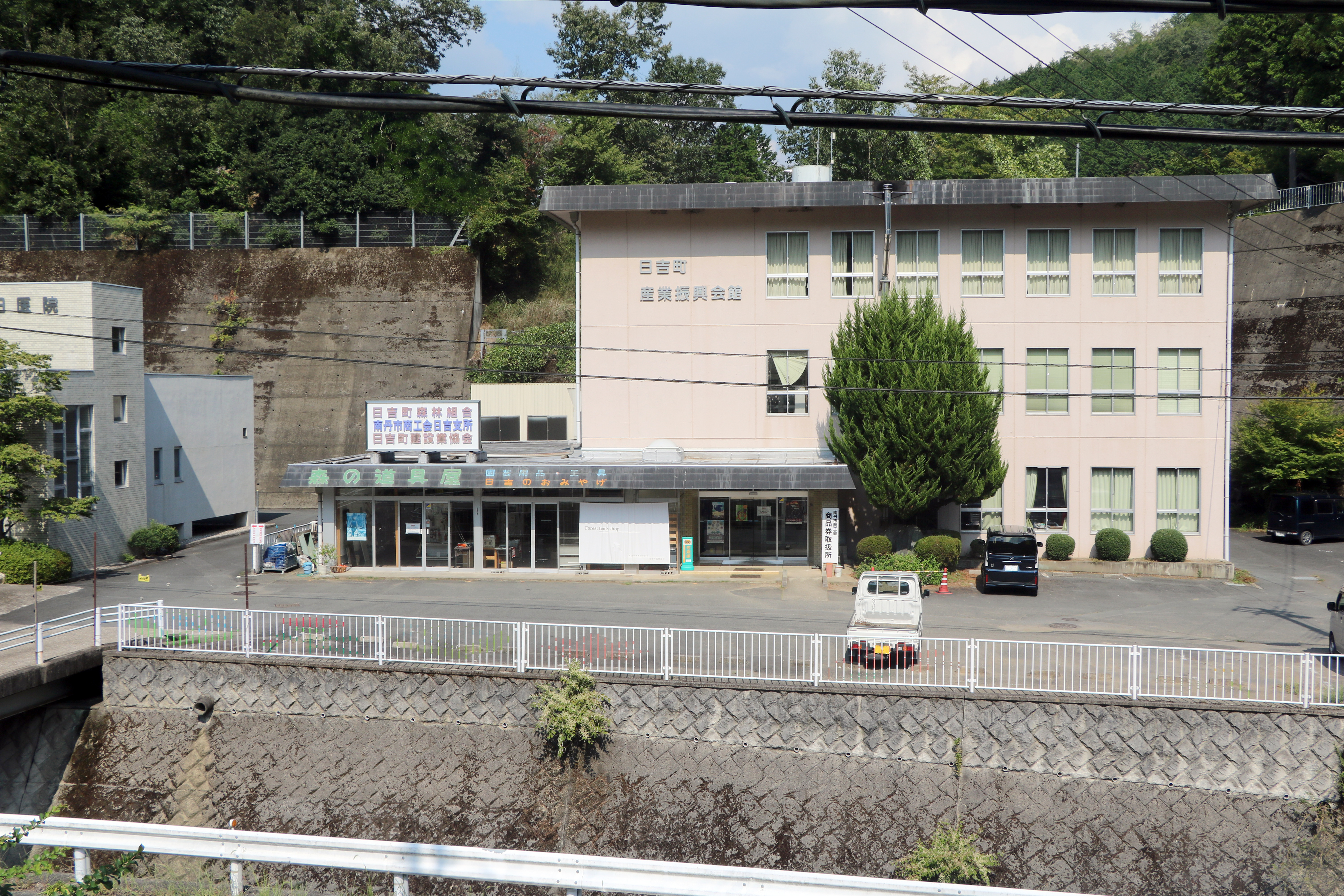
南丹市日吉産業振興会館。看板には、4町合併による南丹市誕生前の名称「日吉町産業振興会館」が書かれている。2024年9月2日撮影。

- 南丹市日吉殿田活力倍増センター – 殿田前田11番地8[183]
1994年（平成6年）竣工した殿田の中核施設で、鉄筋コンクリート構造2階建て、延床面積616.50m2[184]。活力倍増センターおよび、正面左に隣接する「日吉町殿田交流センター（元は農協の建物）」、活力倍増センター2階にある「殿田とーくほーる」をひとくくりにして、殿田住民は「とーくほーる」と呼称する。南丹市からの無償業務委託で、殿田区自治会が管理運営する。活力倍増センターの建設には、殿田区自治会も出資している。毎月1回、組ごとの当番制で施設の清掃を行っている[185]。
- 南丹市日吉産業振興会館 – 殿田尾崎8番地1[183]
南丹市日吉産業振興会館は、1971年（昭和46年）4月に日吉町農業協同組合本館（本所）として建てられた建物[186]。株式会社翼建築設計事務所（現在の株式会社翼建築設計）の設計、株式会社鴻池組の施工、鉄筋コンクリート構造の3階建てで[187]、延床面積1,091.90m2[188]。農協の移転後、日吉町が購入して産業振興会館としての使用をはじめた。入居する組織は次の通り。
  - 日吉町森林組合
  - 南丹市商工会日吉支所
  - 日吉町建設業協会
- 南丹市日吉殿田コミュニティ広場 – 殿田前田6番地外[183]
「交流広場 殿田ふれあいパーク」の愛称で呼ばれる広場。南丹市からの無償業務委託で、殿田区自治会が管理運営する。芝生広場、子供広場（遊具:ブランコ、すべり台、シーソー）、ゲートボール場、仮設便所（凍結により冬季の使用は不可）、駐車場がある。年間利用者は約5,000人[189]。
- 南丹市日吉体験の森 – 殿田旭山39番地1外
猟友会の大型冷蔵庫が2006年（平成18年）まで置かれていた[190]。約3km離れたところの京都府立府民の森ひよし（日吉町天若）に「体験の森」というエリアがあるが、「日吉体験の森」との関連はない[191]。
- 南丹市日吉殿田運動場 – 殿田旭山3-2[183]
「旭山グラウンド」の愛称で呼ばれる社会体育施設。総面積9,495㎡ 、夜間照明設備があり、主に軟式野球で使われる運動場[192]。外野部分は天然芝になっている[193]。利用時間は、9時から22時まで[194]。。

#### 水道関連の施設
取水施設
- 殿田水源 – 田原川

竣工：1992年（平成4年）
浄水施設

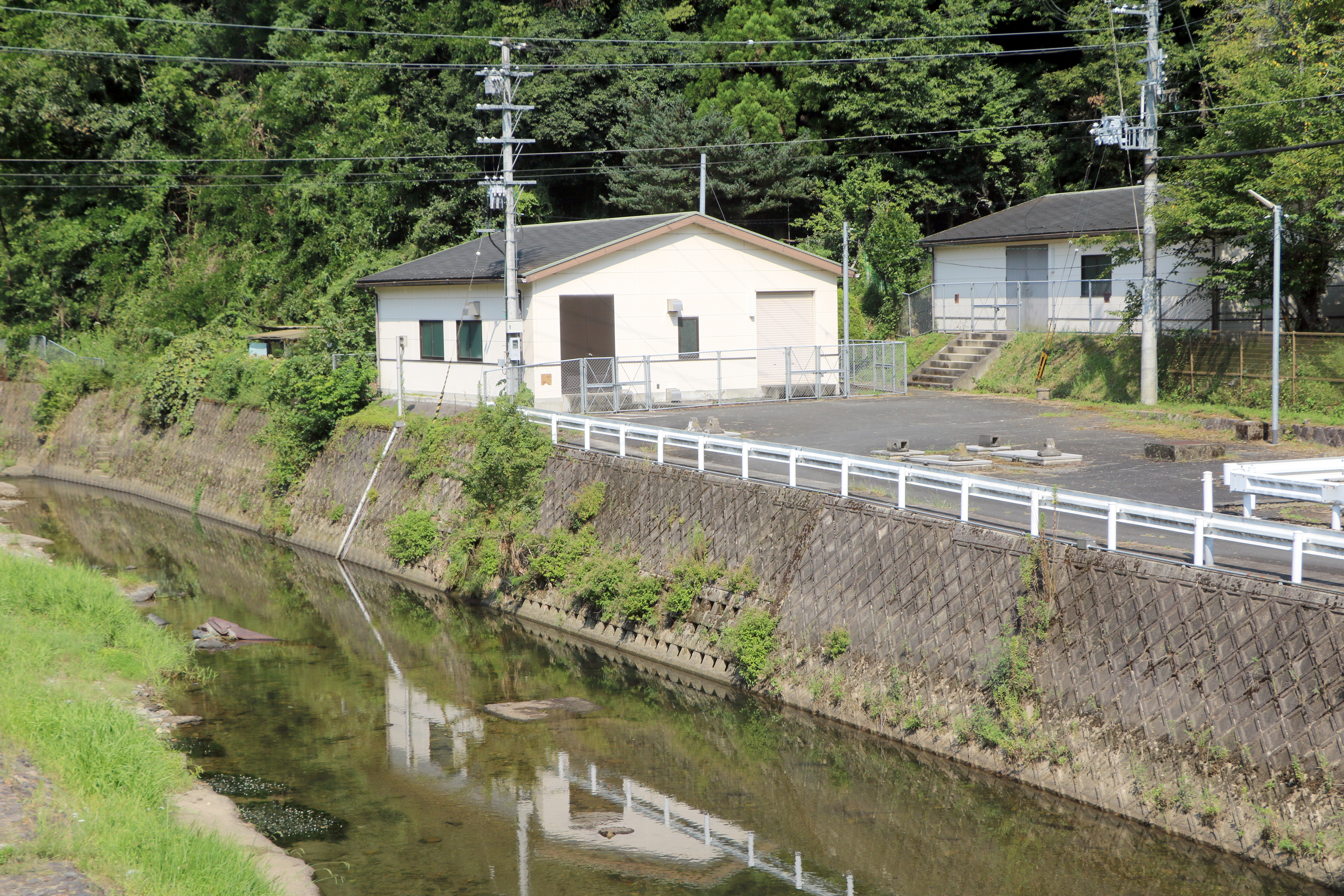
田原川から取水する殿田浄水場。2024年9月2日撮影。

- 南丹市日吉殿田水道施設（殿田浄水場） – 殿田大貝20番地2外[183]

種別：簡易水道
給水区域：日吉町殿田、中、保野田、（田原）、志和賀、木住、天若、胡麻、上胡麻のそれぞれの一部
取水元：田原川
水源種類：伏流水
浄水処理方法：膜ろ過
施設能力：822m3/日
竣工：1993年（平成5年）
配水施設
- 殿田配水池

竣工：1991年（平成3年）
浄化施設
- 南丹市日吉殿田浄化センター – 殿田イチバ132[183]

種別：特定環境保全公共下水道
放流先：桂川
排除方式：分流式
水処理方式：オキシデーションディッチ法
汚泥処理方式：脱水
処理面積：43ha
処理能力：700m3/日

#### 学校施設
- 南丹市立殿田小学校 – 殿田大貝25番地外[183]

略称は「殿小（とのしょう）」。コンクリート造（RC・SRCを含む）2階建て。
- 南丹市立殿田中学校 – 殿田大貝30番地外[183]

略称は「殿中（とのちゅう）」。コンクリート造（RC・SRCを含む）3階建て。

### 農業用水

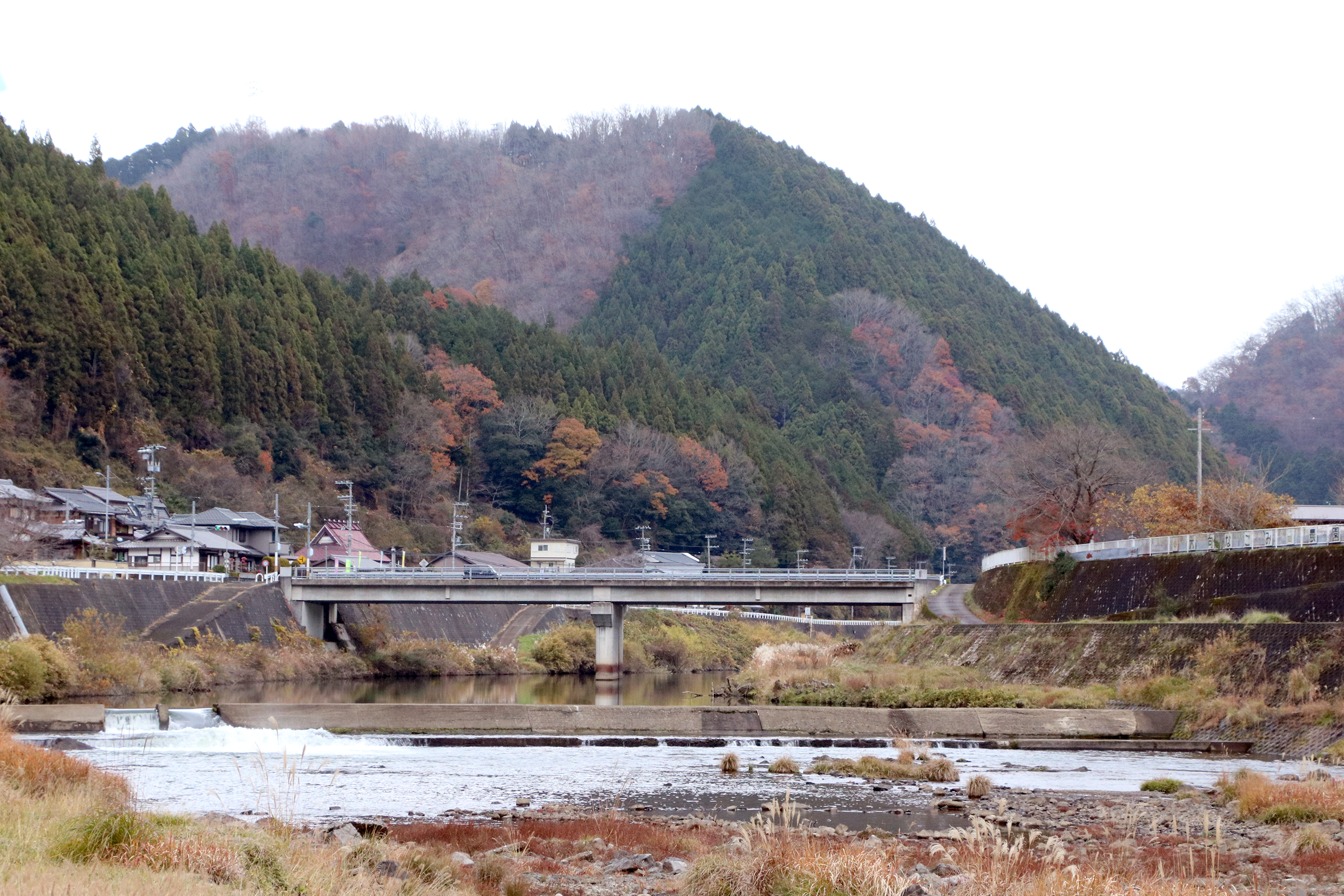
大西堰。2021年12月13日撮影。

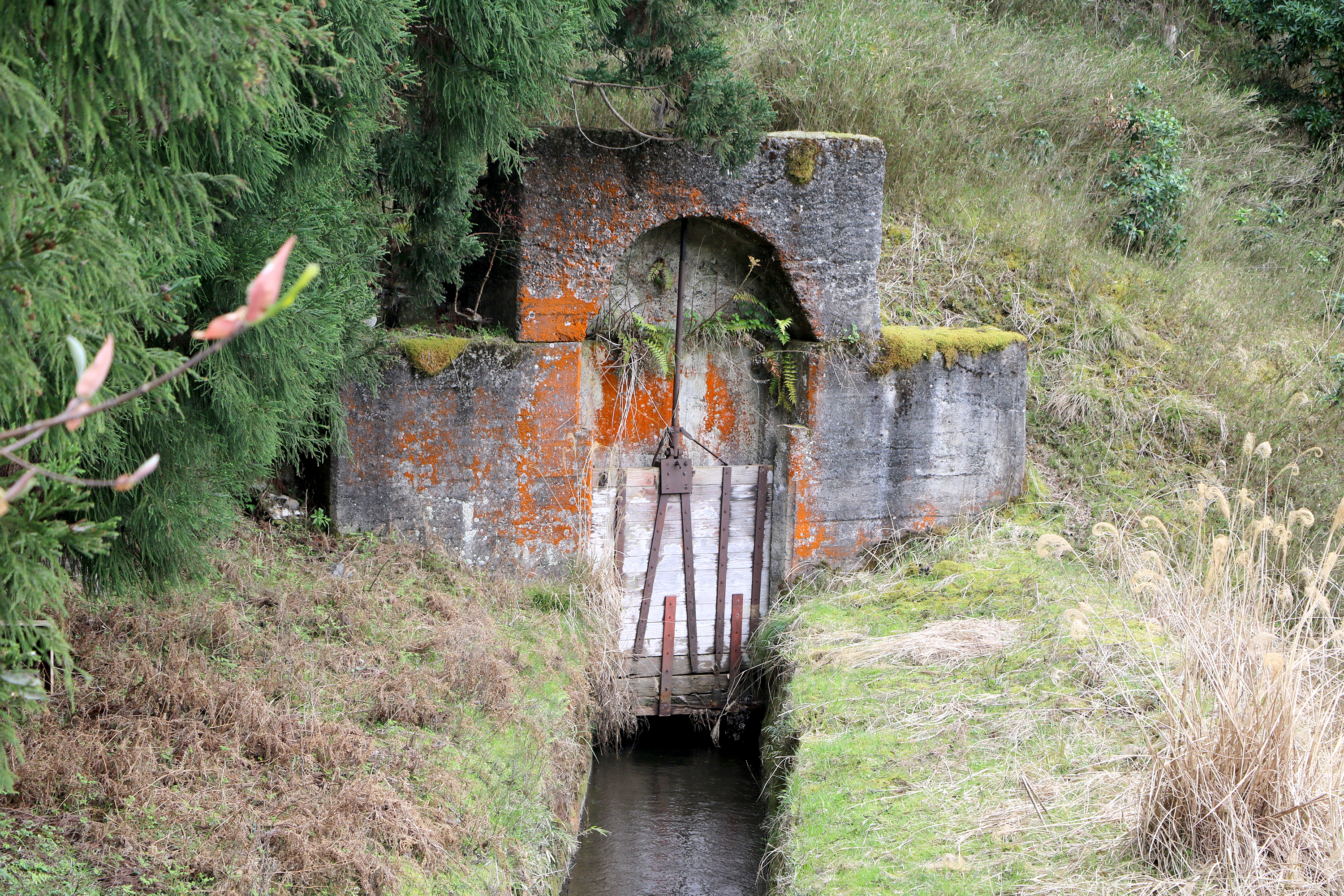
勝貫隧道の殿田側。ここから約370mの農業用水を通すトンネルが掘られている。2024年4月19日撮影。

殿田水利組合の管理施設
- 小牧池
小牧にある灌漑用のため池。堤高2.5ｍ、堤頂長20.0ｍ、総貯水量150m3[202]。
- 名称なしの堰
田原川、日吉橋と車橋の間にある灌漑用の堰。曹源寺より下流の農地に水を引き入れている。

大向営農組合の管理施設
- 沢田用水（大向揚水機場）
小津道大橋の上流にある、大向営農組合が取水を行う場所。大向の耕地は1649年（慶安2年）に天若に作られた沢田堰により取水していたが、日吉ダム建設に伴い、1996年（平成8年）4月に取水先を下流の日吉町中に移した[203]。現在ポンプアップで取水している。水利権（最大）0.0812m3/s[22]。

大西井堰土地改良区の管理施設
- 大西堰（おおにしせき）

大西堰は、殿田前田で大堰川の水を取り入れるための堰。1772年（安永元年）5月に最初の大西堰（当時は河内堰の名称）が創設された。1887年（明治20年）3月に船岡村・千妻村・内林村が共有堰契約書を交わし、のちの大西堰土地改良区の前身となる三ヵ村の組堰となった。1925年（大正14年）には新堂が、1941年（昭和16年）には木崎町区と内林曽我谷両区飽水区域の課縫うが承認され、船岡、千妻、曾我谷、内林町、木崎町、新堂の組合堰となっている。
現在の井堰は、1973年（昭和48年）に改修されたもの。魚道なし。大西堰を用水路の起点とし、大堰川で堰き止められた水は通称「通し溝」を通り、田原川の水を殿田尻堰で取り入れたあと、暗渠や2つの隧道（殿田と船岡を繋ぐ勝貫隧道と、船岡の田尻と松尾を繋ぐ大将軍隧道）を抜けて園部川までの総延長8kmを流れる。この農業用水を利用し、園部町の船岡・千妻・新堂・曽我谷・内林町・木崎町の農地約115haを灌漑している。
- 殿田尻堰
殿田尻堰は、殿田前田で田原川の水を取り入れるための頭首工の堰。魚道なし。
- 勝貫隧道（かちぬきずいどう）

勝貫隧道は、日吉町殿田と園部町船岡の間に農業用水を通す約370mのトンネル。かつては大堰川沿いの水路で通水していたが、度重なる水害に見舞われたことから、1941年（昭和16年）に農林省の農用公共施設改良事業として工事が始まり、1945年（昭和20年）に勝貫隧道が完成した。勝貫隧道の名称は、第二次世界大戦の最中に造られたこともあり、当時の戦意高揚の風潮を受けて付けられたとされている。殿田側の水門は毎年4月中旬から9月中旬までの農繁期に開かれる。園部町船岡側には水門が付けられておらず、隧道内はコウモリの住みかにもなっている。
農林省工事（1941～1945年）より前、勝貫隧道について、園部藩が用水路の隧道化を計画して掘り始めたものとして次の言い伝えが残っている。

### 組単位の集会施設
- 旭町会議所 – 殿田尾崎
- 小牧町会所 – 殿田東小牧
- 上ノ町会所 – 殿田町筋39
- 東町会所 – 殿田東筋

### 住宅施設

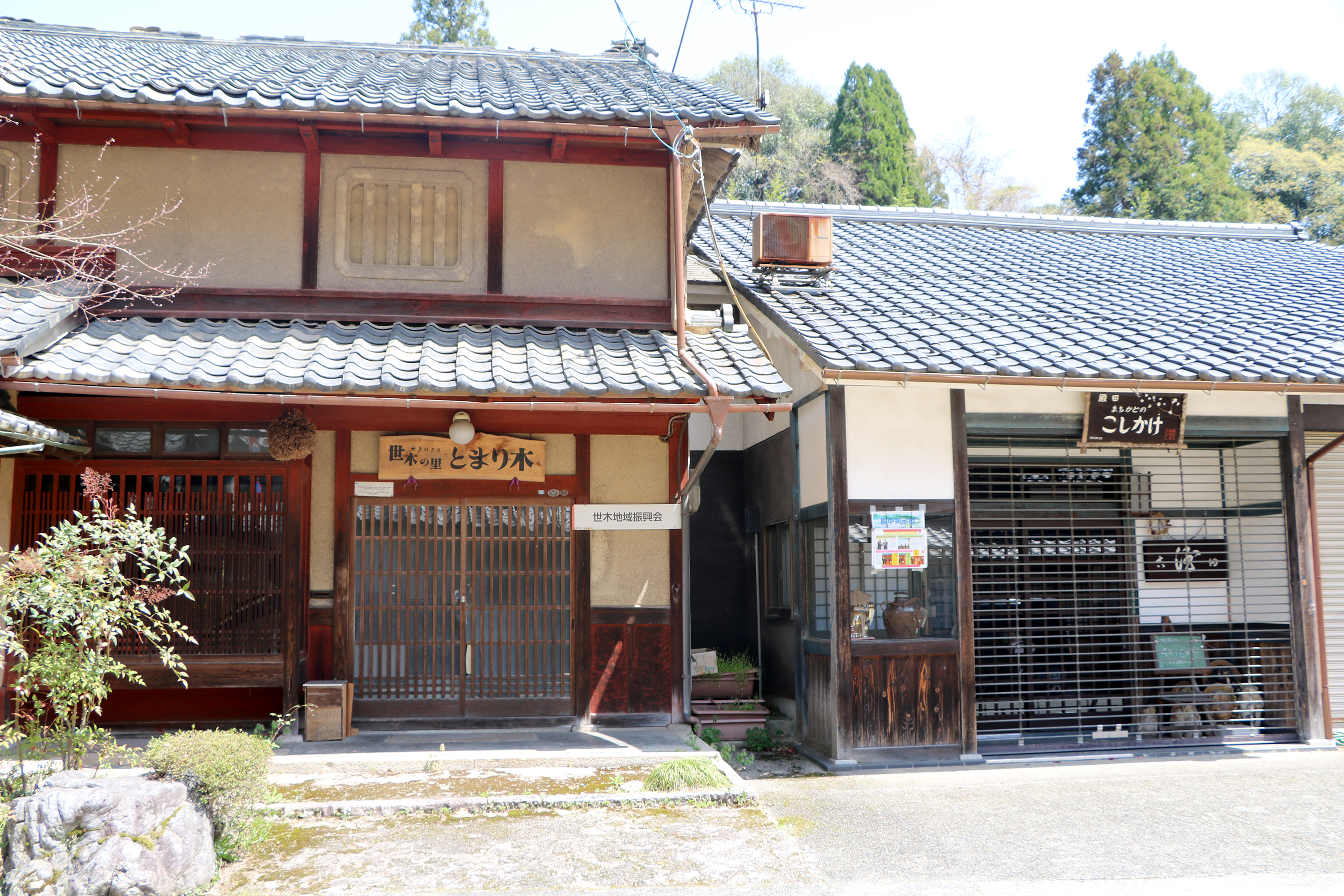
世木地域振興会が設置運営している田舎暮らしお試し住宅「世木の里 とまり木」（左）と、殿田区自治会が設置運営している喫茶サロン「殿田まちかどのこしかけ」（右）。元はつくり酒屋の建物。2024年4月14日撮影。

- 世木の里 とまり木 – 殿田町筋54
長期滞在型の田舎暮らしお試し住宅。つくり酒屋の建物を世木地域振興会がリノベーションし、2014年（平成26年）8月30日に開所。2024年（令和6年）、とのだofficeworksが振興会から運営を引き継いだ[61]。
- 日吉観光株式会社社員寮 – 殿田大貝
クラウンヒルズ京都ゴルフ倶楽部と太閤坦カントリークラブを運営している京都日吉観光株式会社の社員寮。地上2階建て[211]。
- クラウンヒルズ日吉 – 殿田大貝
1991年（平成3年）2月築造の鉄骨構造地上2階建ての集合住宅[212]。
- ベルメゾン新生 – 殿田尾崎
1997年（平成9年）3月築造の鉄筋コンクリート構造地上3階建ての集合住宅[213]。明治国際医療大学では学生寮の位置づけになっている[180]。
- ベルメゾン日吉 – 殿田尾崎
2009年（平成21年）3月築造の鉄筋コンクリート構造地上4階建ての集合住宅[214]。明治国際医療大学では学生寮の位置づけになっている[180]。

### その他
- 殿田駐在所 – 殿田前田51-2
南丹警察署管内の駐在所。
- 大向営農組合農事集会所 – 殿田大向
- みんなの居場所わっかっか！ – 殿田東小牧
市民団体「わっかっか！」の拠点施設。一棟貸しの農家民宿でもある[215]。
- 日吉やさい畑生活 – 殿田大向
株式会社日吉やさい畑生活がする、ゲストハウスやカフェ併設の貸し農園[216]。
- 日吉町消防団第一分団第一部倉庫 – 殿田東筋
2階建ての消防団詰所。1階部分が倉庫になっている。
- 消防倉庫横の空き地 – 殿田東筋
消防倉庫横の空き地はJR西日本の所有地で、南丹市から殿田区自治会に管理を委託している[217]。JR西日本から南丹市にどんな依頼をしているかは不明。

### かつてあった建物
- 世木村役場
- 新橋 – 1892年（明治25年）5月に出水で流出。1893年（明治26年）に復旧し、5月14日に渡橋式が行われている[218]。
- 丹波教会殿田会堂（1929年～1955年ごろ）
- 行者堂（1941年の殿田の大火で焼失[219]）
- 殿田公民館（1942年～1994年）
- 升萬醤油店 赤煉瓦煙突
- 山の神の祠
成就院の麓の山にあり、1月11日には山の神の祭りが行われ、参拝者は洗い米を丸めたものを供えた。この日の山仕事は休みで、入山も禁じられたという[87]。
- 少年道場（現在のヒノ谷霊園の場所にあった）[19]
- 大貝集会所

## 社寺・民俗・宗教
法人格を有している7社寺（天稚神社、曹源寺、成就院、盛林寺、平尾寺、天理教神博分教會、神習教敬神廣春支教会）のほか、殿田区自治会所有の社寺や組単位の崇敬社などがある。

### 日吉神社

南丹市日吉町殿田にある日吉神社の本殿。京都府暫定登録文化財。

日吉神社（ひよしじんじゃ）は、殿田共通の氏神として祀られている神社。近江の日吉大社より分霊を奉祀し、1489年（延徳元年）に創祀。日吉町に三社ある日吉神社の中で最も古い。旧社格は指定村社で、“世木の五社”の一社。祭神は大山咋命。山王大権現と称されていたが、神仏分離で1873年（明治6年）に日吉神社と改称した。同社は日吉町の町名由来にもなっている。神紋は左三つ巴。年始には、近隣住民が神矢を買い求めに来る。
社殿は、山腹に広がる棚田の上にある。財産の保有は、殿田区自治会となっている。覆屋によって保護されている本殿は、京都府暫定登録文化財。1721年（享保6年）に修繕の記録がある。本殿の西に拝殿がある。朱色の鳥居は、1991年（平成3年）に建立したものである。
摂末社など
- 小牧山観音堂
小牧山観音堂は日吉神社境内にある観音堂。寺紋は真言宗輪宝[226]。1737年（元文2年）、世木庄出身で京都に住んでいた槌屋元寛（藤田元実）の発願と、殿田の井尻伝右衛門の仲介により、神光寺（日ノ寺）の別院として建立したとされる[222]。悪病除け、特に雷除けとして信仰を集めている[227]。堂内には、阿弥陀如来像と西国三十三所の本尊を模した観音像が安置されている[228]。全国的に珍しく東向きに安置されていることから「東向観音堂」とも呼ばれている[222]。33体の観音像は南丹市指定文化財[225]。毎月1日は観音堂が開かれ、拝観することができる[229]。2016年（平成28年）ごろから年に数体ずつ、京都美術工芸大学と南丹市、殿田区自治会の三者合同で観音像の修理が行われた[230]。
- 愛宕権現
日吉神社境内には愛宕灯籠が一対あり、祠に愛宕の札が祀られている。祠の横には以前、何らかが祀られていたと思われる石組みがある[222]。
- 弁才天
日吉神社境内にある池の浮島に、弁才天の祠がある[222]。この池では、モリアオガエルの産卵が見られる。
- 妙見堂
妙見堂のなかには、神棚に入った妙見菩薩像のほか、神具、布飾り、法華曼荼羅が掘られた額、位牌などが置かれている[231]。
- 毘沙門堂
- 熊野権現[73]
- 山の神[73]
- 稲荷神社[223]
稲荷神社の祠には、神棚、大きな狐の像2体、小さな狐の像数対、雪洞2対がある。雪洞はの1対はロウソク、もう1対は電気で明かりが付けられる[222]。
- 巳さん
蛇の小さな像が安置されている[232]。
- 地蔵
日吉神社の境内には、24体の地蔵がある。かつては、境内から離れた山中にあったが、高齢者が参拝するのに不自由であろうという理由で、2016年（平成28年）に現在の地に移された[231]。
- 井尻昌三碑
日吉神社境内にある石碑には、明治以降に殿田で最初に戦死した井尻昌三の名前が刻まれている。

```
“表面：陸軍歩兵上等兵　功七級　勲八等　井尻昌三碑／裏面：明治参拾七年九月参日　於
遼陽
（中国東北部にある
遼寧省
の都市）戦死　父井尻土岐之助建”
```

### 天稚神社

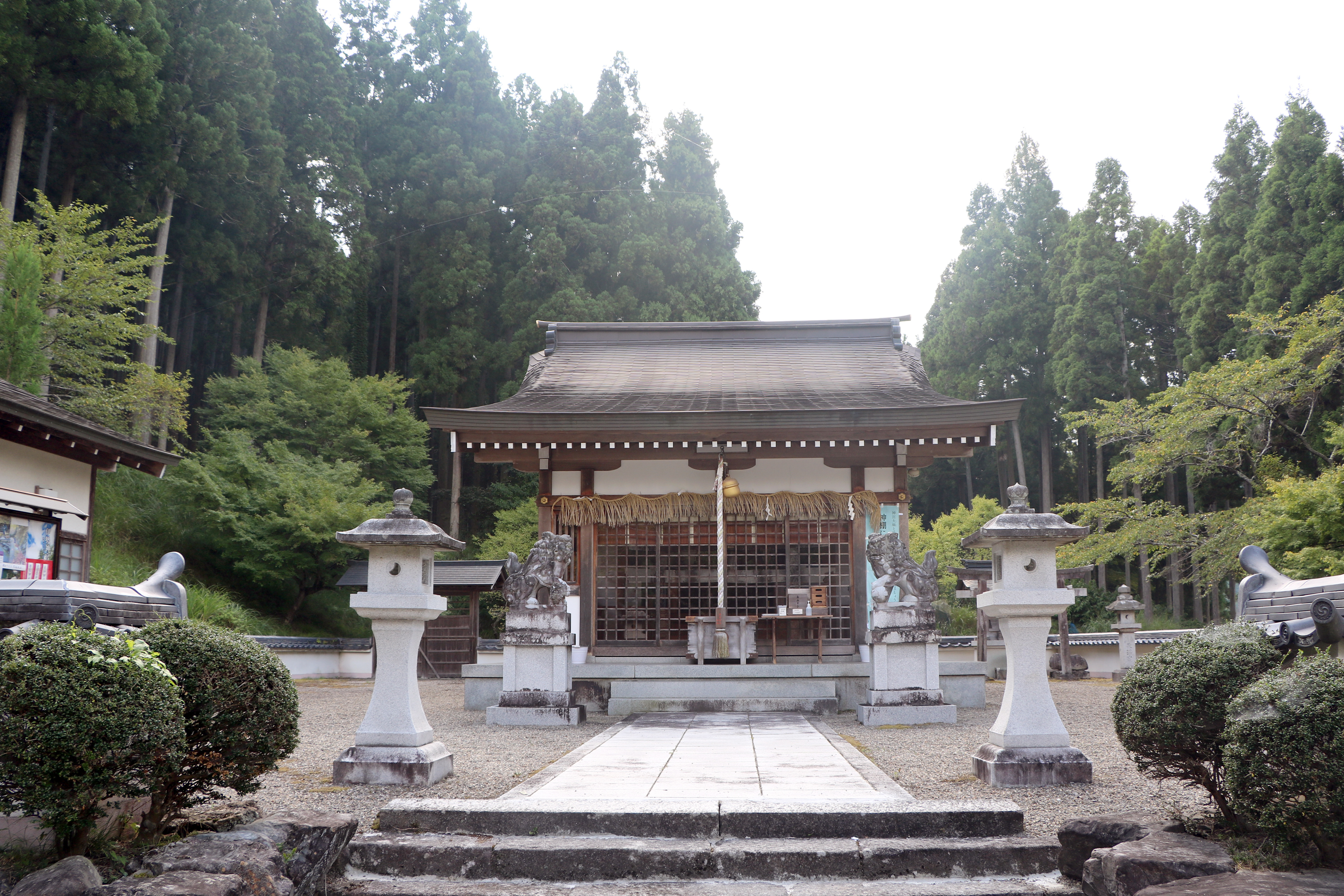
世木の五社の一つ「天稚神社」。日吉ダムの建設により天若から殿田向山に遷宮。2024年9月2日撮影。

天稚神社（あまわかじんじゃ）は、室町時代初期の貞治年間（1362～1368年）に世木之荘の一ノ宮として、世木村天若に創建されたとある。旧社格は指定村社で、“世木の五社”の一社。祭神は天稚彦命で、林業と農業の神として祀られている。
1422年（応永29年）、鳥居を建設するために世木之荘各村より1,100人の人足を徴した記録がある。1555年（弘治元年）に火災で社殿が消失、1558年（永禄元年）に再建された。1743年（寛保3年）に造立された記録が残っている。1989年（平成元年）、日吉ダムの建設により天若の世木林から殿田向山に遷宮した。大向山の山麓にある現在の社殿は1991年（平成3年）11月に建てられたもの。
1750年ごろの古文書に、世木という村の名前の由来がある。
```
“向日之巌上に神霊光臨あり、夜毎に大光を放つ。村老集まり、神庭を設け祓い清め神楽を奏したところ神託あり、「吾は往古此国を発したる天稚彦なり、吾を祭らば年穀豊饒にして荘内久しく保つであらう。吾を鎮祭する処には
世に久しき木を生ず
。果たして一夜に杉三本を生ず」と世木之荘世木村とはこの事により名付けられた
[
233
]
。”
```

水没前まで、天稚神社では「宮の当」が行われていた。宮の当の有資格者は世木林と沢田の区民の長男に限定され、1月15日の「当渡し」で新しい役が前任から「開かずの箱」の引継ぎがされた。
- 祭礼 – 1月1日：元旦祭、2月11日：建国記念祭・祈年祭、10月中の日曜日：秋季例祭、11月3日：遷座記念祭、11月23日：新嘗祭、毎月1日11時：月次祭
- 摂末社 – 天満宮、大國主神、豊國主神、稲荷大神、山能神（山の神）

### 成就院

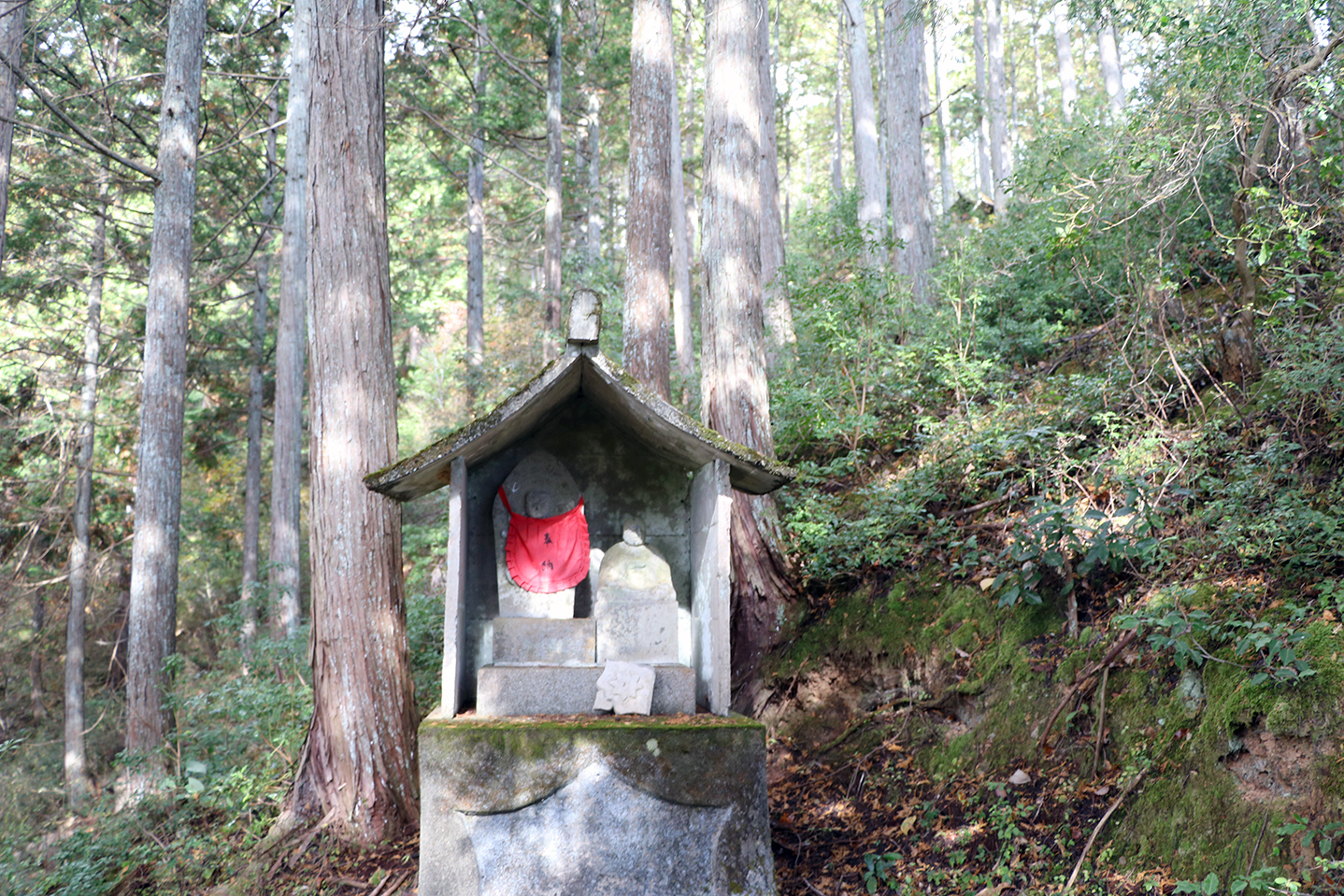
日谷山新四國霊場の八十一番の祠。左：白峯寺・千手歓世音菩薩、右：弘法大師像。大師像の台座には、八十一番の寄進者として“世木殿田　銘酒旭山本家　井尻良雄”と刻まれている。2022年11月撮影。

成就院（じょうじゅいん）は、高野山真言宗の寺院。成就院は院号で、山号は日谷山、寺号は神光寺。近畿楽寿観音三十三ヶ所霊場の第二十六番。殿田区民から「日ノ寺（ひのてら）」と呼ばれ親しまれている。
717年（養老元年）越知山の泰澄国師35歳の時、日谷山に来て草庵を結んだのが開基とされる。創建は鎌倉時代中期の文永年間（1264年～1275年）。創建当初は10ヶ寺（成就院、持明院、不動院、吉祥院、寶住院、中ノ坊、寶光坊、寶憧坊、寂静坊、北ノ坊）あり、往時には34の塔頭を数える世木郷最大の寺院だった。南北朝時代（1336年～1392年）に荒廃し、1339年（延元3年）に高雄山の宥海僧都によって再興された。なくなった9ヶ寺の遺構が成就院所属の畑地にあった。
本尊の薬師如来は丈二尺八寸の座像で、弘法大師作と伝えられる。両脇に天若の楽河寺より移転の木造薬師如来坐像（南丹市指定文化財）、十二神将の木造毘沙門天立像（南丹市指定文化財）と、十一面観音菩薩・愛染明王を奉安。本堂前に修行大師像・ぼけ封じ観音・ぽっく里地蔵尊を安置し、裏山には新四国八十八ヶ所霊場がある。また、同山内には日吉ダム建設に伴い盛林寺・平尾寺が移築され、ヒノ谷霊園と世木村忠魂碑が隣接ある。
弘法大師の入滅を記念した稚児行列が50年に一度行われる。直近の1984年（昭和59年）に行われた際、行列は殿田町筋まで練り歩いた。
```
ご詠歌
：観音の　慈愛にぼけも　汲まれきて　ぽっくり地蔵の　み手のまにまに
[
241
]
```

- 日谷山新四國霊場

成就院の山中に、約1kmの行程で八十八カ所霊場巡りができる場所がある。1929年（昭和4年）、当時の住職・眞守諦導師の発案と近郷住民の浄財により完成したもので、各霊場の祠には本尊と弘法大師像の二体が安置されている。本尊の光背には霊場の番号、大師像の台座正面には寄進者の名が刻まれている。2010年（平成22年）には祠が修復された。
- 修行大師像
1929年（昭和4年）、日谷山新四國霊場と共に建立された像[242]。
- 御百度石
- ぼけ封じ観音
- ぽっく里地蔵尊
- 子育地蔵像
- ヒノ谷墓園
持名院や不動院など往古境内にあった九ヶ寺の旧跡は、残る成就院の所属田畑となった。この田畑は元和年間（1615～1624年）、園部藩の小出伊勢守の帰依により免租地だった。1876年（明治9年）の地租条例改正で有租地となる。その後、1987年（昭和62年）に日吉ダム建設に伴い水没する天若村と中村の墓碑を移転してヒノ谷墓園となった[241]。

### 平尾寺
平尾寺は、日吉ダム建設に伴い日吉町天若から成就院のあるヒノ谷に移転された東寺真言宗の寺院。山号は神明山。1024年（万寿元年）、不動尊を本尊とし、東寺（教王護国寺）の末寺として上世木村（現在の日吉町天若）中島の、村を一望できる高台に建立された。1988年（昭和63年）7月に現在の場所にに移転した。

### 盛林寺
盛林寺（せいりんじ）は、日吉ダム建設に伴い天若の世木林から成就院のあるヒノ谷に移転された高野山真言宗神護寺末の寺院。山号は金聲山。本尊は大日如来。

### 曹源寺

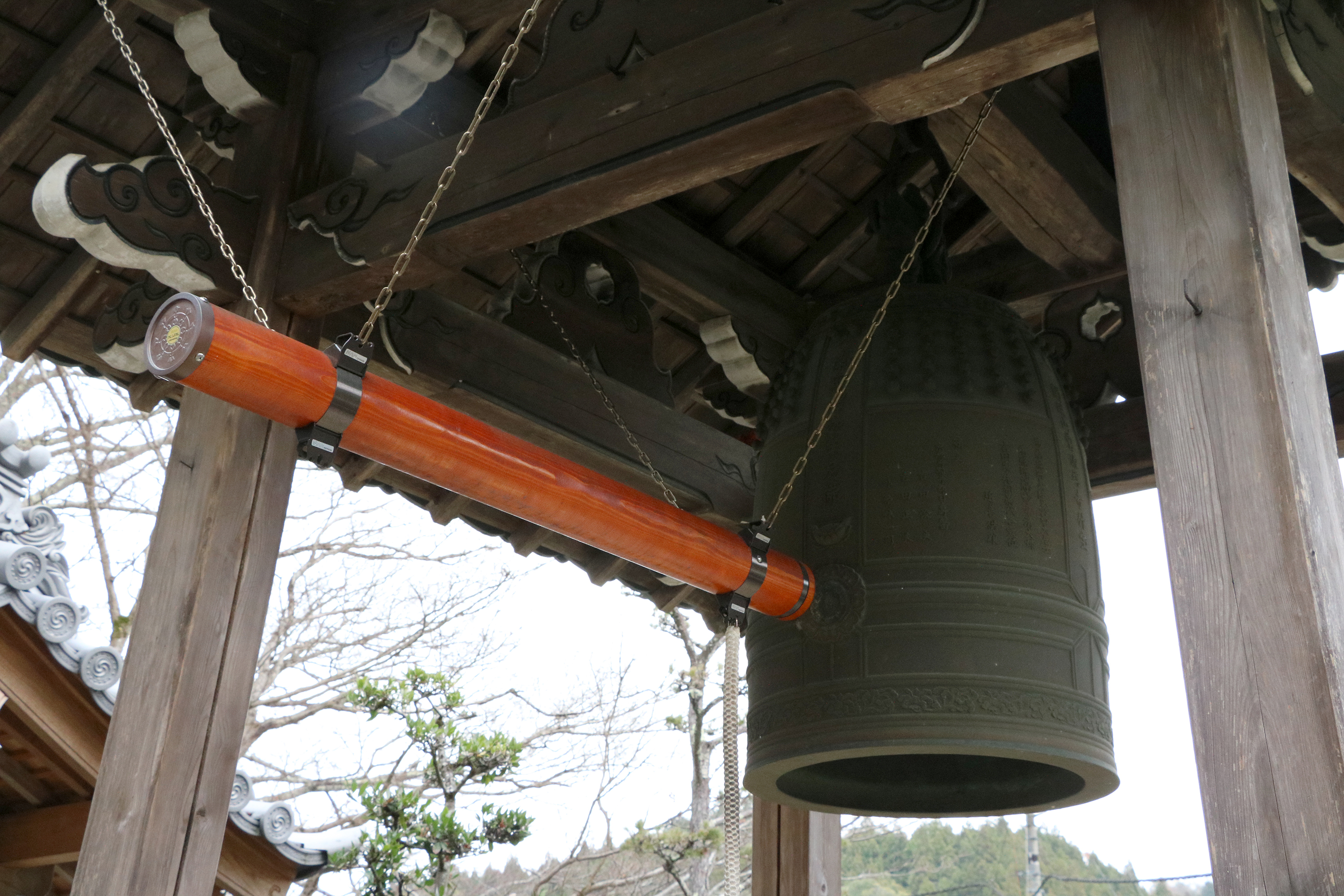
曹源寺にある梵鐘。2022年1月16日撮影。

曹源寺（そうげんじ）は曹洞宗の寺院。梅若家の菩提寺。山号は殿田山。園部町仁江にある龍穏寺（竜穏寺）二世の海雲桂川禅師に梅若家が帰依し、「殿田は山紫水明の地なれば、この地に隠居されたし」と1546年（天文15年）ごろに庵を建立し、先祖の菩提を弔った。徳川時代初期に竜穏寺十七世、月子良桂禅師を開山として曹源寺となった。
- 水天宮
曹源寺の境内に鎮座する水天宮は、石柱に「古老に聞くと、殿田に洪水が多く発生したので水難除けの水天宮を建立した」とある[73]。 石柱にある銘は、御所の祐筆であった木住の湯浅宗貞(時哉)(じさい)が乙女筆で書いたものである[238]。ほかに時哉の書として、生畑（上稗生）の八幡宮や天稚神社の額が残っている。

- 朝霧塔
朝霧塔は、力士・朝霧を慕う弟子が曹源寺に建立したとされる塔[238]。
- 梵鐘
1964年（昭和39年）8月22日に信者によって梵鐘が寄付された。それ以来今日まで毎日6時と22時に撞き鳴らされている。梵鐘には次のことが刻まれている。

```
“大成梵鐘 徹界三千 破無明夢 覺煩悩眠 雷鳴啓蟄 鯨吼遠傅 戒晨警夕 朝夜安然 五風十雨 春秋有年 暗號密令 奉吾佛天”
```

### 行者山（岩）
殿田の町を一望できる行者山の中腹の一枚岩に役行者（えんのぎょうじゃ）が彫られている。近くには、行者の滝があり、行者が身を清め一夜、堂に篭り、参りを行った像の前の絶壁から身を差し出し、祈願を行っていたという。ここには大峰山修行記念碑として4基の供養塔がり、井尻清太夫、中川嘉七、石川佐右衛門、山本久兵衛の名が刻まれている。

### クサガミ

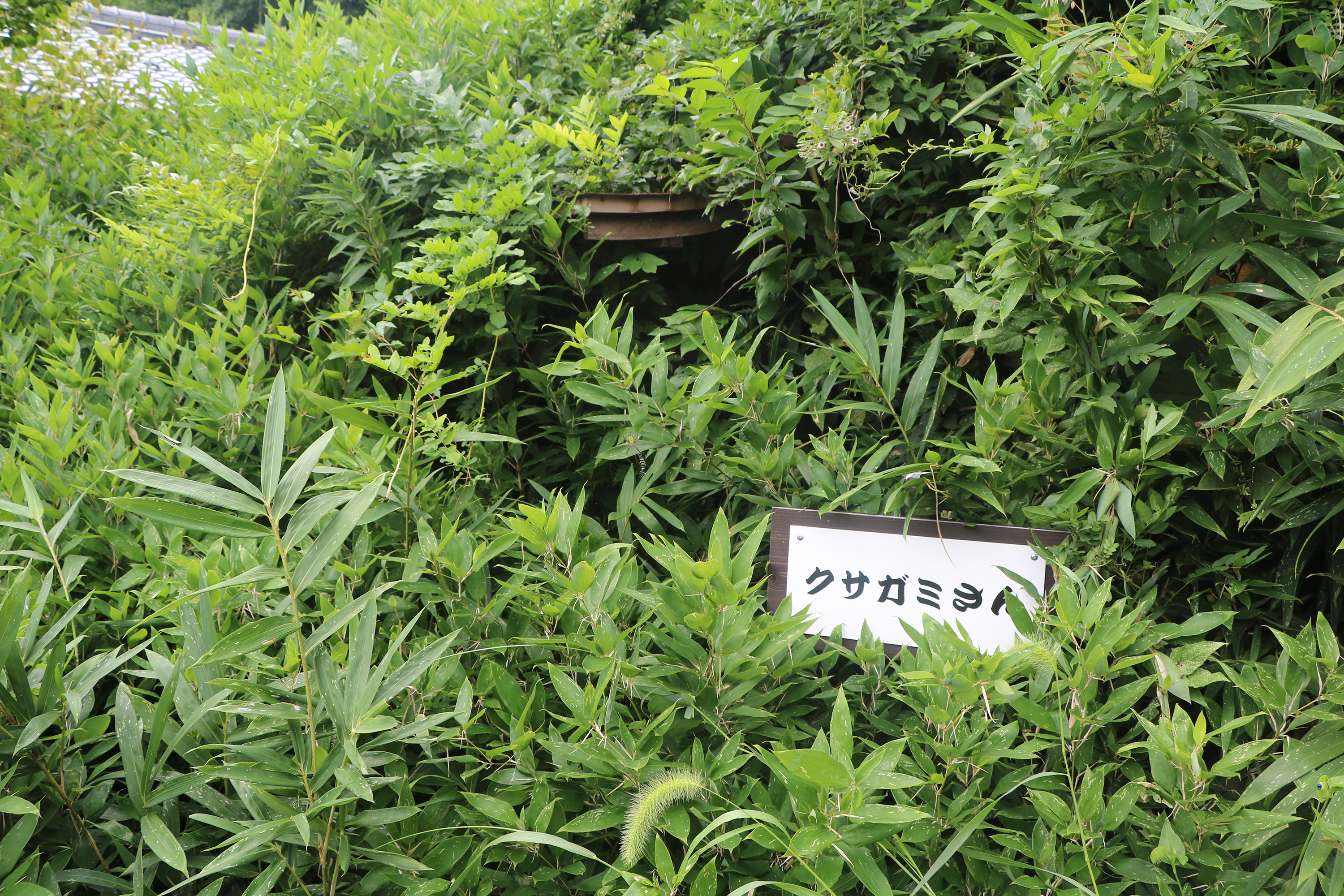
クサガミさんと呼称されている薬王菩薩の祠。オオカメザサに覆われている。2024年9月1日に撮影。

皮膚の病を癒やすと伝えられている薬王菩薩が、東町バス停から梅若家の墓所に登る石段の横に、オカメザサに覆われた祠で祀られている。殿田住民は親しみを込めて「クサガミさん」と呼称する。

### 天理教神博分教会
殿田前田にある天理教の分教会。

### 神習教敬神廣春支教会
殿田西小牧にある神習教の教会。「殿田のお稲荷さん」と呼ばれている。

### 組単位の神社
- 天神宮社（天満宮）
天神宮社は、天神町の住民から「天神さん」と呼ばれて親しまれている神社。創祀は不詳で、鳥居は2007年（平成19年）に建てられたもの[248]。祭神は菅原道真。境内には摂社として稲荷神社と、布袋尊、もう一つは不明。
- 若宮八幡神社
若宮八幡神社は、東町の住民から親しみを込めて「八幡さん」と呼ばれている崇敬社。東町の民家裏の山麓にある。創祀は不詳。祭神は応神天皇。境内には摂社として愛宕神社・稲荷神社・天満宮がある。天満宮は生身天満宮から勧請したもので、稲荷神社は個人が合祀したもの[248]。

### 街角の地蔵

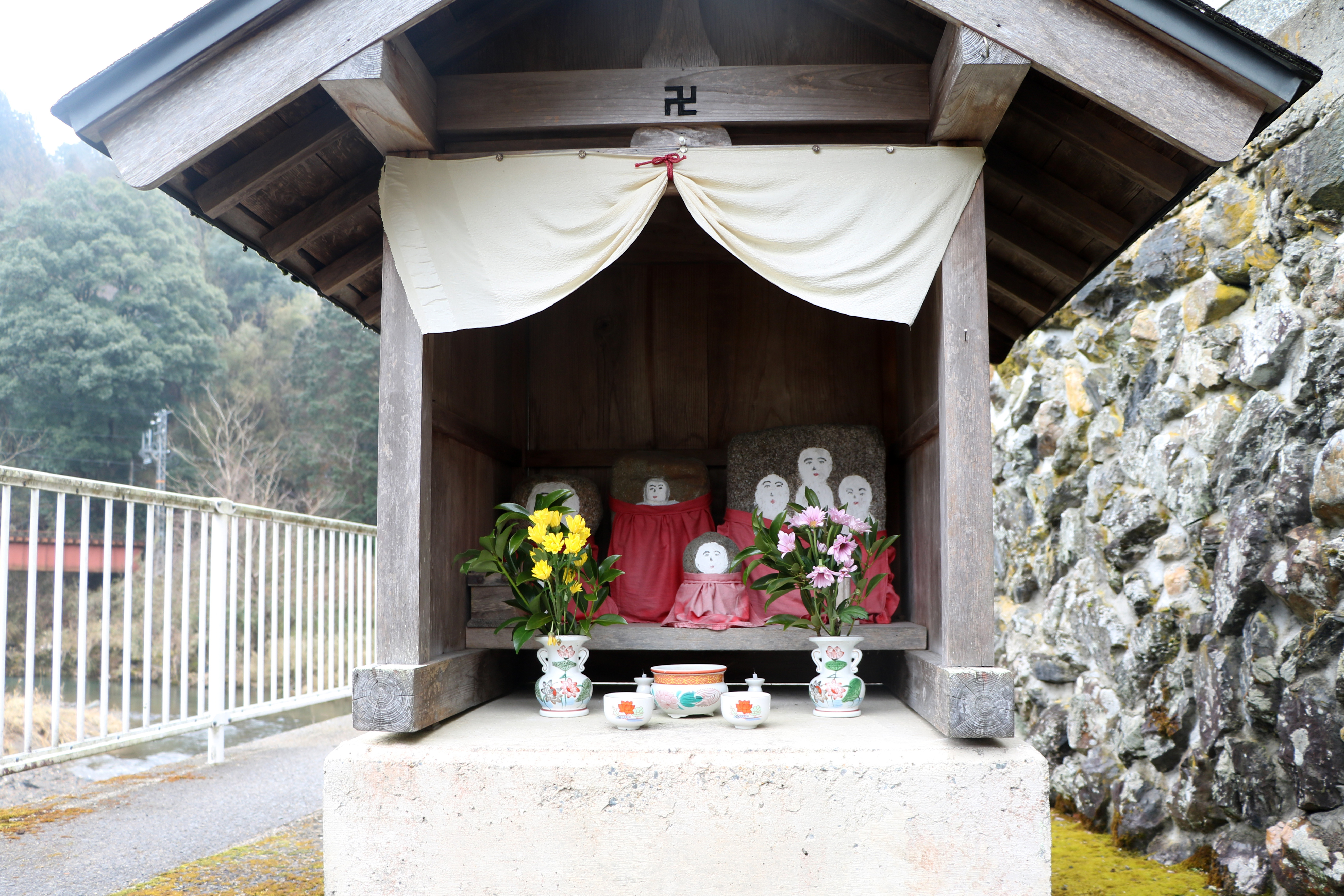
日吉橋（田原川）左岸にある地蔵。2025年3月2日撮影。

日吉神社や成就院、曹源寺の境内を除き、殿田11ヵ所で地蔵の存在を確認できる。数が多いため、呼称がある地蔵のみを列記する。
- 日吉橋地蔵 – 日吉橋の袂、田原川の左岸にある。
- 北向地蔵 – 上ノ町にある地蔵尊で、北を向いている。

### 丹波基督教会殿田会堂
丹波地方におけるキリスト教（プロテスタント）の普及は、1876年（明治9年）より同志社が拠点で始められた。1884年（明治17年）に、丹波教会が設立した。1885年（明治18年）9月以降、信徒が集会を行う教会形態として、殿田でも教会講義所が持たれた。そこから発展し、1929年（昭和4年）2月17日、殿田に住む信者によって丹波教会の殿田会堂（教会堂）が建てられ、献堂式が挙行した。場所は、旧日吉郵便局の隣地であった。同日、亀岡の王女会を中心に丹波基督教会女子青年会を結成、殿田会堂で発会式が行なわれた。殿田会堂の設計は建築家のウィリアム・メレル・ヴォーリズ（William Merrell Vories、一柳 米来留〈ひとつやなぎ めれる〉）が行った。殿田会堂のほか、1942年（昭和17年）竣工で1994年（平成6年）まで使われていた殿田公民館もヴォーリズの設計であった。
昭和30年代の初めまであった殿田会堂では、夏に殿田の日吉神社や中村の八幡神社でキャンプが、12月のクリスマスにオルガン演奏が催されていた。

## 文化財

### 指定・登録
殿田にある指定および登録の文化財は次の通り。
建造物
- 日吉神社 本殿 – 1955年（昭和30年）3月23日、京都府暫定登録。所有者：殿田区

美術工芸品
- 木造毘沙門天立像 1躯 – 1977年（昭和52年）5月20日、南丹市指定。所有者：成就院
- 木造薬師如来坐像 1躯 – 1977年（昭和52年）5月20日、南丹市指定。所有者：成就院
- 観音像 33躯（小牧山観音堂） – 1977年（昭和52年）5月20日、南丹市指定。所有者：殿田区

### その他
有形民俗文化
- 民具10点（衣・農耕・養蚕・紡織・筏用具） – 南丹市立殿田小学校が収蔵[253]

## 芸能

### 劇団 殿田の案山子
殿田の案山子は、2005年（平成17年）に殿田住民8人からはじまった演劇集団である。殿田は、大正時代から住民による地歌舞伎、謡、浄瑠璃が演じられ、昭和になっても青年団による芝居が人気だった。現在の劇団も、こうした伝統が源流となっている。現在、敬老会行事や日吉町文化祭で定番の出し物になっている。

### 能
猿楽ゆかりの地として伝統芸能を広めていくため、2017年（平成29年）ごろから観世流能楽師を講師に招き、南丹市立殿田小学校の児童を対象にした謡や仕舞の稽古と、その成果を発表する舞台公演が毎年実施される。この取り組みは、殿小と世木の伝統芸能を守る会の協働によって行われている。

## 行事

### 今も続く行事

#### 大晦日や元旦の参拝
日吉神社総代会と殿田区自治会の役員は大晦日の10時ごろに日吉神社に集まり、社務所に詰めて参拝者を迎える。この後、曹源寺や成就院の檀家は、寺に新年のあいさつに参る。各家では、白味噌仕立ての雑煮や納豆餅を食べる。

#### とんど
殿田では1月15日に、日吉神社境内、大堰川の河原、井尻工務店作業所前の川側（東町）の3ヵ所でとんどが行われている。

#### ようかび
殿田周辺では、5月8日に行われる寺の法要。釈迦の誕生を祝う灌仏会（かんぶつえ）のことで、一般的には花祭と呼ばれて4月8日に行われることが多い。

#### ラジオ体操
夏休みの期間は早朝に、殿田区子ども会の呼びかけで、区内2ヵ所でラジオ体操が行われる。殿田上は旭町のマルナカ駐車場、殿田下は殿田ふれあいパーク。

#### 施餓鬼（曹源寺、成就院）
仏教の法要。曹源寺では8月7日、成就院では8月16日に施餓鬼が営まれている。

#### 大般若法要（小牧山観音堂）
8月、小牧山観音堂で大般若法要が営まれる。総代会の宮役と組長が参じ、僧による読経のあと、全600巻の般若経典をぱらぱらとおくりながら般若心経を詠みあげる。

#### 地蔵盆
8月末、地蔵盆が殿田地内の各所で行われる。

#### 大祓い（日吉神社）
12月、日吉神社で大祓いの神事が行われる。総代会の宮役と組長が参列する。

#### 組単位の行事
- 天神さんのお祭り
天神町では10月23日に、天満宮に参ったあと、食事会が開かれる[219]。
- 八幡祭り
東町では9月14・15日の2日間、若宮八幡神社にお供えや蝋燭の灯火でお参りし、夕方から女性たちの食事会が開かれる[219]。

### 近代に廃れた行事

#### 御日待ち講
殿田における日待講は1月14日の夜に隣組単位で行っていた行事で、料理を持ち寄ったり、当番が料理をしたりしていた。「宴会を夜中の12時過ぎまでした」や、「子ども達は会所で太陽の昇ってくるまで待った」などと言われている。

#### 厄神祭
中村にあった八幡神宮の厄神祭は1月19日にあり、"中村の厄神さん"や"殿田の厄神さん"と言って、口丹波一円から参拝者が集まった。当時は、臨時列車も走り、殿田駅（現・日吉駅）から厄神さんまで人の列が続いた。境内では甘酒が振る舞われ、参拝者は祈祷を受けたあと厄払いの杉葉（ぐし）をもらい、無病息災などを祈願し、神社前の橋から名前と年齢を唱えながら中世木川に投げ入れた。中村の氏子たちは12月になると杉の枝を集めるのが大仕事で、1月15日のとんどが終わると1万本にものぼる杉葉を総出で準備した。祭り当日は小学校も午前中で終わり、子ども達はお年玉を持って、厄神さんまでの道に並んだ店屋でいろいろなものを買うのが楽しみだったという。

#### 盆踊り
古くは日吉神社の境内で盆踊りが行われていた。その後、現在の殿田とーくほーるの付近で「納涼盆踊り」として続き、平成のはじめごろには「殿田夏祭り」と名称や様相も変え、ふれあい広場を会場に、花火の打ち上げや灯籠流しも加わった。

#### 湯立て
旧世木村の日吉神社（殿田）、八幡神社（中）、笛吹神社（木住）、天稚神社（世木林）、小雨若神社（上世木）の五社明神が9月15日に、湯立神楽を持ち回りで行っていた。境内にかまどを作り、釜を据え湯を沸かす。このかまどを造る作業を「かまつき」と言って、一週間以上前からはじめ1基から5基作った。神主が祝詞を奉上し、次に巫女が舞を奉納する。そのあと、巫女が大釜で沸かした熱湯を笹に浸し、その笹で参拝者を祓い清める。巫女は1人で、笛や太鼓をはやす男子もついてきたという。この神事は、日吉ダム建設とそれに伴う住民移転で途絶えた。当時使われていた湯桶は、日吉神社に保管されている。

#### 薬師如来の縁日
戦前までは、成就院の四国八十八カ所巡りのある高台に参拝者を迎えて地元の岩店、つる店が店を出し、うどんや酒、菓子を販売してにぎわった。

#### 行者講
殿田の行者講は、東町の中川竹松が主になって子ども達を会所で一泊させ、翌朝の一番列車で出発した大峰山にホラ貝を吹きながら登ったとされる。

#### 運動会
大正期から殿田区運動会と、6集落（殿田、天若、中、中世木、木住、生畑）対抗の世木村大運動会が秋に開催されていた。そのほか、船井郡青年団運動会というものもあり、その上位大会である京都府大会では、世木村の青年たちは黄色のハチマキを絞めて出場した。

#### 殿田いなか祭り
殿田農家組合ら各種団体で実行委員会を組織し、平成の終わりごろまで毎年秋に殿田いなか祭りを開催していた。突きたての納豆餅やあん餅などの屋台、野菜の品評会と即売会、各種団体による作品展示などで祭りを盛り上げていた。

#### 芝居と映画
秋の収穫を終えた時期、興行師による本格的な芝居や青年団による村芝居が盛んに行われていた。殿田の大火で熱失するまで殿田公民館は下ノ町にあって、弁士つきの映画があった。芝居も映画も夕方には殿田の町中をチンドン屋が笛や太鼓を鳴らして廻り、子ども達は珍しがってその後をついて歩いたという。

## 生活

### 商店

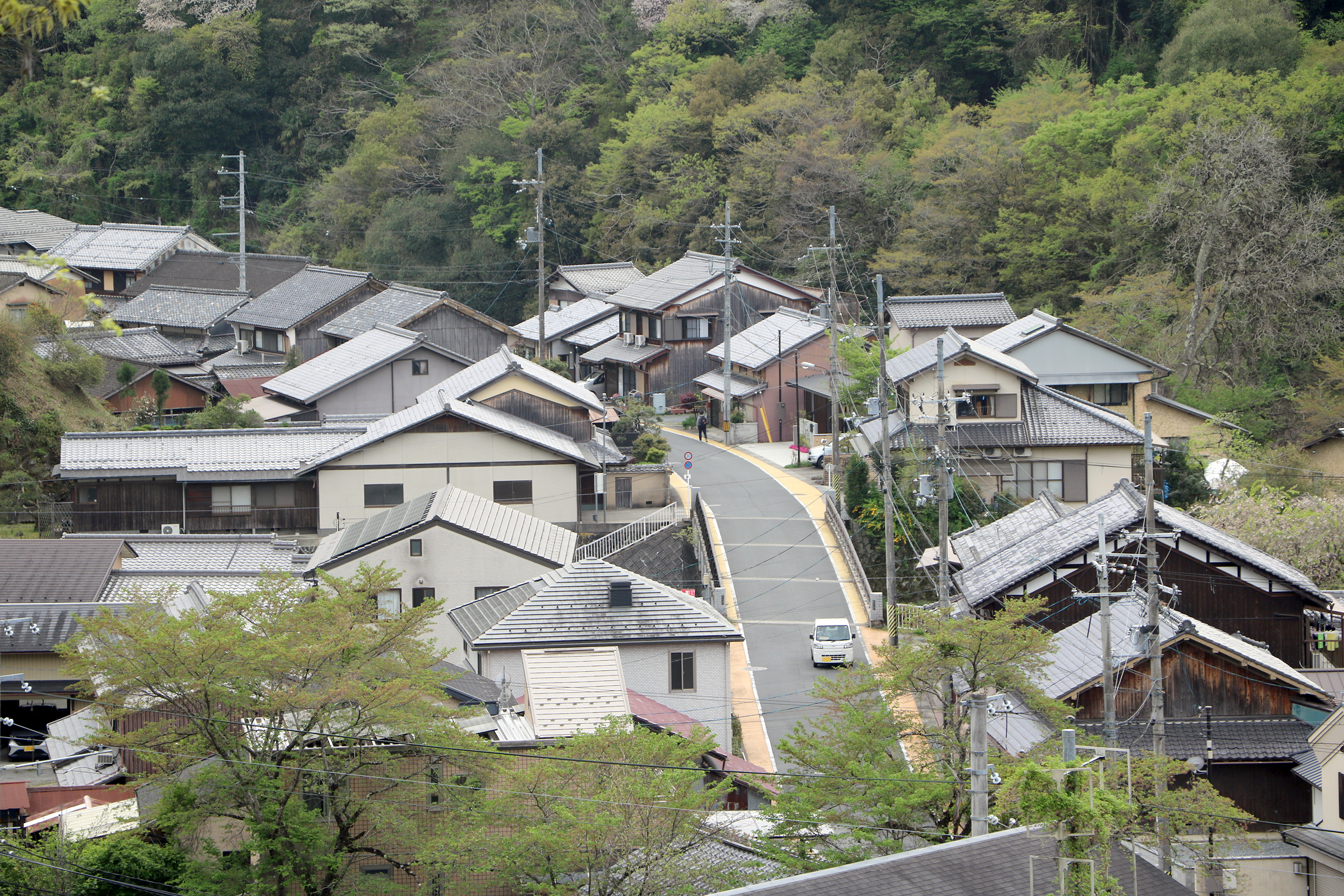
切妻造平入の商店や家屋が軒を連ねる日吉町殿田の街道沿いの街並み。丹波梅若の道。中央に見えるのは日吉橋。2024年4月20日撮影。

殿田はもともと商店街地で、上河内村（現在の園部町）から北上し田原川に沿って桑田郡（現在の美山町）に向かう若狭街道沿いにある。殿田の街道沿いには切妻造平入の商店や家屋が今でも軒を連なっている。歴史的には水運・陸運の要地にあたる世木庄の中核集落で、木材の運搬による繁栄により、街道沿いに町化したようである。
飲食店
- キッチン天若 – ビジネスホテルを併設。日吉荘をリノベーションした店舗
- カフェeco.epoch – 1940年（昭和15年）ごろに建てられた米穀店をリノベーションした店舗で、2023年（令和5年）5月21日にオープンした[258]。
- まるやま喫茶店
- アマンズガーデン – 京都丹波サイクルルート協力施設に登録[259]
- 殿田まちかどの「こしかけ」 – 殿田区自治会による喫茶サロン[210]。2021年（令和3年）12月18日にオープン[260]。

医療
- 吉田医院（内科）

理容・美容
- サツキ美容室
- シスター美容室
- ヘアスタジオホリ

その他
- Forest tools shop（日吉町森林組合による森の道具屋）
- 昭和堂クリーニング店
- 総悠館
- 明田商店
- パン工房みのり
- 日吉電器商会
- 輪駆堂
- クラウンヒルズ京都GC（ゴルフ場）

### 葬儀
- 香典返し禁止のルール – 旧日吉町内の人からの香典については、香典返しをせず、礼状のみとする申し送りがある[261]。

### 埋葬

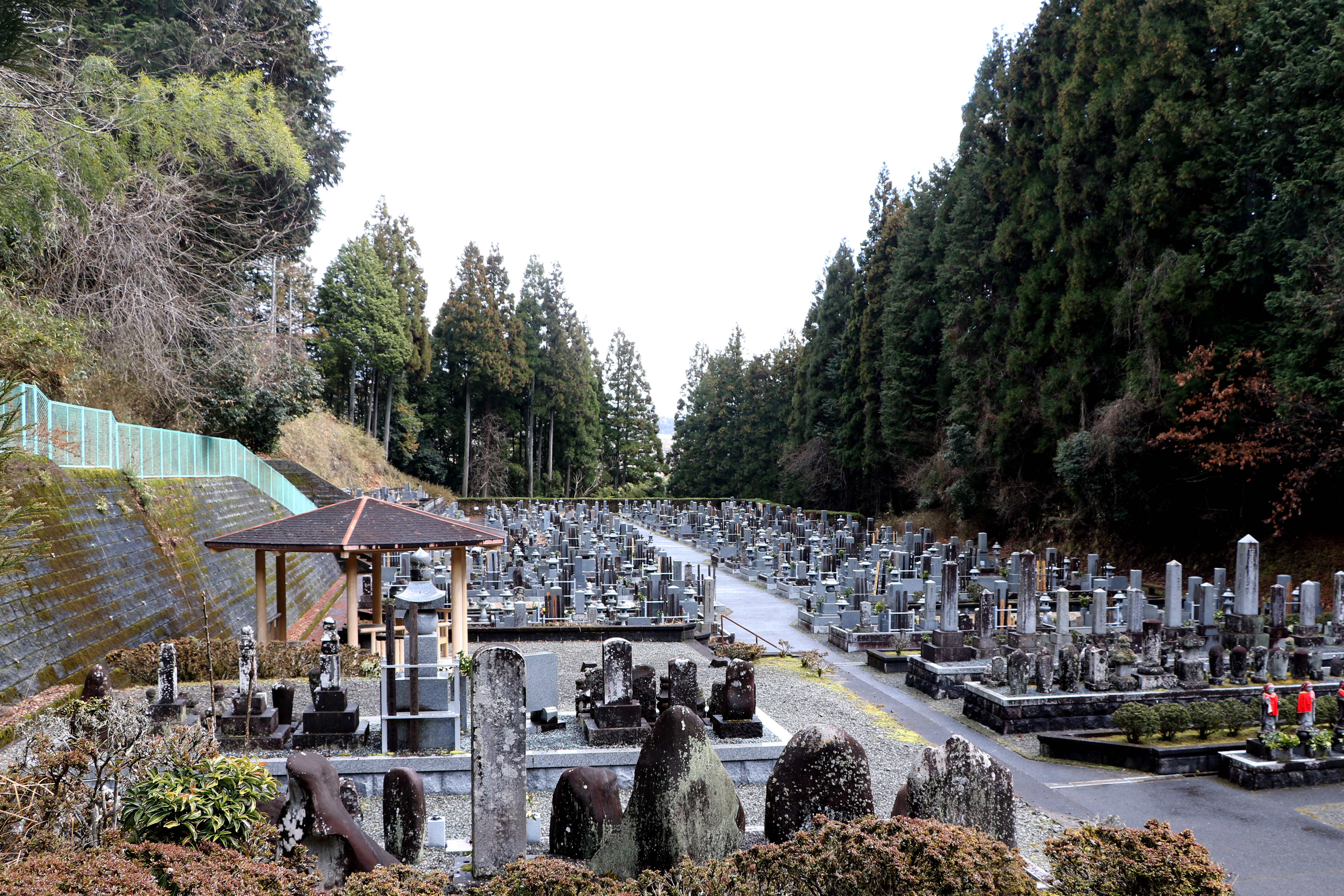
ヒノ谷墓園。天若村と中村から移転された墓碑が置かれている。2025年4月7日撮影。

かつての土葬の墓は、大堰川（桂川）の右岸、河内堰（現在の大西堰）と田原川合流地の間にあったが、水害で流出が繰り返されることから、石橋町車橋の上、猫谷（ねこたに）に移設された。そこも狭くなり、上ノ山に移った。火葬場は、殿田の財産区所有となっている向山の山中や、猫谷にあったといわれている。殿田では、土葬の際に松明が使われていた。
現在の墓地
- ヒノ谷墓園
- 曹源寺墓地
- 上ノ山墓地（殿田共同墓地）
- 名称不明 – 殿田イチバの山林内

### 通信運搬

#### NTT固定電話
同じ南丹市内であっても、園部MAの日吉町殿田と、亀岡MAの八木町地区の相互通話には、市外局番 (0771)が必要である。
- 収容局 – 西日本電通電話株式会社京都支店京都日吉別館（NTT西日本 京都日吉電話交換所）、日吉町保野田前田[264]。

| 番号区画コード | 単位料金区域 | 市外局番 | 市内局番 |
| -------------- | ------------ | -------- | -------- |
| 418            | 園部MA       | 0771     | DE72     |

#### 日本郵便

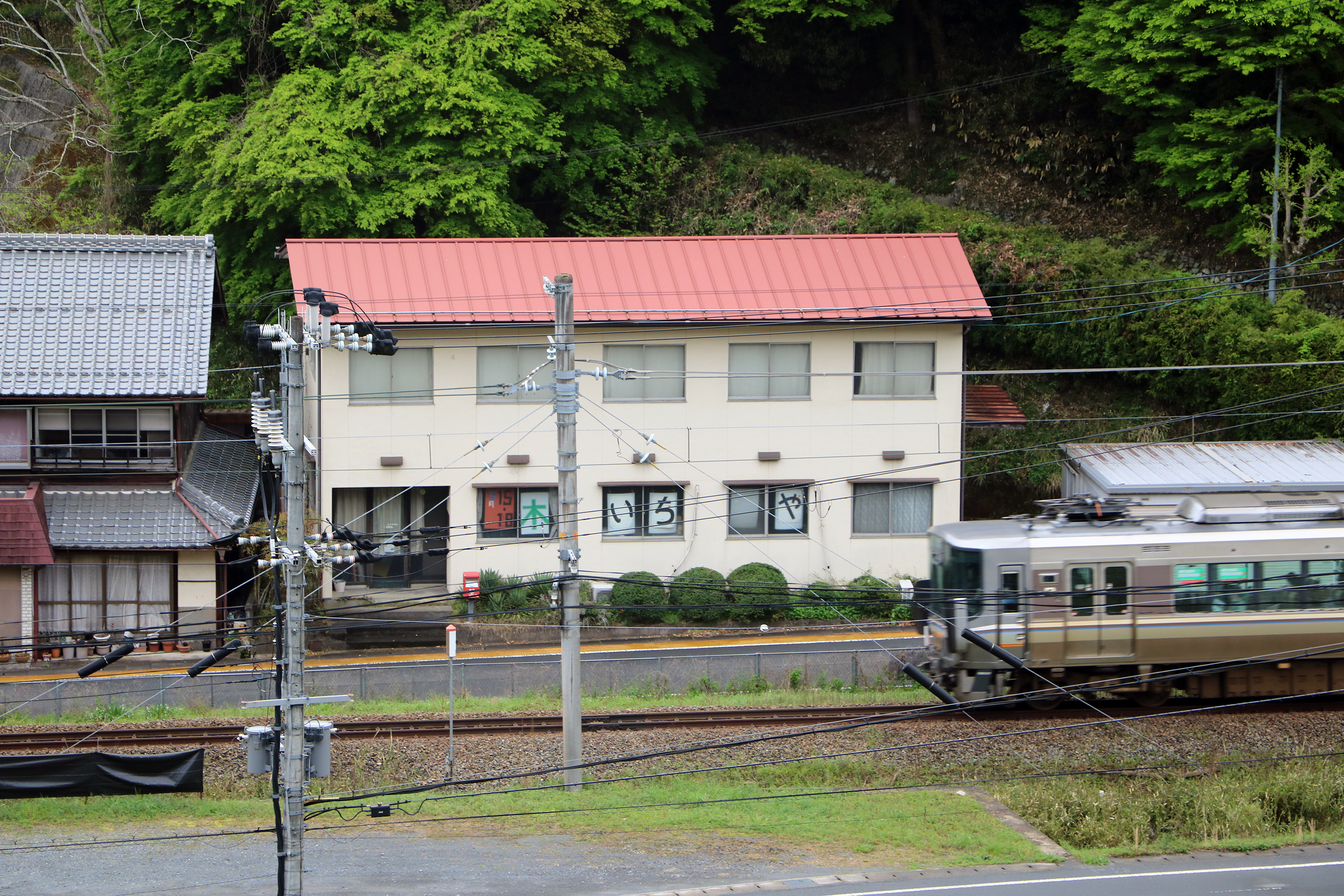
日吉町殿田西小牧にある、旧・日吉郵便局の建物（中央にある赤い屋根の建物）。2024年4月21日撮影。

- 郵便番号 – 629-0341[9]
語呂合わせで「無肉 丸み余韻」と覚える。
- 集配局 – 園部郵便局[265]
- 日吉郵便局（旧・殿田郵便局） – 局コード44035
1878年（明治11年）1月16日、殿田小字西小牧230に殿田郵便局が開設。1959年（昭和34年）4月1日、日吉郵便局に改称。 1988年（昭和63年）11月14日、現在地の日吉町保野田市野6-8に移転[266]。
- 郵便ポスト[267]
  - ポスト番号214152 – 旧つるや酒店の前（殿田前田11-24）。型:差出箱14号W
  - ポスト番号214153 – 旧サワタヤ洋品店隣り（殿田前田16）。型:差出箱14号
  - ポスト番号214154 – 旧日吉郵便局の前（殿田西小牧24）。型:差出箱14号
  - ポスト番号214161 – 明田商店の前（殿田尾崎4）。型:差出箱14号

### 天気予報

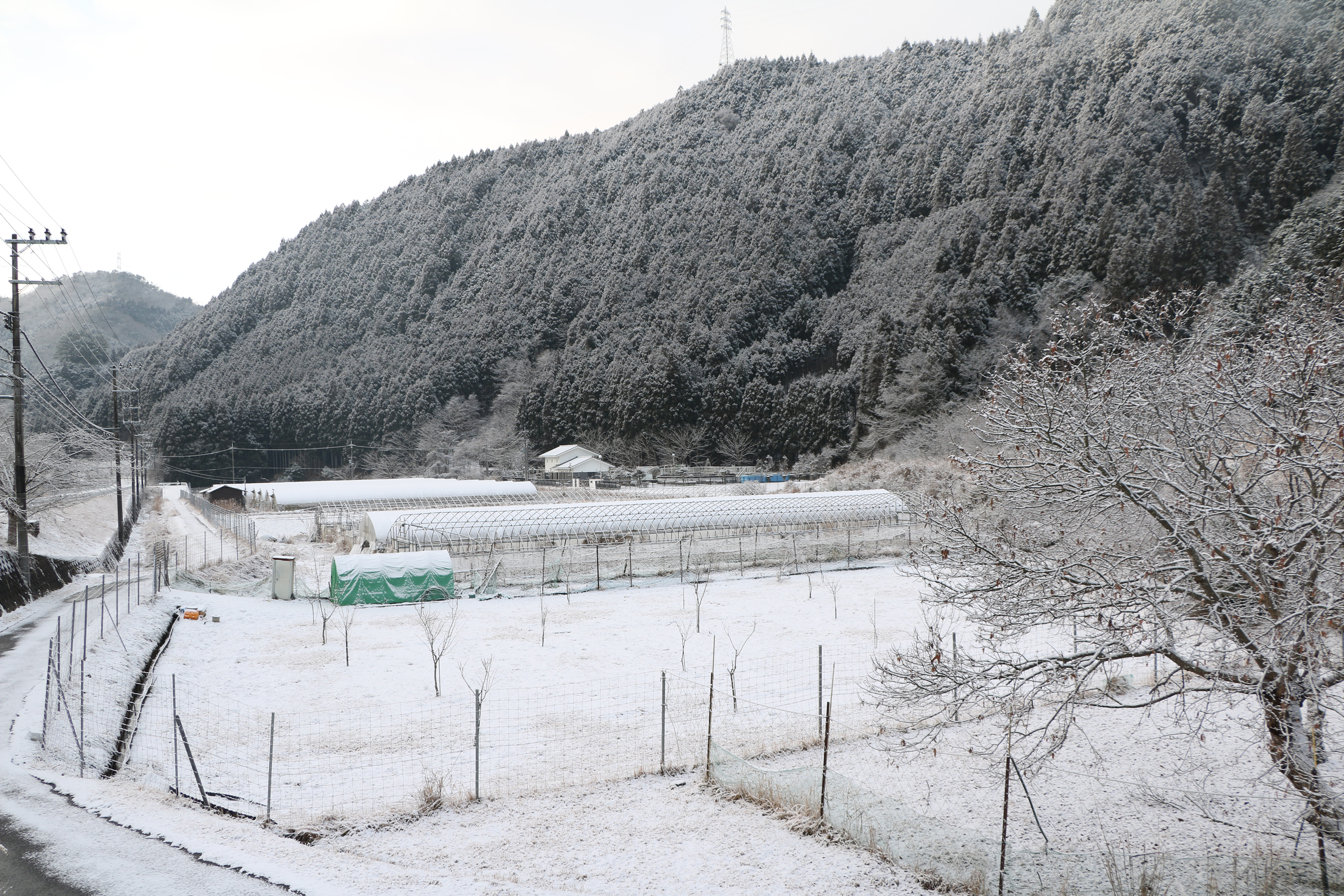
雪が積もる農地（日吉町殿田イチバ）。2025年2月23日早朝に撮影。

気象庁の区分は、京都府南部地方。殿田では、独自の天気予報も伝わっている。
- 朝雪は日和の花

ちらちら雪が降る朝は天気がよくなるという意味で殿田住民が使っていることわざ。
- 阿保（あほ）が喜ぶ十時あかり

10時ごろにやんだ雨は午後に再び降ることが多いため、単純に喜んではいけないという意味で殿田住民が使っていることわざ。
- 辰巳から雲が流れたら雨が確実に降る

南東（辰巳）は大向山がある方角。
- 行者山が曇ると雨が近い

行者山がある方角は南西（羊申）。
- 羊申から雲が流れると雨が降ったり止んだり

これを「エテコのだふり」とも言う。
- 丑寅は荒れる

成就院がある北東（丑寅）から雲が流れたら台風が来るという言い伝え。
- 戌亥から雲が流れると寒くなる

北西（戌亥）は日吉神社の裏山がある方角。西高東低の冬型気候時の風の動きを表している。

### 水道

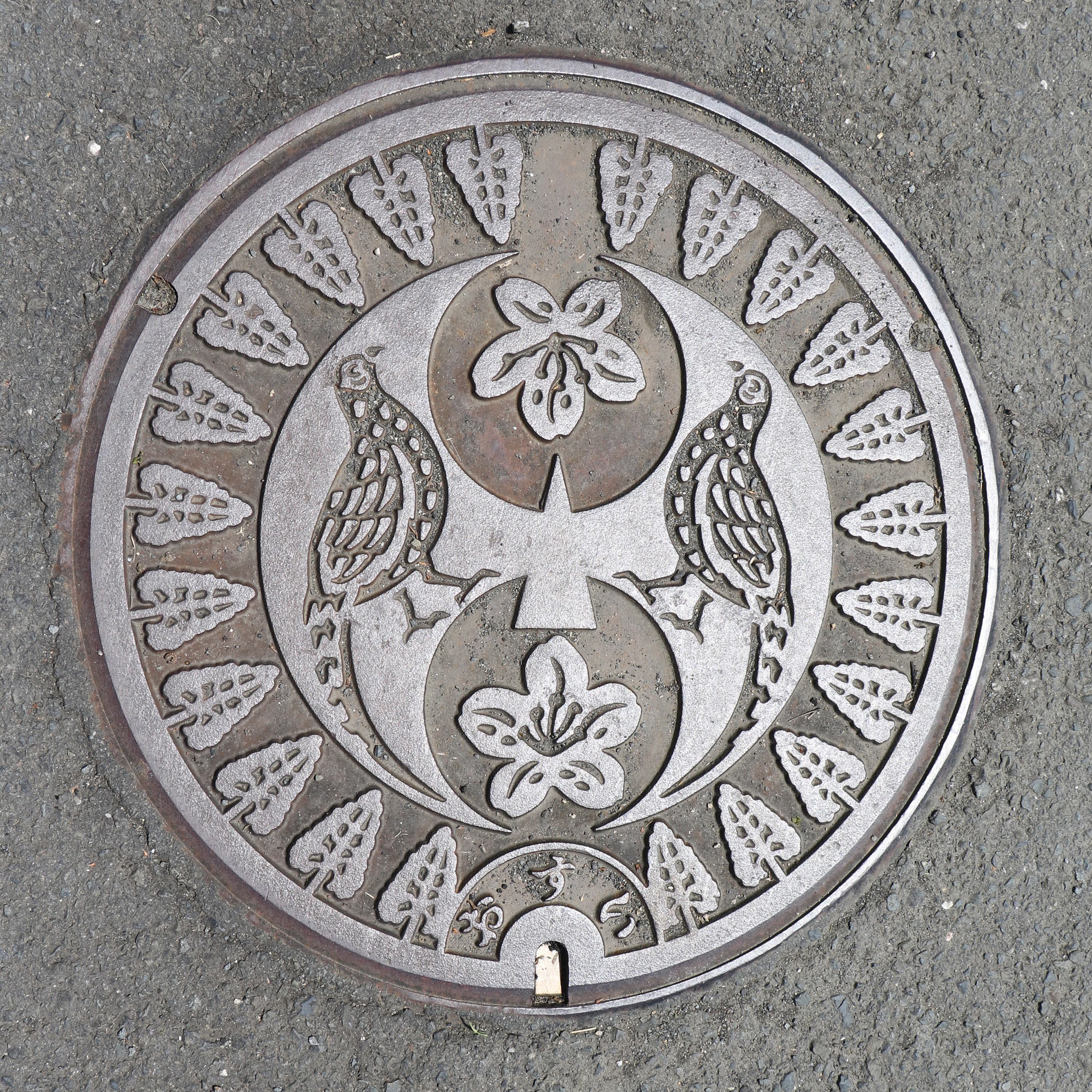
殿田を含む旧日吉町全域で使われている汚水用のマンホールの蓋。町章の周りにスギ（町の木）、内側にツツジ（町の花）とヤマドリ（町の鳥）が描かれたマンホールの蓋。

簡易水道　殿田は、日吉中央簡易水道事業（計画人口5,000人、計画給水量3,000m3/日）の範囲に含まれる。田原川で取水し、殿田浄水場で処理後、給水されている。殿田には5ヵ所に配水池があり、全て鉄筋コンクリート構造。5基の配水池の総容量は1587.1m3。
下水道　殿田で出た排水は、南丹市日吉殿田浄化センター（特定環境保全公共下水道）で処理され、桂川に放流されている。

### 電気
一般送配電事業者：関西電力送配電
- 交流電気の周波数 – 60Hz[272]

殿田に引かれている送電線系統
- 新綾部園部線（関西-京）

送電線No – 京47
電圧　　 – 77kV
回線数　 – 2
設備容量 – 163MW
鉄塔数　 – 8基（前山から志和賀までの区間）
- 桧山線（関西-京）

送電線No – 京184
電圧　　 – 33kV
回線数　 – 1
設備容量 – 18MW
- 美山線（関西-京）

送電線No – 京185
電圧　　 – 33kV
回線数　 – 1
設備容量 – 18MW
- 上野線（関西-京）

送電線No – 京186
電圧　　 – 33kV
回線数　 – 1
設備容量 – 18MW
近隣にある変電所
- 殿田配電塔 – 日吉町田原梶河原

変電所No – 京FE
電圧 1次 – 33kV
電圧 2次 – 6.6kV
台数　　 – 1台
設備容量 – 2MW

### 生活ごみの回収
可燃ごみはおおむね組単位に設けられた拠点で回収される。ほかのごみ等（有価物含む）は、殿田区内の3カ所（殿田中学校前旭橋、殿田東町踏切駐車場、小牧会議所前）に設けられたリサイクルステーションに集められて回収される。
アルミ缶の回収
アルミ缶の回収カゴが日吉町殿田交流センターなどに設置されており、社会福祉法人南丹市社会福祉協議会が運営する就労継続B型事業所のひよし舎（旧ワークセンターびび日吉分所）が回収および分別を行っている。

### 最寄りのATM
殿田内に現金自動預け払い機（ATM）は設置されていない。最寄りは日吉駅横となる。
- 京都信用金庫 – 日吉町保野田市野。日吉駅横
- 京都銀行 – 日吉町保野田市野。日吉駅横
- ゆうちょ銀行 – 日吉町保野田市野。日吉郵便局
- 京都農業協同組合 – 日吉町保野田島田。JA京都日吉支店
- 京都中央信用金庫 – 亀岡市千代川町小川1丁目。ドラッグユタカ千代川店前

### 最寄りのガソリンスタンド
- キグナス石油 セルフカントリースクエア日吉SS – 日吉保野田島田

## 情報

### 自治会情報
殿田区自治会からの情報および、南丹市や殿田駐在所など各種団体から殿田区自治会が周知依頼を受けた情報は、主に次の手段で伝達される。
- 全戸配布 – 月2回
- 組集会 – 集会頻度は組によって異なる。
- 回覧板 – 組単位。不定期
- 屋外掲示板 – 組単位の集会施設や、日吉殿田活力倍増センターに屋外掲示板が設置され、殿田区自治会からの伝達事項のほか、火災予防や人権啓発などのポスターが貼られている。活力倍増センターの掲示板は、自治会から南丹市への要望で2024年（令和6年）に設置されたもの。

### 無線放送
南丹市が各世帯に無償で1台（2台目から有償）貸し出す戸別受信機や屋外拡声子局から、行政関連情報などが放送されている。#防災行政無線を参照。

### マスメディア

#### テレビ
1970年（昭和45年）、NHKが大向山にUHFテレビ中継放送所を設置した。ここの共同受信施設から殿田は放送波を受信してきたが、2007年（平成19年）に日吉町地区での光ケーブル（FTTH方式）によるテレビサービスが開始した。

#### ラジオ
放送局ごとの殿田での周波数は次の表の通り。
| ラジオ局名                  | 周波数       | ワイドFM |
| --------------------------- | ------------ | -------- |
| NHK FM 京都                 | 京都 82.8MHz | –        |
| α-STATION（エフエム京都）   | 京都 89.4MHz | –        |
| NHK 京都 第1放送            | 大阪 666kHz  | –        |
| NHK 京都 第2放送            | 大阪 828kHz  | –        |
| KBS京都（京都放送）         | 京都 1143kHz | 94.9MHz  |
| ABCラジオ（朝日放送ラジオ） | 大阪 1008kHz | 93.3MHz  |
| MBSラジオ                   | 大阪 1179kHz | 90.6MHz  |
| OBCラジオ（ラジオ大阪）     | 大阪 1314kHz | 91.9MHz  |

在阪民放ラジオ局京都中継局（京都市東山区今熊野総山町）は2023年（令和5年）10月30日に廃局した。1997年（平成9年）4月より殿田で受信できていた朝日放送ラジオ、MBSラジオ、ラジオ大阪の京都中継局からの中波放送（AM波放送）は、2023年10月29日に終了している。

#### 新聞
地方紙の京都新聞と、五大紙の毎日新聞・読売新聞・朝日新聞・日本経済新聞・産経新聞などで戸別配達が行われている。京都新聞と五大紙の殿田を管轄する新聞販売店は日吉町保野田前田にある安達新聞舗で、合売店。しんぶん赤旗と聖教新聞は別で専売店がある。

## 学校

### 小・中・高校の学区

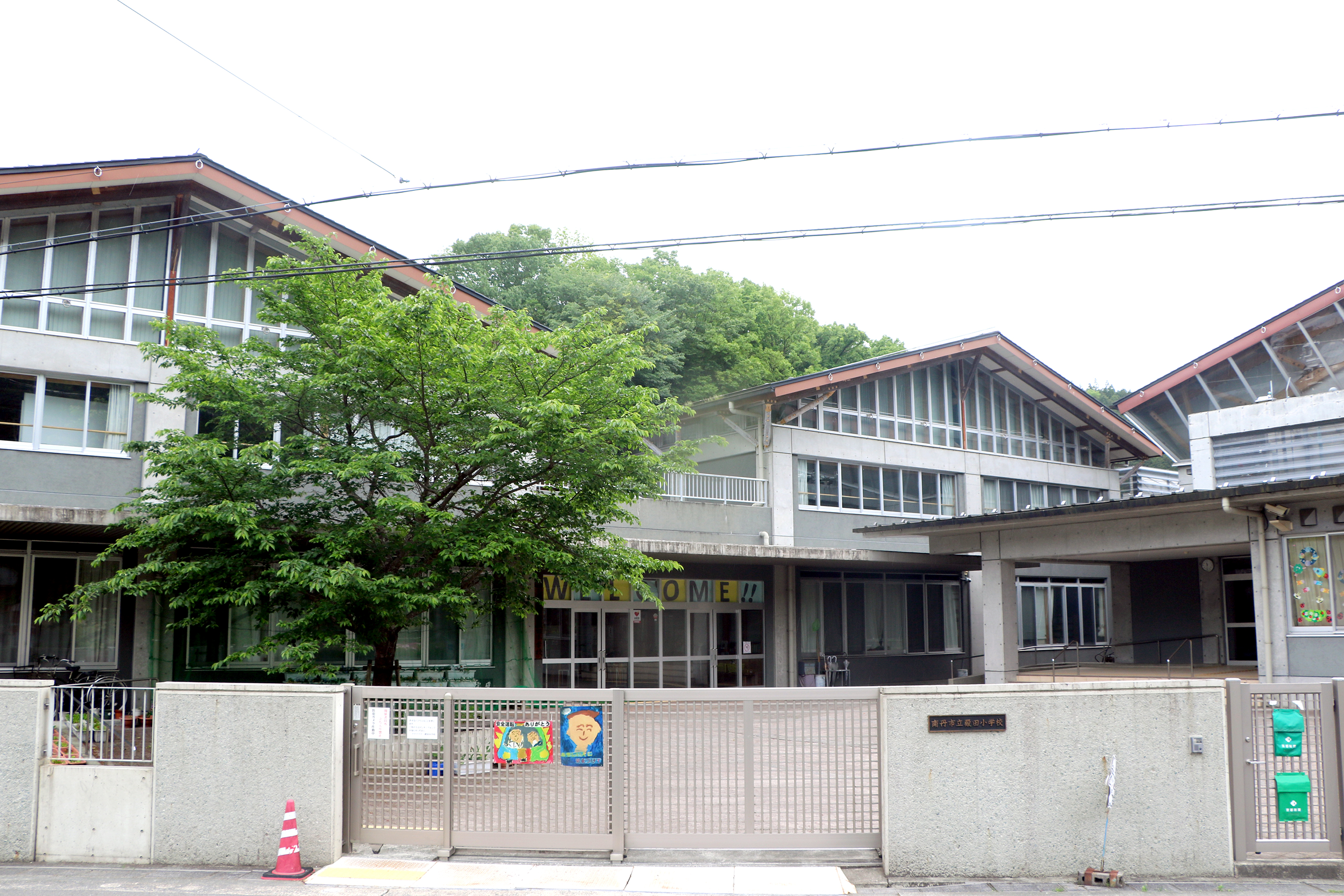

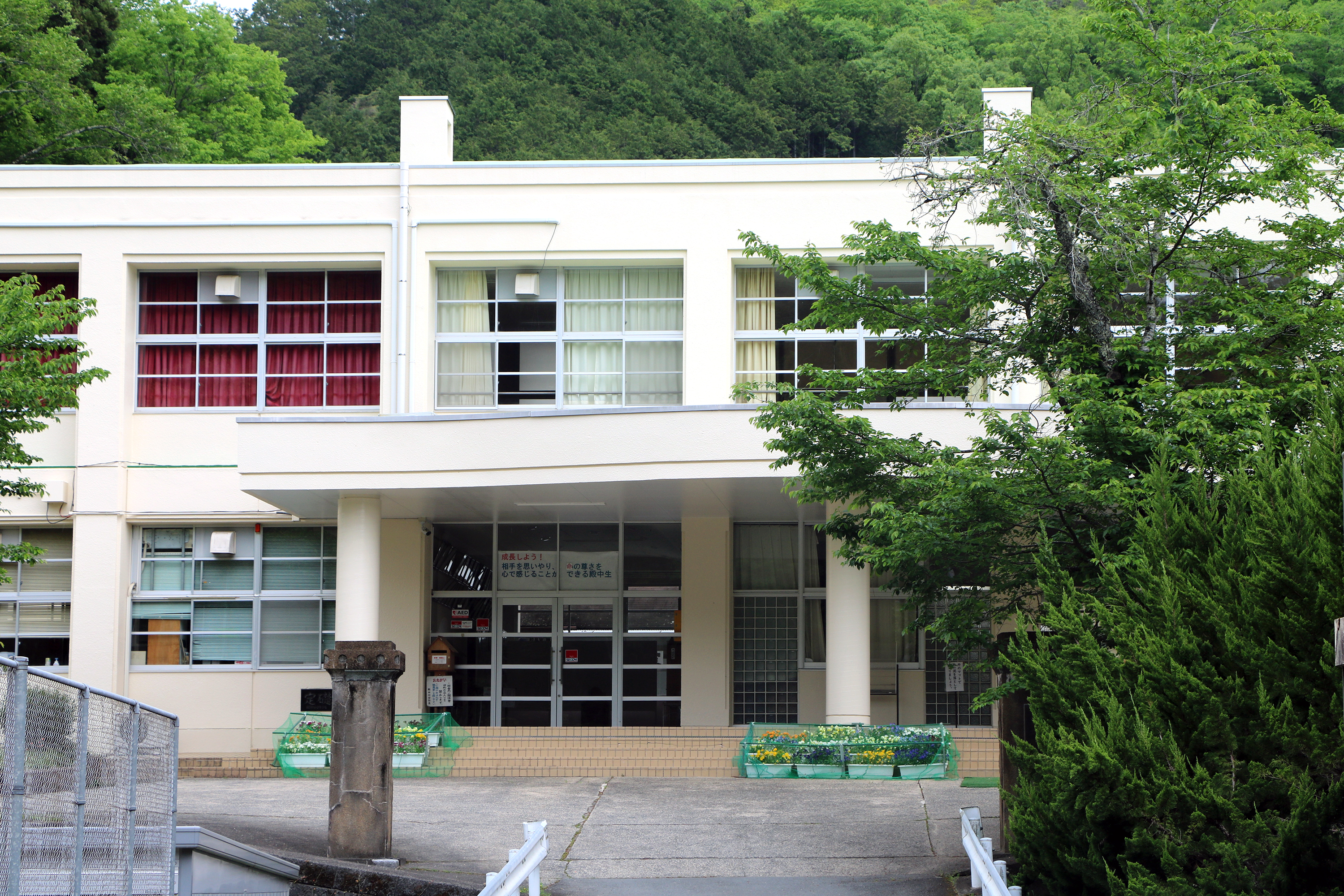

市立小・中学校および府立高校の学区（校区）は以下の通りとなる。
| 地名       | 小字・番地 | 小学校             | 中学校                                              |
| ---------- | ---------- | ------------------ | --------------------------------------------------- |
| 日吉町殿田 | 全域       | 南丹市立殿田小学校 | 南丹市立殿田中学校 京都府立園部高等学校・附属中学校 |

| 京都府立高等学校 | 京都府立高等学校               |
| ---------------- | ------------------------------ |
| 口丹通学圏       | 京都府立園部高等学校           |
| 口丹通学圏       | 京都府立農芸高等学校           |
| 口丹通学圏       | 京都府立須知高等学校           |
| 口丹通学圏       | 京都府立北桑田高等学校         |
| 口丹通学圏       | 京都府立北桑田高等学校美山分校 |
| 口丹通学圏       | 京都府立南丹高等学校           |
| 口丹通学圏       | 京都府立亀岡高等学校           |

### 放課後児童クラブ
南丹市立殿田小学校内に南丹市直営の放課後児童クラブ「殿田ひまわり」が設けられている。

### 通学路の除雪
通学路に積雪があった際、道路に面した各家が登校時間までに除雪を行う慣習がある。

### 殿田にあった学校

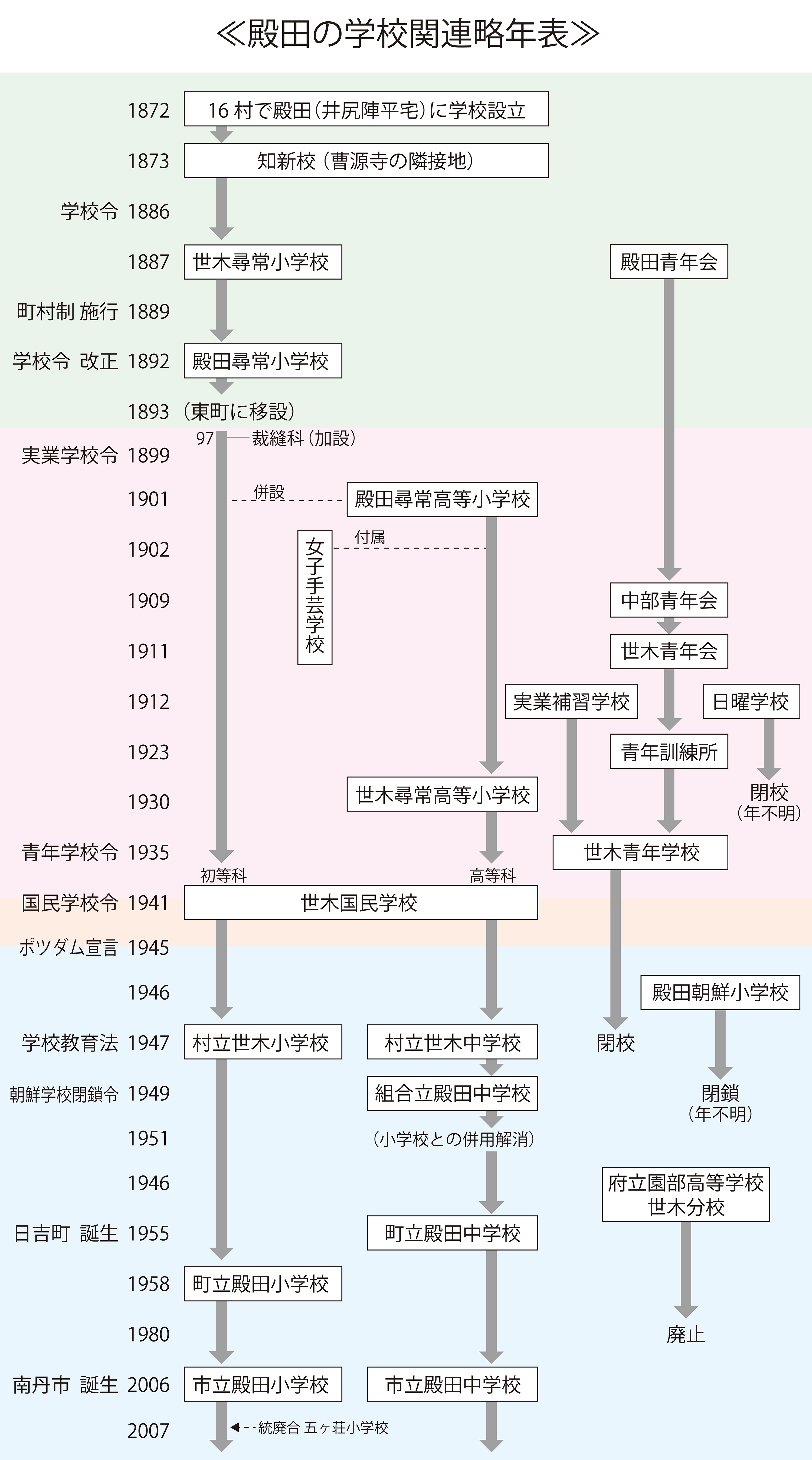
日吉町殿田の学校関連略年表。1972年（昭和47年）～2006年（平成18年）

#### 知新校
1872年（明治5年）8月、現在の日吉町にあった片野、木住、稗生、小畑、安鳥、上谷、下谷、牧山、中村、世木林、宮村、上世木、殿田の各村と、今の園部町船岡にあった上河内、藁無、松尾の計16村でつくる組合で、殿田の井尻陣平宅を借り、この地にはじめての学校が設立された。翌年1873年（明治6年）、曹源寺の隣接地にあった小寺に修繕を加えて校舎とした。同年6月、開校式を掲げ「知新校」と名付けられ、生徒は男176名、女61名だった。

#### 世木尋常小学校
1887年（明治20年）、一時独立していた知新校、執中校（中世木）、楽生校（生畑）が合併し、「世木尋常小学校」となった。1889年（明治22年）の町制実施の際、天若の温知校は、世木尋常小学校の天若分校となった。

#### 殿田尋常小学校
1892年（明治25年）、小学校令の改正で、天若、中世木、生畑の分教場は再び独立し、「世木尋常小学校」は「殿田尋常小学校」に改称した。1893年（明治26年）年9月10日、場所を曹源寺から東町の殿田前田に移転した。1897年（明治30年）2月に裁縫科が加設された。1908年（明治41年）4月の小学校令の改正で義務教育年限が6年間に延長し、独立校であった中世木尋常小学校を殿田尋常小学校の分教場として尋常4年までの教授が行われた。

##### 女子手芸学校
1903年（明治36年）4月、「殿田尋常小学校付属女子手芸学校」が開校した。

#### 殿田尋常高等小学校
1901年（明治34年）4月、殿田尋常小学校に2年程度の高等科が併設されて「殿田尋常高等小学校」を開校。高等科教室が増設されて同年11月8日に落成式が行われている。1903年（明治36年）4月に高等科修業年限が4年に変更した。

#### 世木尋常高等小学校
1930年（昭和5年）3月31日、「殿田尋常高等小学校」のほか、生畑、中世木、天若校が廃止され、「世木尋常高等小学校」が開校。本校が殿田、ほかが分校となった。

#### 青年会・青年訓練所
1887年（明治20年）ごろ、世木村の各大字に青年会が設立された。1909年（明治42年）1月、殿田、中世木、木住、中が合併して「中部青年会」となった。1911年（明治44年）1月、中部、天若、生畑が合併して「世木青年会」が設立した。青年会の主な事業は冬期夜学を開講して補習教育を普及することだった。1923年（大正12年）には、各学校に青年訓練所が開設して、軍事教練が実施された。

#### 実業補習学校
1912年（明治45年）1月、殿田尋常小学校に併設して実業補習学校が開校。同年1月20日に校舎増築と改築の落成式が行われた。

#### 青年学校
1935年（昭和10年）4月に青年学校令が公布され、同年10月に実業補習学校と青年訓練所を統合して青年学校が発足した。1947年（昭和22年）3月の学校教育法の施行に伴い、同日に青年学校令が廃止された。

#### 世木国民学校
1941年（昭和16年）3月1日の国民学校令により、同年4月1日に「殿田尋常小学校」が「世木国民学校」の初等科、「世木尋常高等小学校」が同国民学校の高等科となった。

#### 世木小学校
1947年（昭和22年）に施行した学校教育法により、「世木国民学校」の初等科が「世木小学校」になる。日吉町誕生に向けた三村合併協議会での合併条件として小学校の統廃合が盛り込まれ、1955年（昭和30年）4月1日の日吉町誕生から3年後の1958年（昭和33年）、世木小学校の本校、生畑、中世木、天若の4分校、五ヶ荘小学校の田原分校、胡麻郷小学校の志和賀分校の計6校を廃止して「日吉町立殿田小学校」となった。

#### 世木中学校
1947年（昭和22年）5月、世木小学校の校舎を借用し、世木国民学校高等科を廃して「世木村立世木中学校」が開校した。1949年（昭和24年）、世木中学校・五ヶ荘中学校・胡麻郷中学校を廃止して「組合立殿田中学校」が設立。校舎ができるまでは、世木中学校を殿田中学校の本校、五ヶ荘・胡麻郷中学校をその分校とした。1951年（昭和26年）、木造2階建10教室と特別教室2で竣工し、両分校の廃止と、小学校との借用状態を解消した。1955年（昭和30年）4月1日、日吉町の誕生で、「日吉町立殿田小学校」に改称した。

#### 殿田朝鮮小学校
第二次世界大戦が終結した1945年（昭和20年）の10月、在日本朝鮮人連盟（朝連）の京都府本部が結成された。朝連京都府本部が中心となり、分会ごとに分会事務所、戦時期の工事現場の飯場、個人宅、公共施設などの建物で国語講習所の開設を進めた。当初の名称は多様で、クゴハッキョ（国語学校）、ウリハッキョ（我々の学校）ソウニョダン（少年団）、ヤハッキョ（夜学校）などと呼ばれた。教員には植民地期に文字を学んだことのある有識者や朝鮮人学生などが充てられた。殿田では、殿田分会事務所を校舎に殿田朝鮮小学校が1946年（昭和21年）に開始した。授業は朝からで、児童約25人、教員1人の規模だった。1949年（昭和24年）に朝鮮学校閉鎖令（GHQの意向による文部省の通達）があった。

#### 園部高校 世木分校
1948年（昭和23年）9月1日、農村での農業後継者と婦人の育成を目標として新教育制度の定時制教育がスタートし、殿田に京都府立園部高等学校の定時制課程（農業・家庭科）の世木分校が設置された。世木分校の第1回卒業生は10人だった。1980年（昭和55年）3月31日、世木分校は廃止された。

## 第一次産業

### 農業
桂川左岸の平坦部に集団化した農地と、京都府道19号園部平屋線西側の小規模団地の農地が主に水田として利用されており、土地基盤整備がすでに完了している。
南丹市農業委員会には約30名の農業委員が所属しており、殿田および田原（東雲）、中世木、生畑、木住、中、天若が一つの担当区分になっている。農地利用最適化推進委員の担当地区も同じ。
- かかし
JR山陰線の西側に沿った、第二殿田川橋梁付近から入ったところにある農地には、かかしが6体並べられている。
- シカよけイルミネーション
農事組合法人大向営農組合が府道沿いの大豆畑に設置している防獣柵は、2011年（平成23年）よりクリスマスシーズン限定で、青色のイルミネーションで彩られていた。シカ除けの効果向上をねらった取り組み[292]。今は行われていない。

### 林業

#### 千把山
世木村で取れる千把（雑木の薪）は）「世木の千把」と呼ばれ、「千把一束、米一升」と言われるほど高値がつけられた。千把は一尺六寸（約50cm）に切り、殿田では廻りを二尺六寸（約75cm）に束ねた。殿田の千把山では向山、城山、宮西、アチラ、旭山などで、その商いは戦前まで森林組合が行っていた。
宮村（現在の天若）出身であった吉田正三郎（元プロ野球選手・吉田義男の父）が京都市で薪炭商を営んでいたことから、殿田にとって得意客だった。1949年（昭和24年）に正三郎とユキノ（義男の母）が相次いで病死し、正雄（義男の2つ年上の兄）が跡を継ぎ、義男はシーズンオフに炭俵や薪束をリヤカーに積んで客のもとに運ぶなどと店を手伝っていた。

#### 共有林
1973年（昭和48年）時点、日吉町では、財産区を除いてすべて私有林であり、これは、1872年（明治5年）の地券発行以後、官有林をできる限り拡大するという方向での一連の官民有区分政策に対して、民有林であることの証拠を有していた故のことであり、明治初期において共有林に対する権利意識も一般に高かったと考えられる。京都府農業会議の資料によれば、1964年（昭和39年）の世木財産区は6.3町（62479.3㎡）、殿田区有林は6.0町（59504.1㎡）とある。

### 漁業

#### 漁業権区域
殿田区間を含む、世木ダム（日吉町天若）から寅天堰（南丹市八木町）までの桂川本流と、支流の田原川、園部川、本梅川（亀岡市宮前町猪倉橋より上流は除く）などが大堰川漁業協同組合の漁業権（第5種共同漁業権）の区域となっている。なお、世木ダムより上流は上桂川漁業協同組合、寅天堰より下流は保津川漁業協同組合の漁業権区域である。

#### 禁漁期間と体長制限（採捕禁止）
大堰川漁協の漁業権区域では、アユ、ウナギ、フナ、ニジマス（生態系被害防止外来種）の放流が行われ、年によって若干の違いはあるが、魚種によって禁漁期間や体長制限が表のように定められている。アユ漁の解禁は竿が6月、網が8月。6月から10月まで遊漁券の購入が必要。殿田西小牧にある伊藤畳店でも購入できる。
| 魚種                                 | 禁漁期間            | 体長制限（採捕禁止） |
| ------------------------------------ | ------------------- | -------------------- |
| アユ                                 | 1月1日〜解禁日前日  | ―                    |
| コイ                                 | 5月1日〜5月31日     | 15cm以下             |
| フナ                                 | 4月20日〜5月20日    | 10cm以下             |
| アマゴ                               | 10月1日〜2月28日    | 12cm以下             |
| ニジマス（生態系被害防止外来種）     | 10月1日〜解禁日前日 | 15cm以下             |
| ウナギ（ニホンウナギは絶滅危惧IB類） | 10月1日〜解禁日前日 | ―                    |

#### 鳥害防止の取り組み
大堰川漁協の管轄範囲でもカワウによる水産被害があり、近隣地である日吉ダム周辺や園部町船岡でカワウのねぐらが確認されている。大堰川漁協はカワウなどによる水産物への鳥害を防ぐため、桂川で防鳥テグス張りを行っている。 南丹市のカワウ一斉駆除によるアマゴ解禁日の遅れや飛散の影響で、近隣の漁協から広域での対応を求められることがあった。

## 救急・防災

### 自動体外式除細動器（AED）
殿田および隣接地にある自動体外式除細動器（AED）の設置場所は次の通り
。
- 日吉駅交流センター内待合室[305]
- 南丹市立殿田小学校1階玄関前（入って左手）[305]
- 南丹市立殿田中学校玄関入口[305]
- 南丹市役所日吉支所 2階ロビー[306]
- 道の駅スプリングスひよし A棟（レストラン側）エントランスホール、インフォメーション[305]
- 道の駅スプリングスひよし B棟（温泉側）フロント前、リラクゼーション横[305]
- 日吉ダム インフォギャラリー[306]
- 日吉ダム 管理所 玄関ホール[306]

### 公衆無線LAN
Nantan Free Wi-Fi設置場所
- 南丹市立殿田小学校 （体育館、ランチルーム）
- 南丹市立殿田中学校 （体育館、格技場）
- 日吉駅

### 近隣の公衆電話
第一種公衆電話 の設置場所
- 日吉町殿田交流センター横 – NTT北京都支店の管轄。公衆整理番号：園部1204

第ニ種公衆電話の設置場所
- 日吉駅内
- 道の駅スプリングスひよし内

特設公衆電話の事前設置場所
- 南丹市立殿田小学校内

### 防災行政無線
災害情報や行政情報などを音声で伝える通信設備として、防災行政無線が整備されている。家庭などに設置している「戸別受信機」と小学校などにある「屋外拡声子局」から音声が発せられる。区などに貸し出されている「地区遠隔制御装置」からも集落内放送ができる。
毎日12時と17時には、動作確認として時報音楽（ミュージックチャイム）が流される。12時がエーデルワイス、17時が夕焼小焼。
戸別受信機の設置場所
- 各戸（希望宅）

屋外拡声子局の設置場所
- 南丹市立殿田中学校のグラウンド
- 日吉町消防団第一分団第一部倉庫

地区遠隔制御装置の設置場所
- 殿田区自治会
- 南丹市立殿田小学校

### サイレン吹鳴
火災や氾濫の際にサイレン吹鳴がある。
- 火災信号

| 区分                            | 打鐘信号         | サイレン信号      |
| ------------------------------- | ---------------- | ----------------- |
| 報知信号 出動区域外の火災を認知 | 1点○             |                   |
| 応援信号 署所団特命応援出動     | 2点○○            | 鳴5秒 休6秒 鳴5秒 |
| 出動信号 署所団出動区域内       | 3点○○○           | 鳴5秒 休6秒 鳴5秒 |
| 近火信号 消防屯所から約800m以内 | 連打             | 鳴3秒 休2秒 鳴3秒 |
| 鎮火信号                        | 1点2点の班打○ ○○ |                   |

- 山林火災信号

| 区分                        | 打鐘信号           | サイレン信号        |
| --------------------------- | ------------------ | ------------------- |
| 応援信号 署所団特命応援出動 | 3点2点の班打○○○ ○○ | 鳴10秒 休2秒 鳴10秒 |
| 出動信号 署所団出動区域内   | 3点2点の班打○○○ ○○ | 鳴10秒 休2秒 鳴10秒 |

- 火災警報信号

| 区分             | 打鐘信号                | サイレン信号        |
| ---------------- | ----------------------- | ------------------- |
| 火災警報発令信号 | 1点4点の班打○ ○○○○      | 鳴30秒 休6秒 鳴30秒 |
| 火災警報解除信号 | 1点2個と2点の班打○ ○ ○○ | 鳴10秒 休3秒で1分間 |

- 水防信号[311]

| 区分                                   | 警鐘信号    | サイレン信号（警報音） |
| -------------------------------------- | ----------- | ---------------------- |
| 第1信号 氾濫注意水位                   | ○休 ○休 ○休 | 鳴5秒 休15秒 鳴5秒     |
| 第2信号 水防団員・消防機関出動         | 3点○○○      | 鳴5秒 休6秒 鳴5秒      |
| 第3信号 水防管理団体の区域内居住者出動 | 4点○○○○     | 鳴10秒 休5秒 鳴10秒    |
| 第4信号 避難すべき                     | 乱打        | 鳴1分 休5秒 鳴1分      |

そのほか、動作確認と火災予防啓発のため、殿田では毎月1日と、春・秋の火災予防週間にもサイレン吹鳴が実施される。。
- 毎月1日21時
1分間長符一声
- 春の火災予防週間（3月1日～7日）
1分間長符一声
- 秋の火災予防週間（11月9日～15日）
1分間長符一声

### 日吉ダム放流のサイレン等

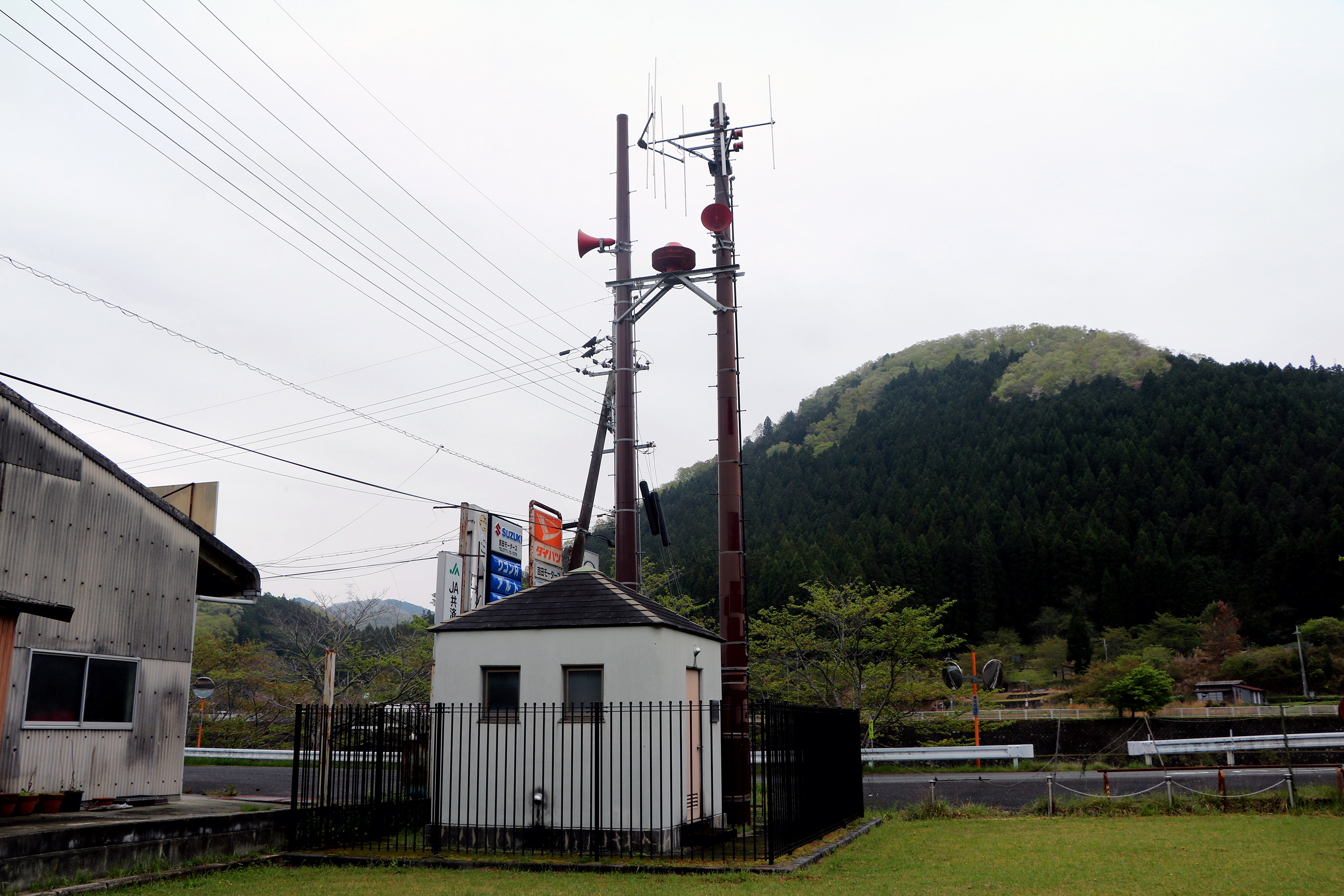
日吉町殿田前田、殿田ふれあいパークの端にある、前田警報局。水資源機構日吉ダム管理所より、放流の警報が知らされる。2024年4月21日撮影。

洪水で日吉ダム が放流を行う場合、警報局や警報車などによるサイレンや放送によって一般に周知が行われる。警報局は日吉ダムから園部川の合流地点までの区間に16ヵ所設置され、うち殿田区間の設置場所は次の4ヵ所である。
- 小道津警報局（ことづ）
- 前田警報局（まえだ）
- 平岩警報局（ひらいわ）
- 端切警報局（はしきり）

| 放送タイミング                                                                                           | 音声 | サイレン信号         |
| --- | --- | -------------------- |
| 常用洪水吐きゲートからの放流により川の水が増えることが想定されるとき                                     | こちらは日吉ダム管理所です。上流に強い雨が降ったため、ダムからの放流を徐々に増やしていきます。川の水かさが増えるため、危険です。川に入っている人は、速やかに川から出てください。 | 鳴45秒 休15秒 鳴45秒 |
| 緊急放流（異常洪水時防災操作）に移行する可能性があるとき（3時間前・1時間前）および緊急放流を開始するとき | 緊急効果音 – 日吉ダムより緊急連絡をします。これまでに経験のないような異常な洪水が発生しており、川の水位が急上昇します。ただちに命を守る行動をとってください。                    | 鳴45秒 休15秒 鳴45秒 |

### 事前通行規制
京都府道19号園部平屋線の園部町船岡から日吉町殿田までの区間は落石と土砂崩落の危険があるため、事前通行規制区間に設定されている。設定区間は3Kmで、殿田新葉と園部町船岡吉坂に遮断機が設置されている。殿田雨量観測所（殿田大貝15-2）の連続雨量が100mmに達した場合に交通規制の通行注意、150mmに達した場合に通行止(予備観測)となる。その際のう回路は、国道9号と京都府道80号日吉京丹波線に設定されている。

### 避難所

#### 収容避難所
- 南丹市立殿田小学校[315]

#### 一時避難所
- 南丹市日吉殿田活力倍増センター[315]

#### 臨時避難所
- 南丹市立殿田中学校[316]
- 南丹市日吉はーとぴあ[315] – 日吉町保野田垣ノ内11番地
- 南丹市立ひよしこども園[315] – 日吉町保野田垣ノ内11番地･12番地1合地

#### 自主避難所
- 南丹市役所日吉支所[317] – 日吉町保野田市野3番地1

#### 福祉避難所
殿田近隣の福祉避難所は次の1ヵ所。
- 特別養護老人ホームはぎの里 – 日吉町胡麻萩原15

#### 原発事故の避難所
殿田は、高浜発電所から約40km、大飯発電所から約45kmの距離にある。環境放射能水準調査地点は、殿田を含めて日吉町内にはない。近隣では、園部町小山東町藤ノ木21に原子力規制委員会原子力規制庁が設置・管理する1mモニタリングポストの園部測定所がある。福井県にある両原子力発電所のいずれかで事故などがあった際、半径30km圏内に住む全住民が避難できるよう、殿田内では収容可能施設として、殿田中学校（収容能力1,491人）と殿田小学校（1,367人）が避難所、日吉殿田活力倍増センター（150人）が緊急時ストックの避難所に指定されている。なお、殿田と同じ南丹市内の美山町（発電所から30km圏内）住民の避難先は淡路島（兵庫県洲本市や南あわじ市など）、避難退域時検査場所候補地として京都府立丹波自然運動公園（船井郡京丹波町曽根崩下代110-7）が指定されている。

#### 移設可能な避難所
- キャンプハウス – スプリングスひよし（日吉町中）
日頃は商業施設だが、発災時には避難施設としてフェーズフリーに活用できるDODの移設可能なテント[323]。

### 災害ボランティア
日吉町内の現地ボランティアセンター候補地は次の通り。
第1候補：日吉はーとぷあ　 – 保野田
第2候補：日吉産業振興会館 – 殿田
第3候補：日吉防災センター – 保野田

### 災害医療体制

#### 地域災害拠点病院
- 京都中部総合医療センター – 八木町八木上野25番地
二次医療圏の南丹医療圏（殿田を含む南丹市ほか、亀岡市、京丹波町）を管轄する地域災害拠点病院[325][326]。2017年（平成29年）5月1日までの旧名称は公立南丹病院[327]。同医療センサーには、京都府災害対策本部や市町村などに対する災害医療体制確保の助言、そのほか各種機関との調整を行う京都府災害医療コーディネーターが京都府からの委嘱で配置されている[328]。

#### 災害派遣医療チーム
殿田は、災害派遣医療チーム（DMAT）の近畿ブロック（滋賀県、京都府、大阪府、兵庫県、奈良県、和歌山県）内にある。

#### 災害対策用ヘリコプター
殿田にある災害対策用ヘリコプターの離着陸場は次の1ヵ所。
- 南丹市立殿田中学校のグラウンド[330]

### 消防
- 京都中部広域消防組合管轄区域
  - 最寄りは園部消防署日吉出張所（日吉町胡麻イカガヘラ13-9）
- 南丹市消防団日吉支団第1分団第1班（殿田班）の活動区域[67]

| 名称 | 南丹市消防団 | 日吉支団   | 第1分団      | 第1部        | 第1班 |
| 範囲 | 南丹市全域   | 日吉町全域 | 世木地区全域 | 殿田・中世木 | 殿田  |

#### 屋外の消火設備
| 設置場所                               | 設備内容                         |
| -------------------------------------- | -------------------------------- |
| とーくほーる前                         | 消火栓蓋、ホース格納箱           |
| 天理教神博分教会前の三叉路             | 消火栓蓋、ホース格納箱           |
| 公文式 殿田教室近くの三叉路            | 消火栓蓋、ホース格納箱、防火水槽 |
| 大西堰近く桂川右岸                     | 消火栓蓋、ホース格納箱           |
| 殿田駐在所裏                           | 消火栓蓋、ホース格納箱           |
| 殿田駐在所西側                         | 消火栓蓋、ホース格納箱           |
| 東町 若宮八幡神社前                    | 消火栓蓋、ホース格納箱           |
| 消防詰所横の空き地付近                 | 消火栓蓋、ホース格納箱           |
| 東踏切近くのゴミステーション前         | 消火栓蓋、ホース格納箱           |
| 東踏切から上丿山に車道を登った所       | 消火栓蓋、ホース格納箱           |
| 南丹市日吉体験の森 入口                | 消火栓蓋、ホース格納箱           |
| 大貝集会所跡前                         | 消火栓蓋、ホース格納箱、消化器   |
| 殿田中学校前グラウンド横               | 消火栓蓋、ホース格納箱           |
| 大貝橋と殿田小学校前の間               | 消火栓蓋、ホース格納箱           |
| 明田商店前                             | 消火栓蓋、ホース格納箱           |
| 日吉産業振興会館付近                   | 消火栓蓋、ホース格納箱           |
| アマンズガーデン付近                   | 消火栓蓋、ホース格納箱、消化器   |
| 井尻建設株式会社作業場付近             | 消火栓蓋、ホース格納箱           |
| 成就院参道入口                         | 消火栓蓋、ホース格納箱           |
| イチバ 山陰本線側道                    | 消火栓蓋、ホース格納箱           |
| 曹源寺付近                             | 消火栓蓋、ホース格納箱           |
| 総悠館前                               | 消火栓蓋、ホース格納箱           |
| 「丹波梅若の道」信号機のある三叉路付近 | 消火栓蓋、ホース格納箱           |
| 町筋バス停前                           | 消火栓蓋、ホース格納箱           |
| 世木の里 とまり木付近                  | 消火栓蓋、ホース格納箱           |
| カフェeco epoch前                      | 消火栓蓋、ホース格納箱           |
| 日吉橋より南西に50mほど                | 消火栓蓋、ホース格納箱           |
| 日吉電器商会前                         | 消火栓蓋、ホース格納箱           |
| 小牧町会所前                           | 消火栓蓋、ホース格納箱           |
| シスター美容室前                       | 消火栓蓋、ホース格納箱           |

### 地震被害の想定
日吉町殿田の想定震度および液状化の危険度、断層タイプ（変位）は次の表の通り。
| 断層名             | 想定の震度 | 液状化危険度 | 変位     |
| ------------------ | ---------- | ------------ | -------- |
| 亀岡断層           | 5強〜6弱   | ―            | 東側隆起 |
| 殿田-神吉-越畑断層 | 6強〜7     | 高           | 左横ずれ |
| 埴生断層           | 5強〜6弱   | ―            | 左横ずれ |
| 花折断層           | 5強〜6弱   | ―            | 右横ずれ |

## 観測地
殿田およびその隣接地には水質や雨量、水位などを観測する施設が点在している。

### 京都府公共用水域水質測定地点
- 田原川（桂川流入前）測定地

曹源寺橋付近（殿田前田）にある水質測定地。京都府が管理している。統一地点番号は「231-01」。環境基準の測定補助点になっている。
2002年（平均14年）に環境省が公開した河川の生物化学的酸素要求量（BOD）平均値の順位で、田原川は0.9mg/Lで全国2515位中827位となった。

### 南丹市水質検査採水場所
- 桂川 – 大向橋付近（日吉町殿田）[339]
- 田原川 – 南丹市立殿田小学校付近（日吉町田原駅前）[339]
- 胡麻川 – 南丹市役所日吉支所付近（日吉町保野田下）[339]

### 国土交通省河川局水文観測所
- 殿田水文観測所

日吉町木住にあるテレメータの第2種水文観測所。国土交通省淀川ダム統合管理事務所が管理している。観測所記号は「106041286618020」。1971年（昭和46年）6月24日から雨量の観測を開始した。観測情報を伝える電光掲示板が設置されている。

### 京都府雨量観測所
- 殿田雨量観測所

殿田大貝15-2にある、京都府南丹土木事務所が管理するテレメータ観測所。

### 河川ライブカメラ

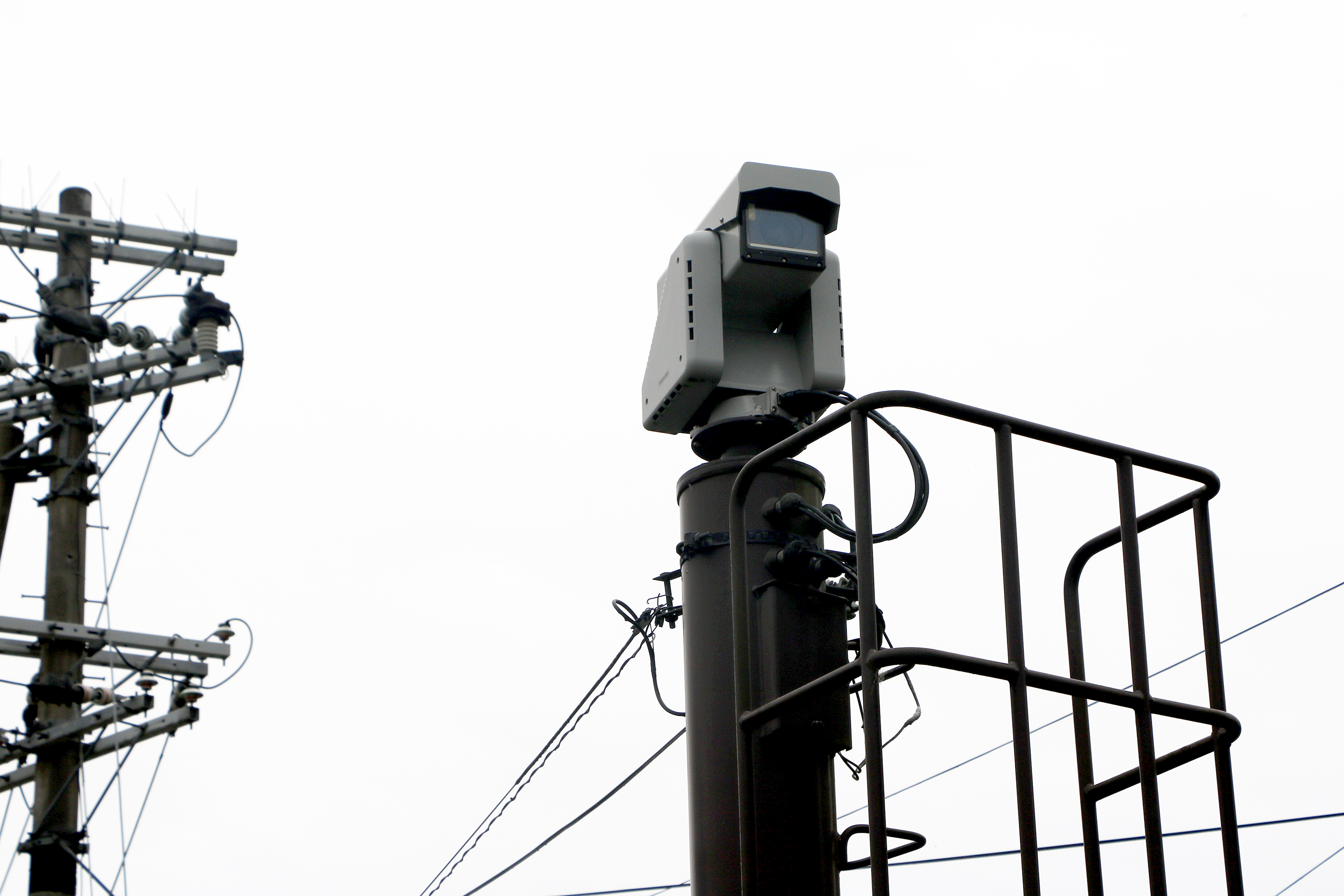
新旭橋のある田原川右岸に京都府が設置した河川防災ライブカメラ。京都府建設交通部砂防課よりライブの静止画が1分ごとに配信されている。配信2024年4月21日撮影。

- 殿田河川防災カメラ

新旭橋（田原川）の右岸から上流に向けて設置されている河川防災カメラで、静止画を定期配信している。2008年（平成20年）設置。管理は京都府南丹土木事務所。
- 桂川_船岡簡易型河川監視カメラ

京都府道19号園部平屋線の殿田ハジキリから園部町船岡方面に向けて設置されている簡易型河川監視カメラ。国土交通省・河川情報センターにより静止画がライブ配信されている。カメラに写っている建物は桂川に設置された危機管理型水位計。

### 京都府の水位観測所
- 殿田水位観測所

殿田大貝15-2にある、京都府南丹土木事務所が管理するテレメータ観測所。通常水位計で田原川を観測している。2007年（平成19年）3月9日より、水防警報と水位情報の通知・周知の実施区間に田原川の京都市・南丹市市界から桂川の合流地点までが指定されており、殿田水位観測所が基準となっている。
水防団待機水位 – 0.90m
氾濫注意水位　 – 1.80m
避難判断水位　 – 1.90m
氾濫危険水位　 – 2.60m
堤防高　　　　 – 3.17m
- 船岡水位観測所

殿田新葉1-1にある、京都府南丹土木事務所が管理するテレメータ観測所。通常水位計で桂川を観測している。洪水予報実施河川に指定されている桂川の直轄管理区域界（日吉町中大向9番地1地先・中五味向5番地先）から南丹市・亀岡市市界（八木町西田下林23番地2地先・八木河原57番地2地先）までの水防警報と水位情報の通知・周知の実施区間には、船岡水位観測所、鳥羽水位観測所（八木町鳥羽）、八木大橋水位観測所（西田金井畠）がある。船岡と八木大橋は水位情報のみ。水防警報の基準は鳥羽。
水防団待機水位 – 2.20m
氾濫注意水位　 – 3.50m
避難判断水位　 – 4.30m
氾濫危険水位　 – 4.90m

### 水資源機構の水位観測所
- 殿田口水位観測所

殿田下大向にある、独立行政法人水資源機構が管理する観測所。桂川を観測している。

### 道路交通センサス 観測地点
- 京都府道19号園部平屋線 – 日吉町殿田向山30[352]
- 京都府道50号京都日吉美山線 – 日吉町殿田東小牧21-5[352]

## 地域指定・区分
- 都市計画制度区分
都市計画区域外[353]
- 財産評価基準
倍率地域[354]
- 大野晃提唱の集落状態区分
準限界集落[355]
- 南丹市公共交通利用環境区分
公共交通不便地域[356]。ただし、殿田は公共交通空白地有償運送の事業区域になっている[179]。
- 京都府移住の促進及び移住者等の活躍の推進に関する条例における区分
移住促進特別区域[357]
- 京都府命の里農山漁村里力再生事業及び農家民宿規制緩和措置
命の里地区[358] – 農家民宿における京都府独自の規制緩和措置、食品衛生許可基準の弾力的運用の適応地区でもある[359]。
- 構造改革特別区域計画
日本の原風景 ふるさと南丹どぶろく特区[360]
- 南丹市過疎地域持続的発展市町村計画
産業振興促進区域 – 殿田を含む日吉町、美山町、八木町の全域で振興する業種に、製造業、情報サービス業等、農林水産物等販売業、旅館業が指定されている[361]。
- 第2次南丹市総合振興計画ゾーン区分
やすさぎの田園ゾーン[362]
- 急傾斜地の崩壊による災害の防止に関する法律（急傾斜地法）
急傾斜地崩壊危険区域 – 2021年（令和3年）9月時点では、南丹市内13カ所の危険区域のうち4カ所が殿田で、指定年次順に殿田Ⅰ（1.36ha）・殿田東（1.01ha）・殿田Ⅱ（0.90ha）・殿田Ⅲ（0.08ha）の計3.35haが指定されている[363]。殿田との隣接地では、日吉町田原殿田駅前の東雲稲荷神社がある斜面により4.00haが危険区域になっている[363]。
- 土砂災害警戒区域等における土砂災害防止対策の推進に関する法律（土砂災害防止法）
土砂災害警戒区域 – 殿田地内の一部が指定されている[364]。
崩壊土砂流出危険地区（危険度判定B） – 日吉町殿田城山が指定されている[202]。
- 地すべり等防止法
山腹崩壊危険地区（危険度判定C） – 日吉町殿田城山が指定されている[202]。
- 水防法
  - 浸水想定区域
京都府による調査が実施された殿田内の対象河川および流域の想定最大規模降雨量は次の通り[316]。
    - 桂川（洪水予報河川）
24時間総雨量 – 394mm
ピーク付近9時間総雨量 – 300mm
    - 田原川（水位周知河川）
2時間総雨量 – 188mm

  - 重要水防区域
    - 田原川
田原川の殿田区間（右岸延長200m、左岸延長150m）など7区間が重要水防区域（危険度判定A）に指定されている[202]。
- 南丹市農業振興地域整備計画区分
農業振興地域[290]
- 農業地域類型第1次分類
山間農業地域[365]
- 農業地域類型第2次分類
水田型[365]
- 環境基準における規制区域類型等
騒音・振動・悪臭 規制区域外[366]

## その他

### 殿田のコード
- 住所コード（JISコード系）[53]・標準地域コード[367]

| 京都府 | 南丹市 | 世木 | 殿田 |
| ------ | ------ | ---- | ---- |
| 26     | 213    | 017  | 001  |

合併により南丹市が誕生する前の京都府日吉町の行政区域コードは「26404」だった。現在欠番。
- 運輸局住所コード[368]。

| 京都府 | 南丹市 | 日吉町殿田 | 小字     |
| ------ | ------ | ---------- | -------- |
| 26     | 512    | 0725       | 001～035 |

- 日本行政区画番号（損保統一コード）

### 所轄局（所・署）
- 大阪法務局京都地方法務局
  - 園部支局
- 大阪国税局園部税務署
- 京都府警察南丹警察署
  - 殿田駐在所
- 京都中部広域消防組合園部消防署
  - 日吉出張所
- 京都労働局園部労働基準監督署
- 京都労働局京都西陣公共職業安定所
  - 園部出張所（ハローワーク）
- 近畿運輸局京都運輸支局
  - 京都南自動車検査場
- 近畿農政局
  - 亀岡中部農地整備事業所
- 京都地方裁判所園部支部
- 京都家庭裁判所園部支部
  - 園部簡易裁判所
- 京都府南丹広域振興局
- 京都府南丹保健所
- 京都府南丹土木事務所

### 殿小児童による田原川清掃
南丹市立殿田小学校の児童による学校前の田原川の清掃活動が、2020年（令和2年）より毎年続けられている。清掃活動には地域住民も参加し、拾ったごみの分析なども行われている。そうした活動が評価されて2024年（令和6年）12月、殿田小学校は第25回環境美化教育優良校等表彰事業の優良校に選ばれている。

### 龍の森プロジェクト
上空から見た天若湖が龍の姿に見えることにちなみ、2016年（平成28年）秋、この池を中心とした殿田を含む一帯の地域の環境資源の保持と活用を推進するため、商工業者や地縁団体らで組織したプロジェクトチーム。プロジェクトの一環として、天稚神社で配布されている朱印札は、龍の形ともいわれる天若湖がモチーフに用いれれている。
プロジェクトチームは、京都府南丹ふるさとの川愛護事業の登録団体になっている。日吉町殿田交流センター前の河原を起点として桂川と田原川の清掃活動を、殿田区自治会の「みんなで美観プロジェクトチーム」、世木地域振興会は合同で毎年行っている。

### 桂川流域クリーン大作戦
川草が枯れた毎年2月ごろ、桂川流域で一斉の清掃活動が行われる。桂川最上流の拠点は殿田にある前田橋周辺で、南丹市が組織する「南丹市の環境を守り育てる会」が担当事務局となり、住民らによって活動が行われている。

### 殿田の歴代議員
日吉町（南丹市発足前）の町議会議員
南丹市発足後の市議会議員
- 井尻 治（いじり おさむ）[377]
任期 – 3期12年。2006年（平成18年）2月19日〜2018年（平成30年）2月18日
会派 – 南風会 → 南風クラブ → みらい南丹
- 吉田 尋子（よしだ ひろこ）
任期 – 2018年（平成30年）2月19日〜
会派 – みらいねっと南丹 → つなぐ

### 殿田を舞台・ロケ地とした作品
- 映画「地蔵に願いを」（2024年1月公開、監督:田中大志）[378][379]
殿田内のロケ地：南丹市立殿田中学校、日吉橋、丹波梅若の道、民家
- 映画「天道花（てんどうばな）」（2024年12月公開、監督:田中大志）[380][381][382]
殿田内のロケ地：南丹市立殿田中学校、天稚神社